# 日本刀

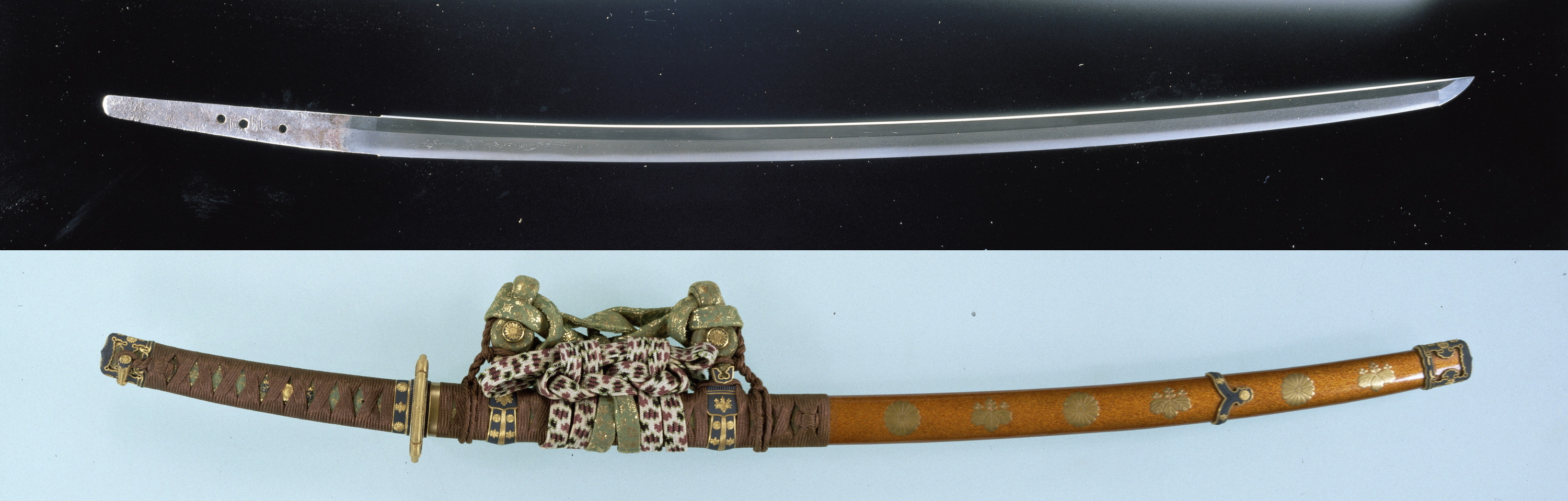
太刀 銘 正恒 附 菊桐紋散糸巻太刀拵。刀身は12世紀、拵えは18世紀作。東京国立博物館蔵

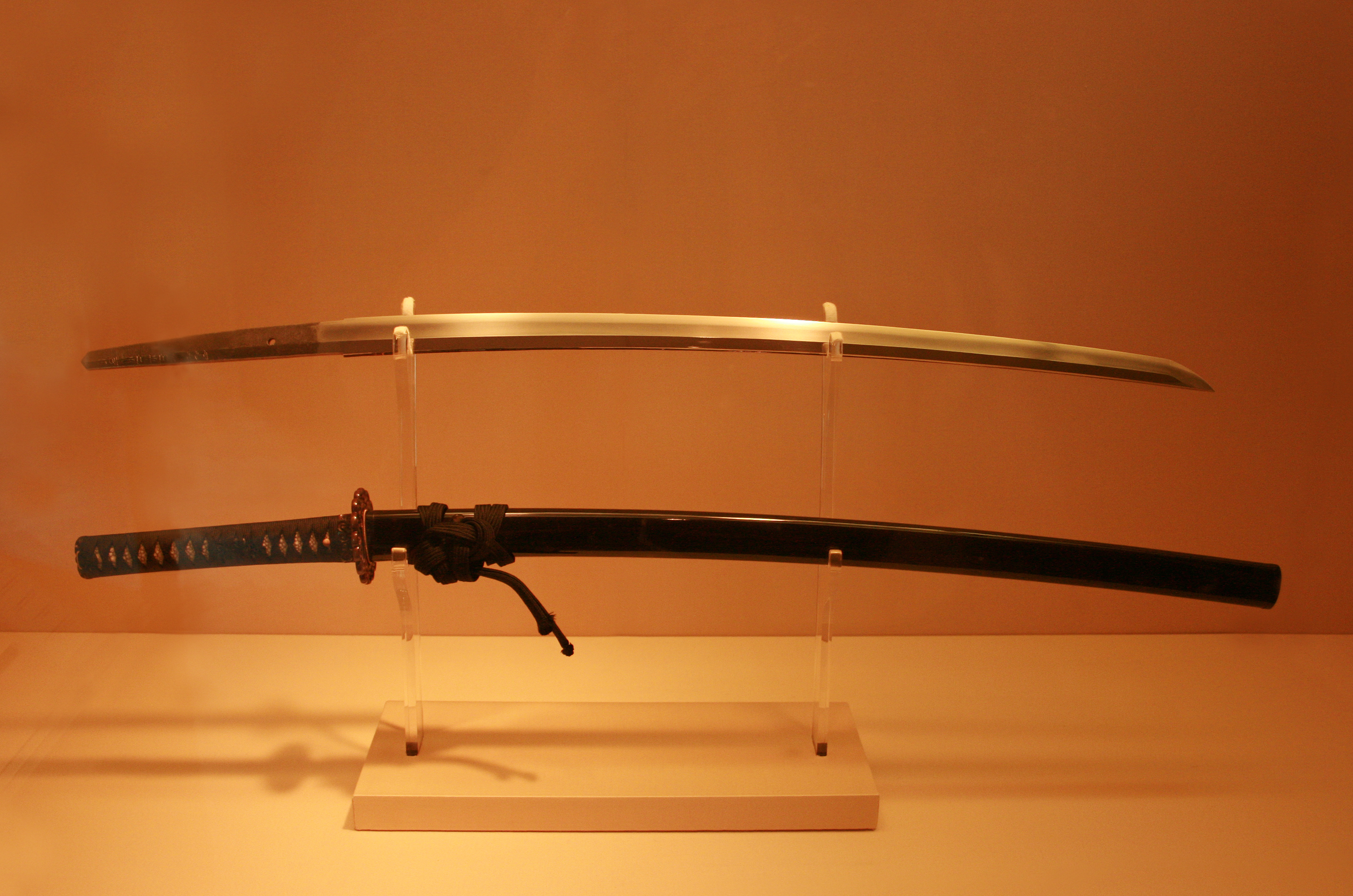
打刀。メトロポリタン美術館蔵

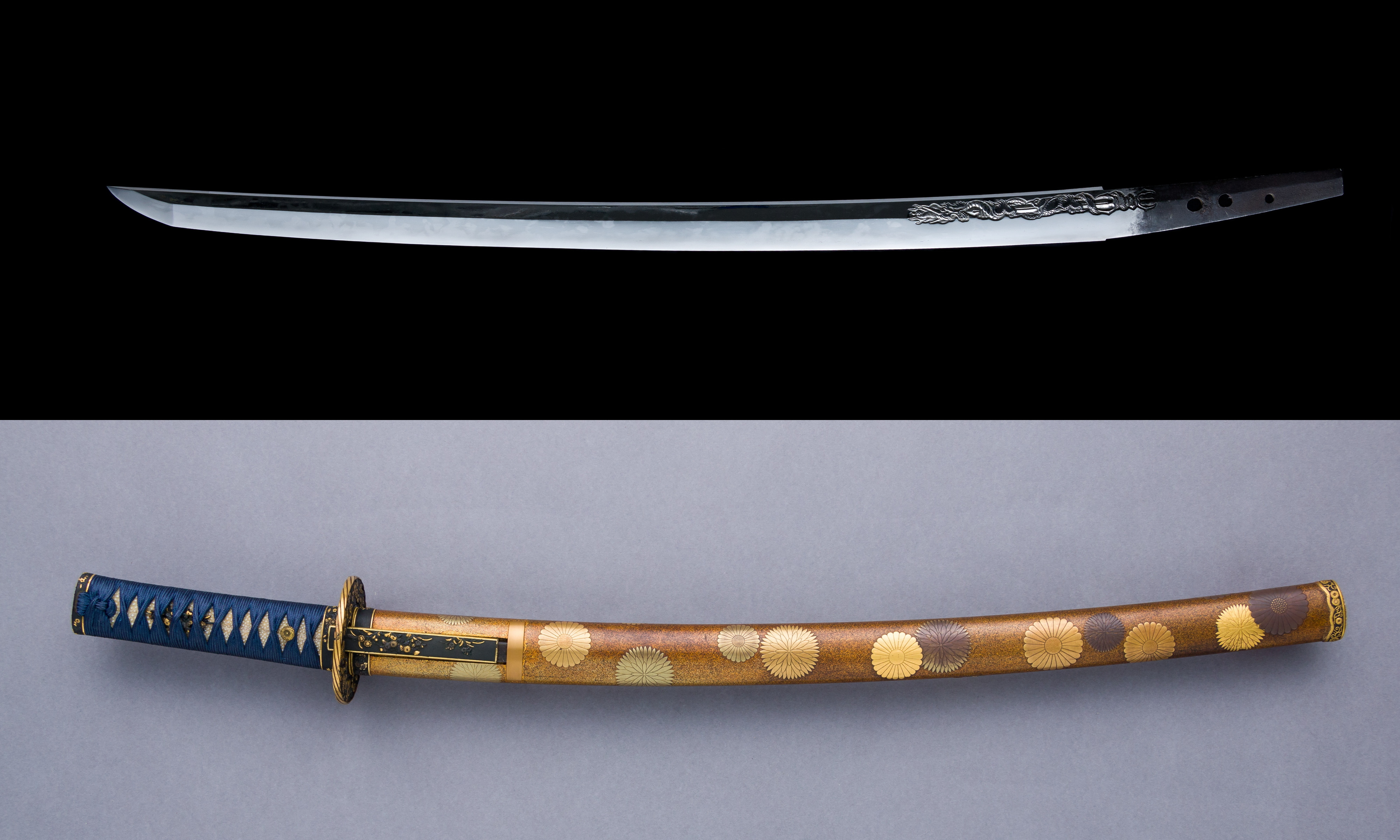
脇差の刀身と拵え。刀身は15世紀から16世紀前半の相州房宗作、拵えは18世紀作。メトロポリタン美術館蔵

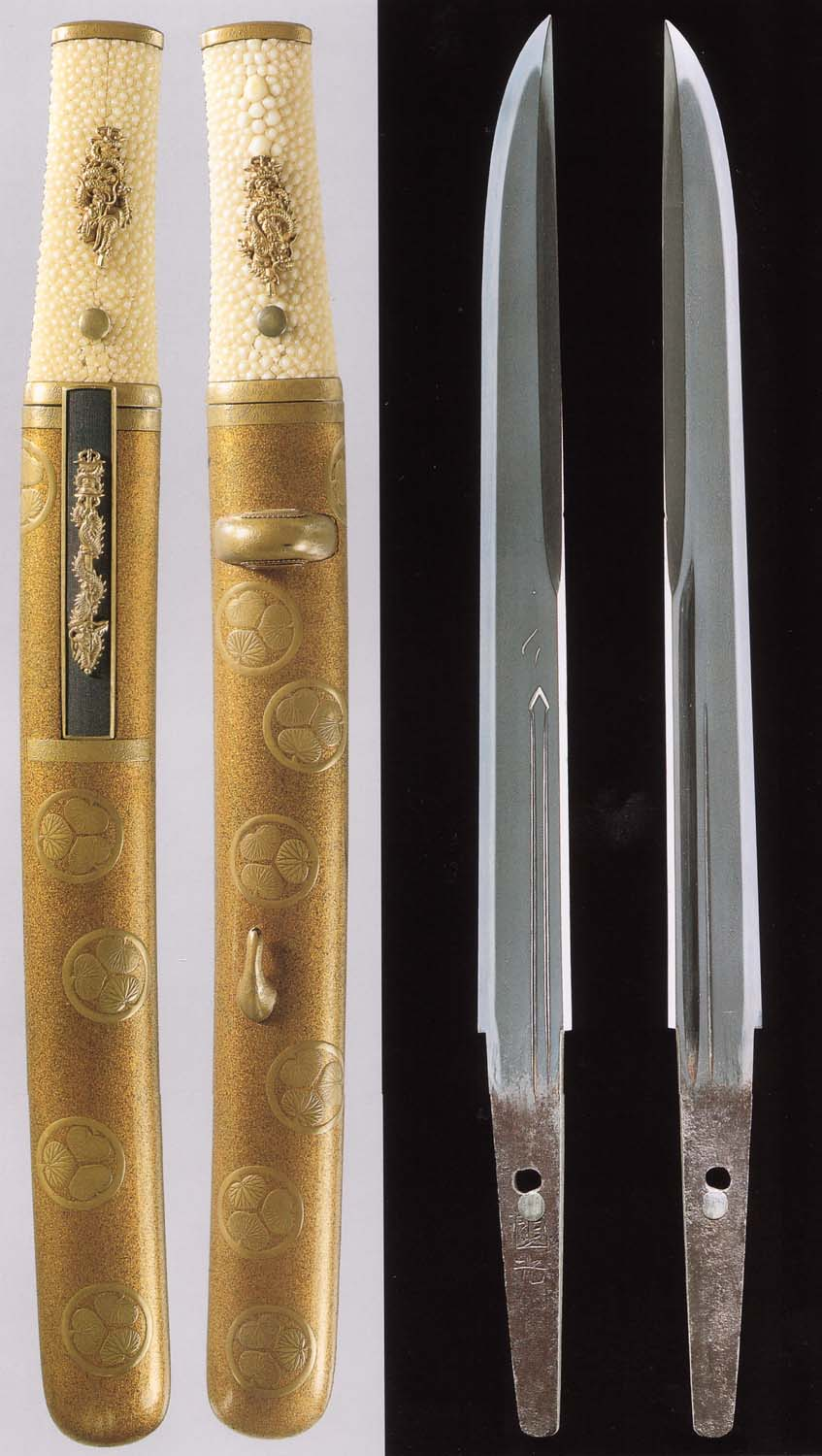
短刀 重文 銘 国光（新藤五国光）金梨地葵紋散蒔絵合口拵 小柄付。刀身は13世紀か14世紀作。佐野美術館蔵

日本刀（にほんとう）は、日本固有の鍛冶製法によって作られた刀類の総称である。
さらに広義には、日本で製作された刀剣を指す。
狭義には、平安時代末期に出現し、それ以降、日本の刀の主流となった湾刀を指す。本稿では主にこちらを説明する。寸法により刀（太刀・打刀）、脇差（脇指）、短刀に分類される。

## 概説

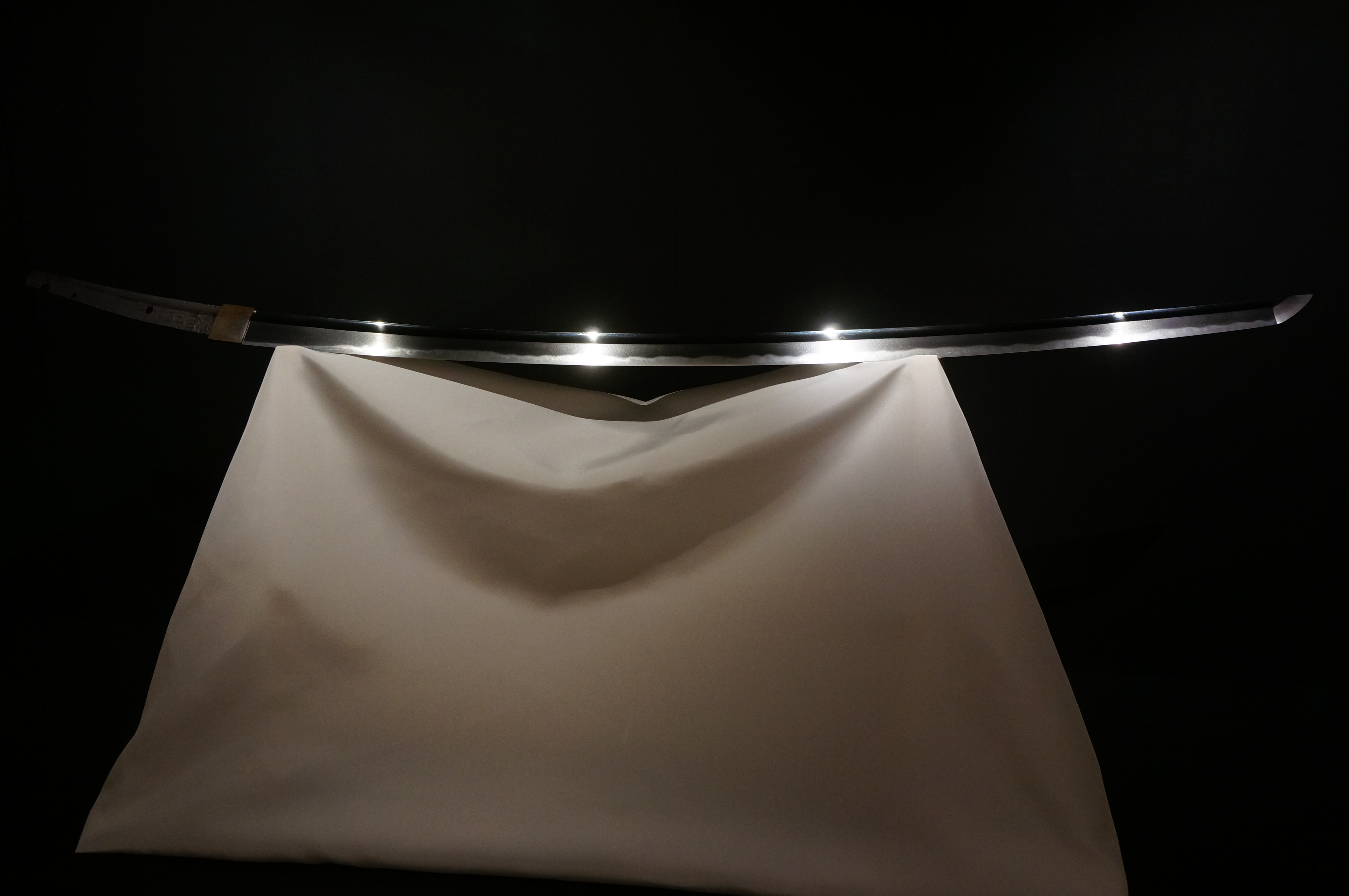
太刀 大包平、12世紀、平安時代、国宝、東京国立博物館蔵

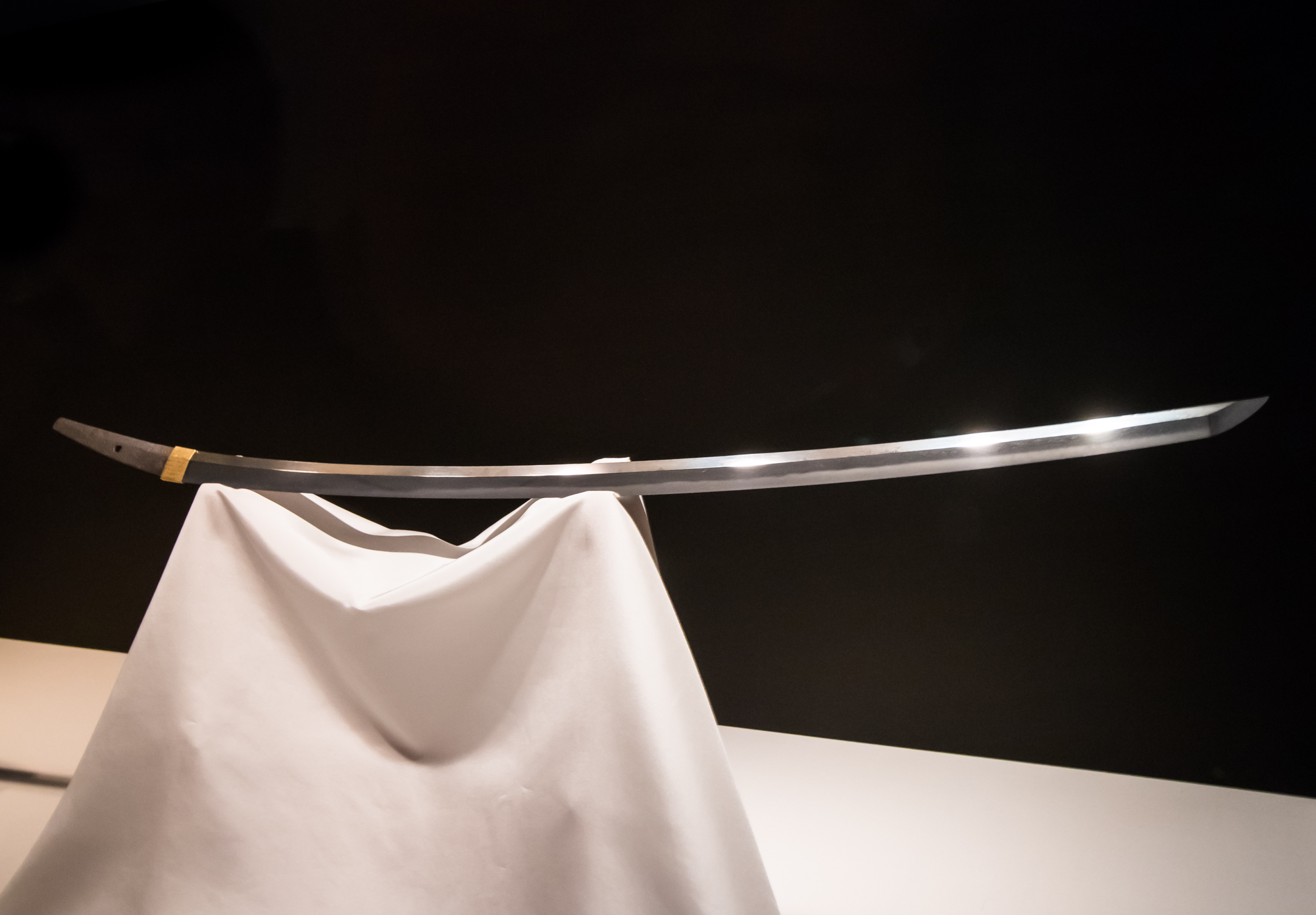
太刀 童子切、12世紀、平安時代、国宝、東京国立博物館蔵

日本刀の特徴は、「折り返し鍛錬法」で鍛造された鋼を刀身とする点と、例外はあるが刀身と茎（なかご）が一体となり、柄と茎に開けられた目釘孔に、目釘を差し込むことで柄に固定する構造、焼入れによる湾曲した全体形状、断面形状が5角形から7角形で、横から見た刀身中央から棟よりの刀身が最も分厚い部分に稜線がある鎬造り（しのぎづくり）の形状である。
その他の特徴として、炭素量の多い硬い鋼と炭素量の少ない軟らかい鋼の複数の鉄鋼材を組み合わせ、鍛接することで耐久性のある刀身を形成するという点があげられることもある。
鉄鋼材の組み合わせにはいくつかの形式があり、現代では芯金と呼ばれる軟らかい鋼を芯に据えて、それを硬めの鋼（皮金）で包む方式が主流であるが、戦国時代までは、硬軟2種の鋼の練り合わせによる「丸鍛え（無垢鍛え）」や単純な硬軟の鉄鋼材の張り合わせ、練り合わせによる「丸鍛え」に刃先用の鋼材を加えた「割刃鍛え」なども存在した。
日本刀は合戦だけでなく、平時の喧嘩や強盗、護身など日常的な荒事に用いられる武器でもあり、平安時代の末期には襲撃者に備え、枕元に太刀を置く習慣もあった。これは中世の日本は警察機構や司法が未発達だったため、かなり治安が悪く、自力救済が要求される社会であったからである。当時は個人間の諍いや報復行為も日常的であり、些細な出来事から、偶発的な殺傷事件が多発した。鎌倉時代以降は僧侶などの非武士階層であっても帯刀は珍しくなく、くわえて治安維持や害獣駆除の観点から農民も武装していた（このような世相から、細川勝元や徳川家康など、護身用として剣術を学ぶ武将も現れた。）太平の世のイメージが強い江戸時代であっても、農村などには刀狩りを経ても、多数の武器が保管されたままとなっており、乱闘や喧嘩などの傷害事件の凶器として武士だけでなく民衆が使用することがあった。
このように日本刀は、武士のみならず民衆にとっても身近な武器であったが、その一方で、天皇や武士の権威の象徴、信仰の対象、美術工芸品としての側面もあり、武器として使用されなくなった現代では美術工芸品や文化財として扱われている。

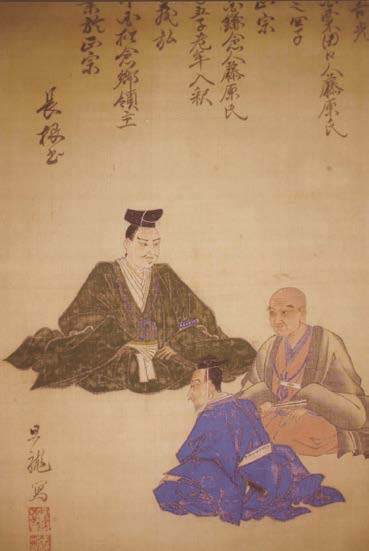
「天下の三名工」と称された郷義弘（上）、正宗（中）、粟田口吉光（下）の肖像画

日本の歴史において、著名な日本刀や刀工は、時代ごとの権力者や権威者により書物にまとめられたり格付けされてきた。例えば、徳川吉宗が編纂を命じた享保名物帳に掲載された、美術的価値や来歴や伝承に優れていた大名家所有の貴重な刀剣は、その名に「名物」が冠され、山田浅右衛門が刊行した「懐宝剣尺」や「古今鍛冶備考」に掲載された、切れ味が優れた刀工の刀剣は「業物（わざもの）」などの名で格付けされて記録されてきた。具体的に言えば、著名な日本刀には、日本国国宝「大包平」、「雷切」、豊臣秀吉の愛刀「一期一振」、「天下五剣」と称される5振りの名刀（国宝「童子切」、「三日月宗近」、「大典太」、重要文化財「数珠丸」、御物「鬼丸国綱」）などがある。著名な刀工には、享保名物帳に最も多くの刀剣が掲載されて名物三作（天下三作）と呼ばれた正宗・粟田口吉光・郷義弘や、後世にその作刀が妖刀とも言われた村正、最上大業物の長曽祢興里（初代虎徹）や、源清麿などがいる。
しばしば、それぞれの日本刀はそれを作る刀工流派により分類される。五箇伝（ごかでん）と呼ばれる5大刀工流派があり、令制国の大和国・山城国・備前国・相模国・美濃国を発祥とし、それぞれ大和伝、山城伝、備前伝、相州伝、美濃伝といい、さらにそれぞれの流派がさらに小分類されている。これらを系統づけたのは、代々足利将軍家に使えた研師で、豊臣秀吉以後は刀の鑑定も務めた本阿弥家であり、最終的に本阿弥光遜がまとめ上げた。確認されている五箇伝の刀工数は、備前4005、美濃1269、大和1025、山城847、相州438であった。
また、日本刀が貴ばれた結果、刀工にはしばしば朝廷から正式な官位が与えられ、公的な地位が高かったことも、諸外国と比べたときの特色である。13世紀初頭に後鳥羽上皇が自身の御番鍛冶に官位を与えたのがその始まりとされる。少数ではあるものの、刀工の中には貴族、すなわち五位以上の位に登る者さえいた。江戸時代以前に貴族に叙爵された名工として、天文の代の千子村正（五位を示す「藤原朝臣村正」を名乗る）が一般に名高いが、その他、四代備前長船勝光（右京亮＝従五位下相当）、備前長船康光（左京亮＝従五位下相当）、備前長船盛光（修理亮＝従五位下相当）、織田信長のお抱え鍛冶陸奥守大道（陸奥守＝従五位上相当）などがいる。江戸時代には陸奥守大道の子の伊賀守金道が「日本鍛冶惣匠」として刀工への受領名斡旋を制度化するなど、日本刀は他の工芸に比べて特別視されてきた。
明治時代以降の近代・現代における日本刀と刀工に対する格付けでは、日本政府が各日本刀をその価値に応じて国宝・重要文化財・重要美術品に指定・認定し、各刀工の技量に応じて帝室技芸員（1890年 - 1947年）や人間国宝（1955年 - ）に指定してきた。2020年時点で日本には約250万点の日本刀が存在し、そのうち約120点が国宝に指定されている。最も多くの国宝の日本刀を所蔵しているのが東京国立博物館で19口、2位が徳川美術館で8口、3位がふくやま美術館で7口である。2019年時点までに指定されたことがある刀工数は、帝室技芸員は宮本包則、月山貞一（初代）の2名、人間国宝は日本刀の部で高橋貞次、宮入行平、月山貞一（二代）、隅谷正峯、天田昭次、大隅俊平の6名、刀剣研磨の部で 本阿彌日洲、小野光敬、藤代松雄、永山光幹、本阿弥光洲の5名のみである。また日本美術刀剣保存協会は、各日本刀・刀装・刀装具に対する鑑定審査を通じて、合格した優秀なものに対してはその価値に応じて4等級の格付けを行っており、最上級の「特別重要刀剣」は国指定の重要文化財に準じ重要美術品に相当するとされている。また同協会は主催する現代刀職展（旧新作名刀展）の結果に応じて、2019年までに39名の刀工を最高位の「無鑑査」に認定している。無鑑査が鍛造した刀剣のうち傑出したものに対しては現代刀工の最高の栄誉となる正宗賞が授与され、2019年時点までに延べ15人（実人数8人）が受賞し、隅谷正峯、天田昭次、大隅俊平が3回、月山貞一（二代）が2回受賞している。この複数回受賞者4名は生前は人間国宝と無鑑査を兼ねていた。
歴史的に日本刀は男性の所持品かつ男性の愛玩の対象であったが、2015年に日本刀を擬人化したキャラクターが登場するブラウザゲーム『刀剣乱舞』がリリースされて以来、女性の間で日本刀の人気が急上昇している。これにより、日本刀に関する書籍の売上が急増し、様々な博物館で歴史上の名刀を特集した企画展の開催数が急増し、博物館の来館者数も飛躍的に増加した。さらに博物館や神社では、ゲームに登場する歴史上の名刀を個人から購入するためや、複製刀剣や新たな刀装を調達するためとして数多くのクラウドファンディングが行われ、これらの歴史的な名刀を鑑賞できる機会が増えている。2024年には一度に200振の日本刀を展示する日本最大級の刀剣博物館である名古屋刀剣ワールドが開業した。

## 名称
「日本刀」という名称は日本国外の刀剣と区別するためのものであり、国外においては最も古いもので11世紀初頭の中国の文献（欧陽脩著「日本刀歌」）で既に呼称されていることが確認されている。日本国内で「日本刀」という用語が広まったのは、海外の文化が流入した幕末以降のこととされ、それ以前は単に「刀（かたな）」や「剣（つるぎ・けん）」と呼んだり、「打刀」や「太刀」など小分類で呼ぶのが普通であった。また、木刀・竹刀・模擬刀に対置して「真剣」と呼ばれることもある。
日本刀はアジアでは「倭刀」という呼称があったが、現地で日本刀に模して作成されたものを指す事も多い。現代の漢文圏では「倭」を忌んで「和刀」と表記することもある。
欧米では「Japanese sword」や「katana」などと呼ばれる。日本美術刀剣保存協会の刀剣博物館の公式訳は「The Japanese Sword Museum」である。象徴的な意味合いとして「Samurai sword」という呼び方もあるが、現代では日本刀を模した刀（模造刀） に対して使われることが多い。

## 歴史
政治・経済・文化・貿易など、さまざまな歴史的要因により、日本刀は変貌し続けてきたとされている。

### 上古から彎刀の出現まで

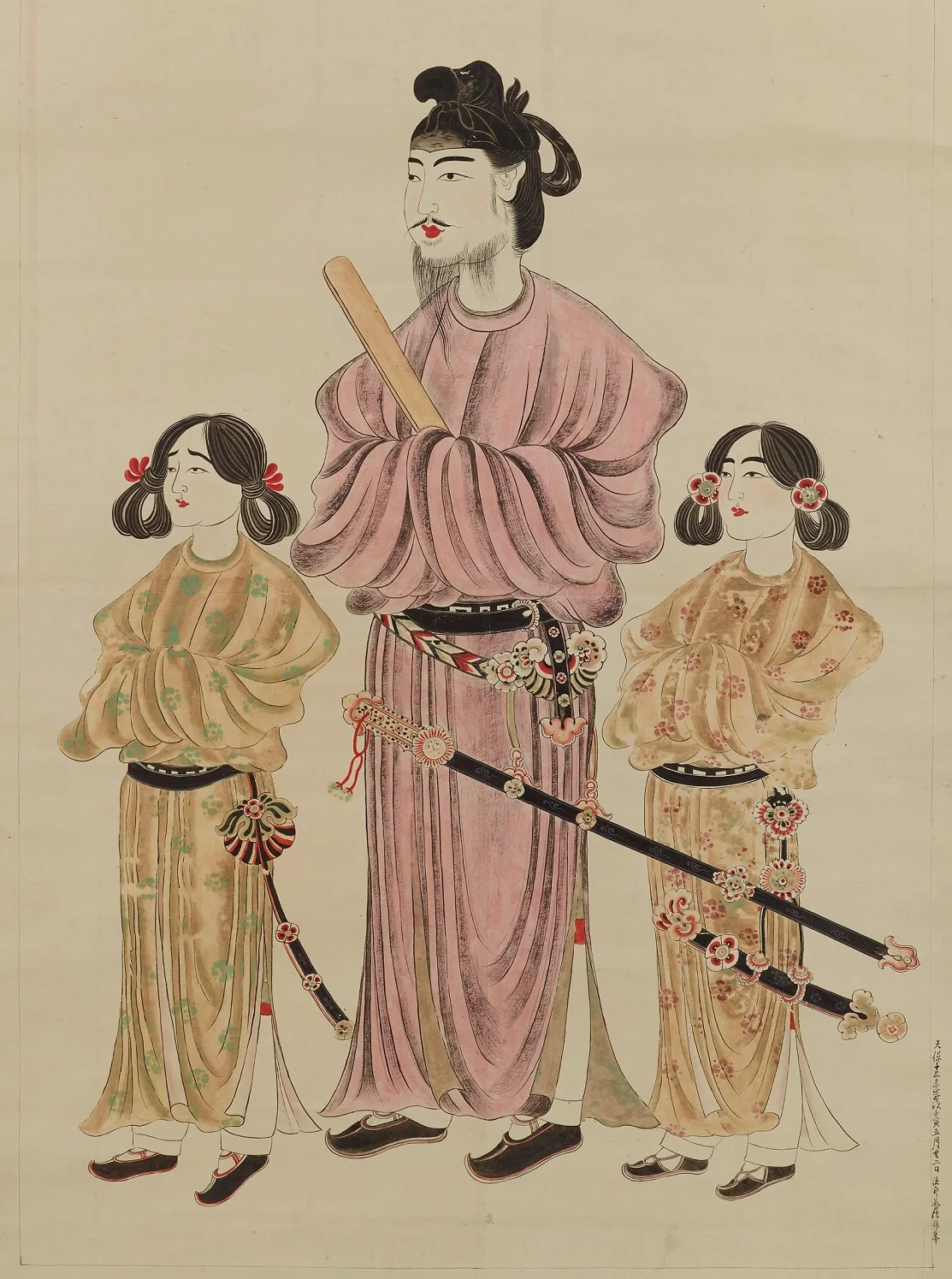
大刀（たち）を佩用する聖徳太子。黒漆塗の鞘に山形金物と長金具が付いた大刀を帯取と佩緒で下げている。

#### 弥生時代

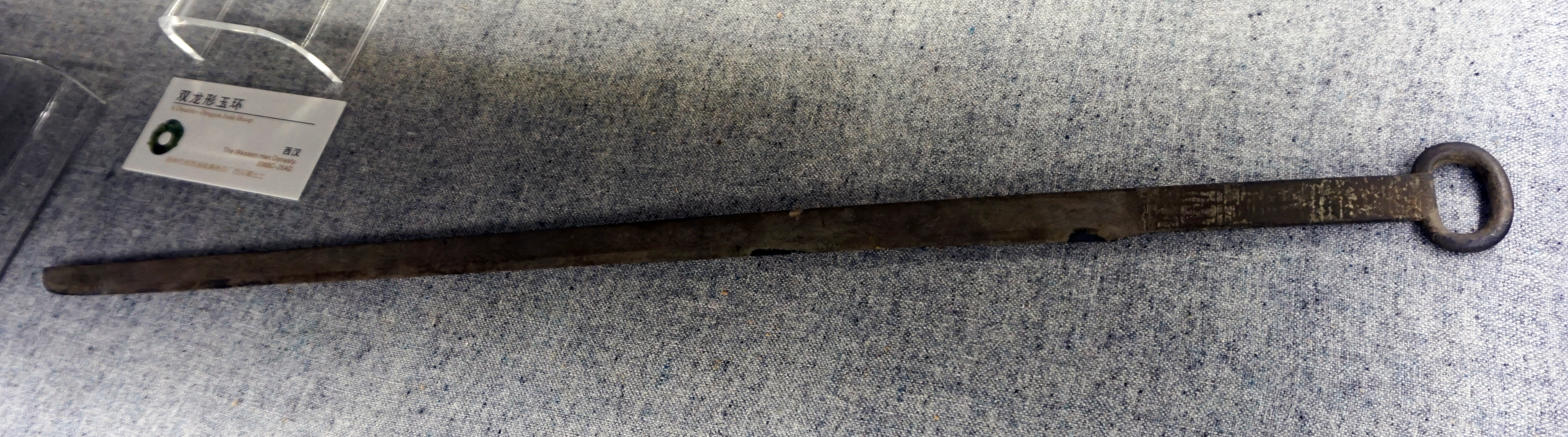
漢代の環首刀

弥生時代前期には青銅製の刀剣類が確認される。日本最古の王墓といわれる福岡県の吉武高木遺跡からは銅剣が多数発掘されている。
弥生時代後期からは環首刀と呼ばれる中国で軍用刀として主に騎兵に使用された長い直刀が流入し、現代に至るまでの日本刀系統の祖形になったと考えられている。
3世紀中頃の古墳である福岡県の祇園山古墳から鉄製の剣が発見され、鉄製の刀剣類の生産が国内で始まったと考えられる。『古事記』に登場する草那藝之大刀も同時期のものではないかと言われている。

#### 古墳時代 - 奈良時代

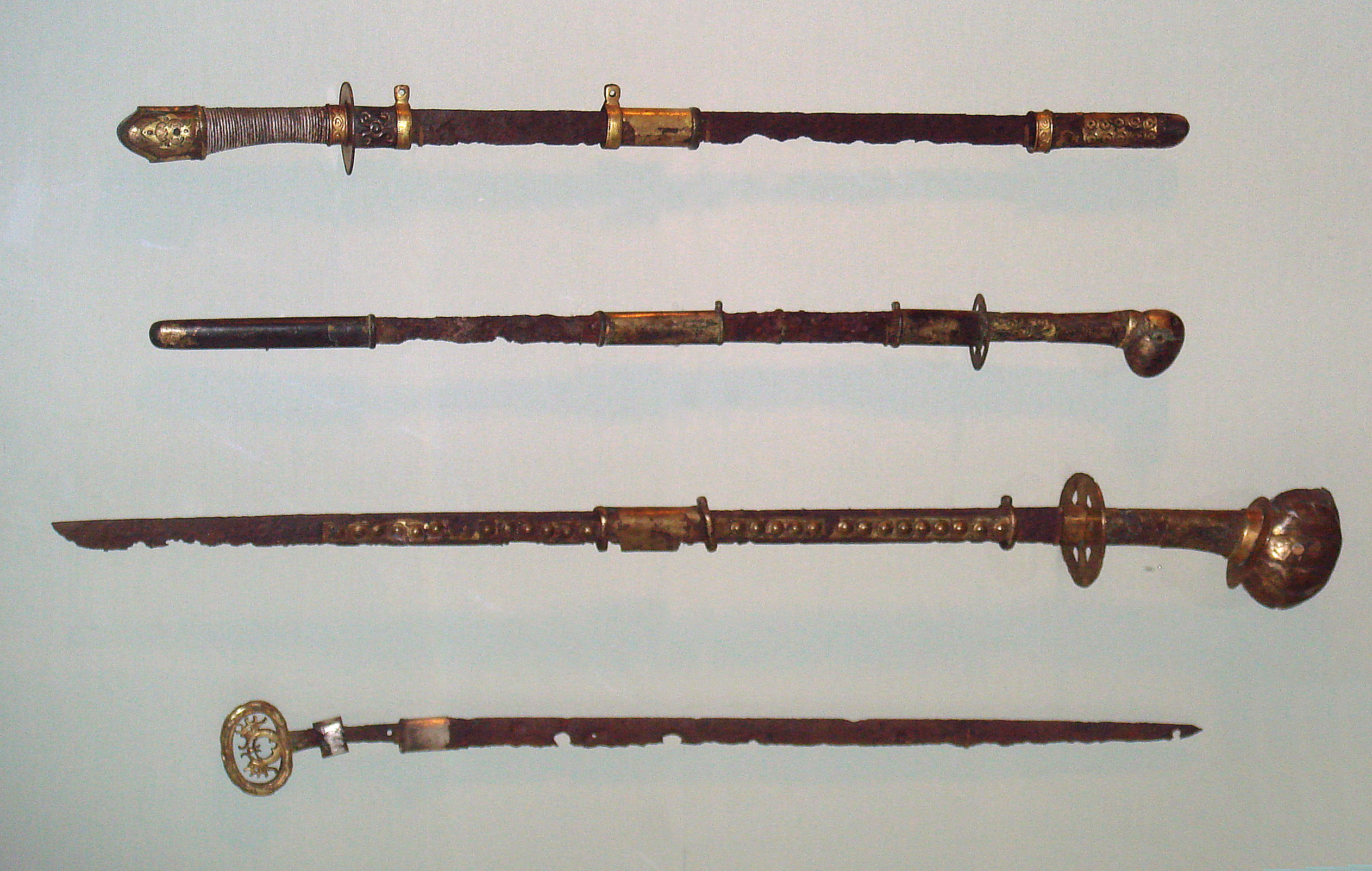
古墳時代後期の装飾付大刀（メトロポリタン美術館所蔵）。最上段は圭頭大刀、中段2振は頭椎大刀、最下段は双龍環頭大刀。

古墳時代には、島根県の造山1号墳（前期）や埼玉県の稲荷山古墳（中期）などの遺跡から鉄剣や大刀が出土している。稲荷山古墳から出土した金錯銘鉄剣にはワカタケル大王（雄略天皇）に仕えた功績を記念して471年に作ったとの由来が115文字の漢字で刻まれている。
また日本各地より出土している蛇行剣という蛇行した刀身を持つ剣や、石上神宮所蔵の七支刀など独特な作りを持つ刀剣がこの頃に多数存在したとされている。
この時代の刀剣の多くは朽損しているが、古墳時代後期（6世紀）以降の直刀は「装飾付大刀」とも呼ばれ、金装・銀装・金銅装の煌びやかな装具を装着し、形態的にも様々なバリエーションのものが出現した。島根県のかわらけ谷横穴墓群出土の金銅装環頭大刀は保存状態が極めて良い一例である。
この頃、馬匹生産が盛んとなった東日本では、馬上から用いることに適した山刀に近い刀が生まれた（片刃）。柄の形の特徴から蕨手刀と呼ばれる。当初は直刀に近く刃は反っていなかったが、この柄を片手で握り振り付けると、刃が相手へ僅かに斜めに向かう特徴を持ち、斬りつける際に高い切断力を持った。
また東北地方に住んでいた蝦夷へ馬と共にこの蕨手刀が伝わり、彼らの優れた弓術と組み合わされ、独特の騎馬戦法が生まれた。さらに彼らの改良により（柄の角度、湾刀化、長刀化など）、威力が増した。
7 - 8世紀以降の刀剣には原形を良く留めているものが多く、四天王寺の「丙子椒林剣（へいししょうりんけん）」や「七星剣（しちせいけん）」、正倉院の「金銀鈿荘唐大刀（きんぎんでんかざりのからたち/きんぎんでんそうのからたち）」などが知られている。正倉院では唐様大刀と呼ばれる国産の直刀も保管されている。また、平造り・切刃造りなどの国産の直登、蕨手刀なども現存している。

### 平安時代

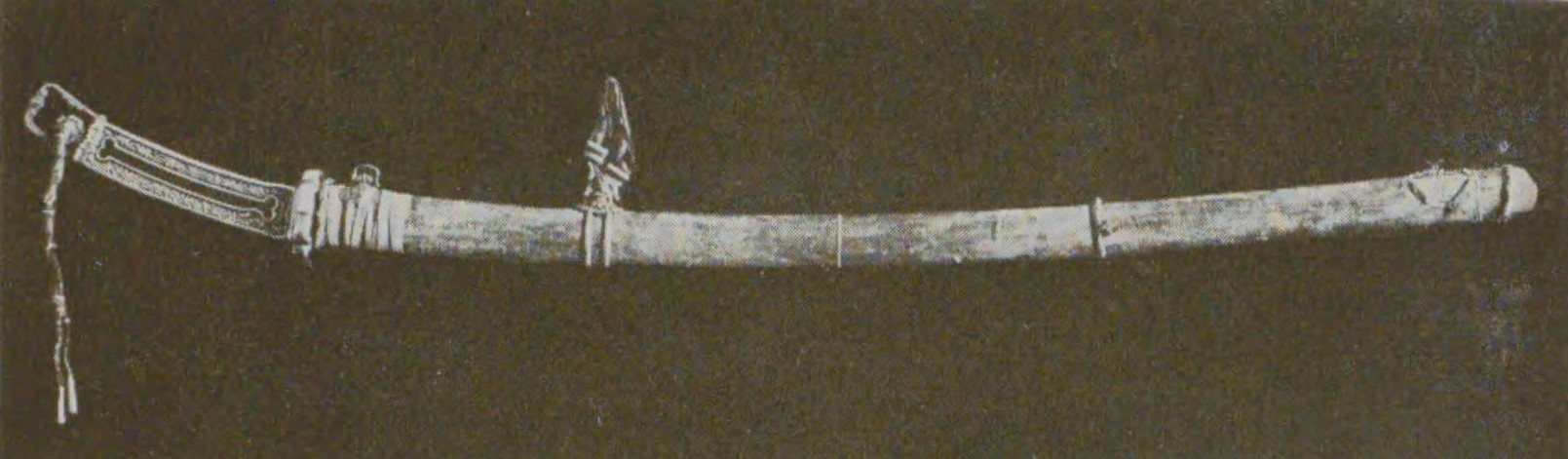
毛抜形太刀（伊勢神宮所蔵、重要文化財）

古代には直刀だった日本の刀剣は、平安時代直前頃より、次第に湾刀への改良が始まり、より威力の高い刀へ進化していったと考えられている。
平安時代初期の刀剣は遺品にこそ乏しいが、坂上田村麻呂の儀仗用とされる鞍馬寺の「黒漆剣（こくしつけん）」や、兵仗用とされる清水寺 (加東市)の「騒速（そはや）」が現存している。なお、この清水寺の大刀は特徴として鎬筋がやや中央に寄り、刀身全体に浅い反りがあり、奈良時代末期から平安時代中期にかけて兵仗が直刀から湾刀へと変遷する過程の初期のものとも考えられる。
古代には直刀だった日本の刀剣は、蝦夷・俘囚による改良を取り込み、威力を増す進化を続けた。すなわち、片刃で柄に角度をつけた蕨手刀（当初はほぼ直刀だったが蝦夷により反りを持つ彎曲刀へ改良された）、柄に透かしをつけて斬撃の衝撃を緩めた毛抜形蕨手刀、柄の装飾を排した毛抜形刀、長大化させた毛抜形太刀を経て、次第に反りも増し、日本刀へ変化していったと考えられている。
長大化に加え、反りがつくことで振り下ろして切ると切断力が大きい武器となり、騎馬戦で威力を持った。これにより、平安中期以降には湾刀である太刀へ移行したとみられている。
また、平造り・切刃造りに代わって、刀身の断面が長菱形である「鎬造り（しのぎづくり）」の刀剣が造られるようになったのもこの時代である。「鎬造り」は平造り・切刃造りより頑丈で斬りやすいとされている。以上の変化の過渡期にあたるのが柄が刀身と共鉄の毛抜形太刀や、鋒両刃（きっさきもろは）造りで反りのある小烏丸（こがらすまる）である（小烏丸は古伝書には大宝年間（8世紀初頭）の刀工・天国（あまくに）の作とあるが、実際の制作は平安中期と見るのが定説となっている）。毛抜形太刀は、藤原秀郷所用と伝える伊勢神宮のものが著名である。柄に毛抜形の透かし彫りがあることからこの名がある。
平安時代後期、特に武家勢力が活発になった前九年の役や後三年の役の頃から武家の勢力が増大し、これに伴い太刀が発達し、通常これ以降の物を日本刀とする。
良質な砂鉄がとれる雲伯国境地域や備前国と、政治文化の中心である山城国・大和国などに刀工の各流派が現れてきた。源頼光が大江山の酒呑童子を斬ったとされる「童子切」（伯耆国の安綱作、国宝）やキツネに合鎚を打たせたという伝説のある「小狐丸」（山城国の三条宗近作、第二次大戦時に焼失）などがこの時期を代表する日本刀である。「童子切」の作者である雲伯国境の安綱は古伝書には時代を9世紀初めとするが、現存作品を見る限りそこまで時代は上がらず、平安中期、10世紀末頃と見るのが刀剣史では通説となっている。安綱のほか、山城（京）の三条小鍛冶宗近、古備前友成などが、現存在銘作のある最古の刀工とみなされる。
平安時代の太刀の特徴を以下に列記する。造り込みは鎬造り、庵棟（いおりむね）で、身幅（みはば）は総じて狭く、鋒（きっさき）が詰まって小切先となる。姿は腰から棟側にあたかも倒れるような姿をしており、反り高く、物打（ものうち）は反りが伏せごころ。踏ん張りのある（元幅に比べて先幅が狭くなっていく形）優美な姿をしている。刃文（はもん）は直刃（すぐは）または小丁子（こちょうじ）・小乱（こみだれ）が入っており、沸（にえ）出来である。焼幅はあまり広くなく、刃区（はまち）から少し先の方から刃文が始まっているものが多い。これは研ぎ減りの関係でもあるが、「焼き落とし」とも呼び、豊後国行平など、九州鍛冶には後世でも見られる。茎（なかご）は反りがあり、雉股（きじもも）形が主流である。稀に元先の身幅（みはば）に差があまりない豪快な太刀も存在し、古備前派の包平の大包平（おおかねひら 東京国立博物館蔵）、真恒（さねつね 久能山東照宮蔵）、友成（ともなり 厳島神社蔵）、九州の三池光世（みいけみつよ）の大典太（おおでんた 前田育徳会蔵）が著名でいずれも国宝に指定されている。

### 鎌倉時代

伝源頼朝像。毛抜形太刀を佩刀している。

鎌倉時代は武士の台頭とともに諸国で争乱が生じ、それに伴い日本刀の需要が急激に高まり、後鳥羽上皇による御番鍛冶制度の創設で刀工に対して積極的に作刀を奨励したこともあり、日本刀の黄金期を迎えた。21世紀時点で日本刀は100件以上が国宝に指定されているが、そのうちの8割が鎌倉時代の刀剣で7割が太刀である。

#### 鎌倉時代初期
鎌倉幕府による武家政治の体制が確立し、刀剣界が活発になっていく。源頼朝の没後、源氏の三代目の源実朝でその政権が途絶え、代わりに北条氏が実権を掌握したが、この変動に乗じて後鳥羽天皇は自らの朝威を回復しようとした。土御門天皇に位を譲った後鳥羽上皇は院政を行い、熱心な愛刀家であったため日本刀の鑑定にも詳しく、自らも焼刃を施したといわれる。『正和銘尽』によると後鳥羽上皇は月ごとに山城・備前・備中などから刀工を召して鍛刀させ、番鍛冶制度の影響で日本刀を代表する名刀がこの時代に多数生まれた。
鎌倉初期の日本刀は、平安後期にみられる初期日本刀の上品さを思わせる姿から、鎌倉中期に確立された豪壮な造りに移行する過渡期にあった。反りに関しては、平安後期のような鎺金（はばきがね）のある部位から勢いがついて曲がるような形状から、鎺元の上あたりに反りの中心がくるような上品な立ち姿へと変化していった。また、切先は小切先に分類されるが、この時期になると一回り大きくなり、それに伴い元身幅と先身幅の間が小さくなっていった。この時期の日本刀を代表する刀工の栗田口久國の地金にみられるように、肌がよくつんで微細な地沸が良く付いたきれいな地金が造られるようになった。刃文も美麗な小丁子乱がみられるようになり、華麗な見栄えに加えた勇渾な作品が目立つようになってきた。
同時代の著名な刀工としては、備前国の末古備前派の正恒・延房・吉包、同国の古一文字派の則宗・助宗・助則、同国の福岡一文字派の延房・宗吉・助包、山城国の粟田口派の國友・久國・國安、大和国の古千手院派の行信・重弘、陸奥国の舞草派、出羽国の月山派、伯耆国の安綱派、備中国の古青江派の守次・恒次・康次・貞次・助次・家次・正恒、豊後国の定秀派、薩摩国の古波平派の行安などが存在する。

#### 鎌倉時代中期

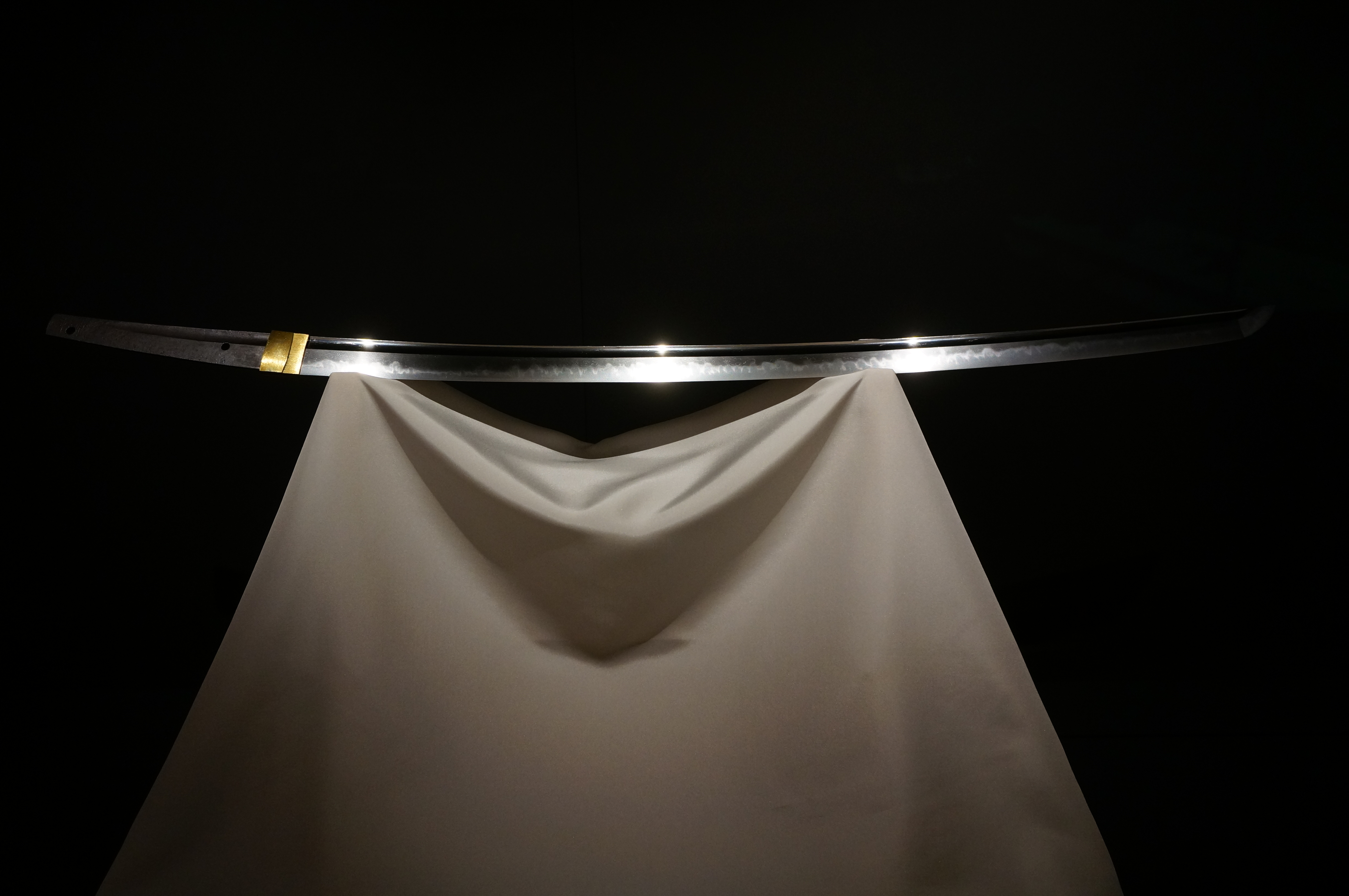
太刀 岡田切吉房、吉房作、国宝、東京国立博物館蔵

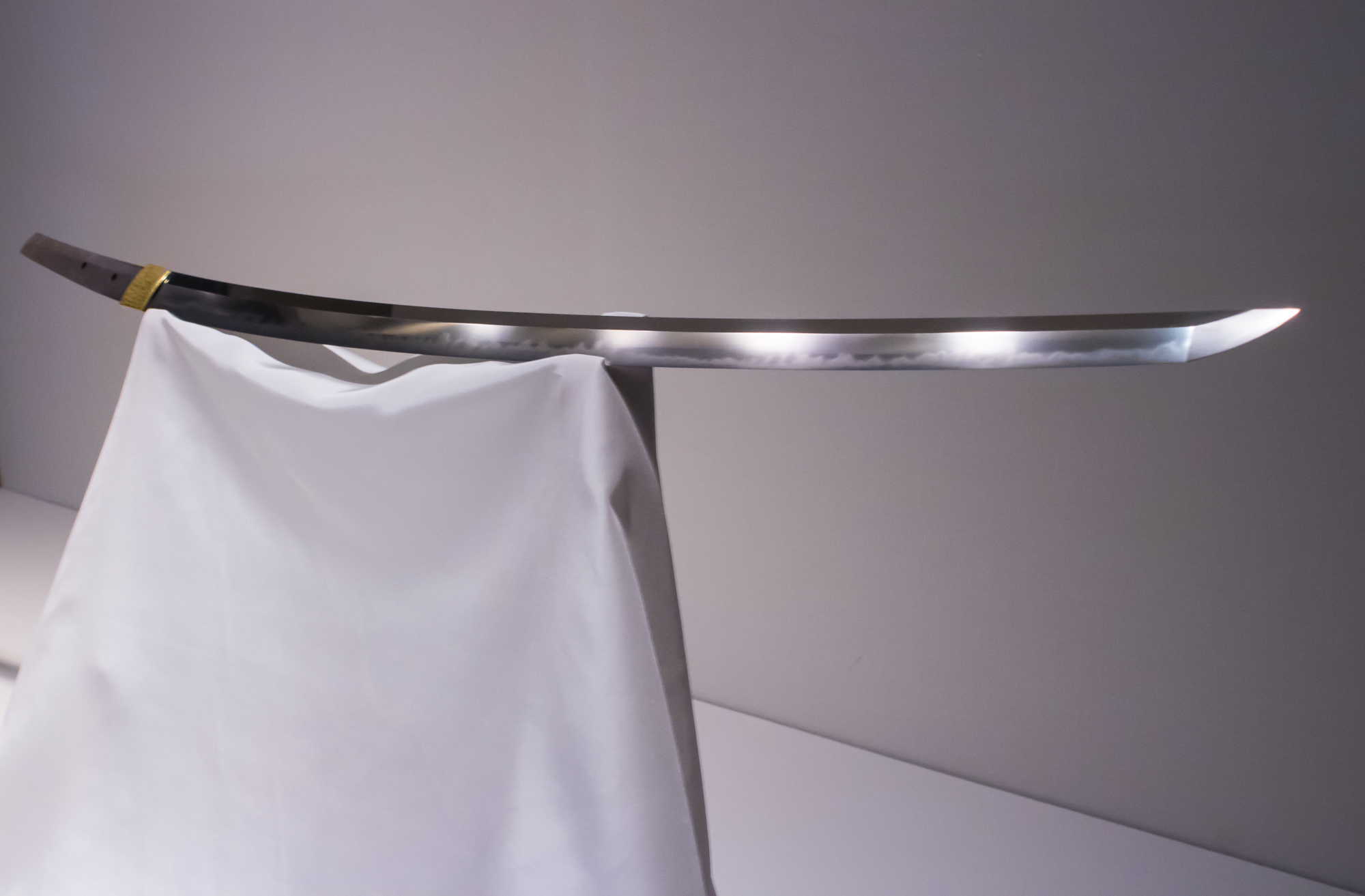
太刀 長光作、東京国立博物館蔵

鎌倉幕府は承久の乱で後鳥羽上皇と争い、「御成敗式目」の制定により武士の全国支配を確固たるものにさせ、必然的に鎌倉が武家文化の中心地となっていった。こうした変化に伴い武士が用いる武器の需要がますます高まり、それに応じて山城国の栗田口国綱、備前の三郎國宗や福岡一文字助眞はじめとする刀工一族が鎌倉に集まった。承久の乱で敗れた際に隠岐島に流された後鳥羽上皇は、そこでも刀を制作したとされ、後世に菊御作を残した。こういった事実はこの時代の世相をよく物語るものとなっている。また、この時代の寺院の権力化に伴う僧侶の武装化も刀剣界に影響を与えている。大和国では寺院お抱えの刀工群が生じたが、寺院が公家や武家以外の一大勢力へ変化していくのに伴い、刀工の各流派はしだいに各宗派の影響力がある地域へと移住し、そのことによって寺社と刀工流派は双方に影響を及ぼすようになった。寺社権力の強大化を恐れた幕府は六波羅探題を通して、1228年に高野山の僧徒などに武装を禁止する命令を下し、また、1235年に再び禁止令を徹底しようと試みたがいずれも失敗し、この時代の流れに逆らうことはできなかった。
鎌倉時代中期になると、実用性を重視した結果、身幅が広く元幅と先幅の差も少なくなり、平肉がよくついてくる。鎌鋒は幅が広く長さが詰まって猪首（いくび）となり、質実剛健の気風がよくでている。剛健な武家文化の特徴をよく表した強さが刀にも反映され、鎌倉初期に見られた傾向がより顕著になっていき、堅牢な武具を断ち切ることが可能なように造り込みが変化していった。反りに関しては前時代のものと比べると浅くなっており、鎌倉末期から南北朝期の作品に特徴的な中間に反りがくるような姿になる過渡期にあった。地鉄は全般的に多様化しており、備前鍛冶の作にみられるように匂出来で映りが雲煙のごとくたなびくものが多くあらわれるようになった。また、一文字派の吉用の例では、地景と映りが断続的にあらわれ、第二の刃文が確認できるように地は変化に富む。この時期の刃文は歴史上、最も美しく華やかなものとされ、備前と山城の作にみられるような大房丁子乱れが多く流行した。
この時期の短刀の特徴としては、反りがないか（刺刀：さすが）、わずかに内反り（棟が研ぎ減ったと考えられているかあるいは元から筍反：たけのこぞりと呼ばれる筍造：たけのこづくり）になっており、茎は反りのないものと振袖形（ふりそでがた）がある。この頃から短刀の制作が活発になり、作例がしばしば見うけられる。
同時期の著名な刀工としては、備前国の福岡一文字派の吉房・吉平・吉用・吉宗・吉家・吉包・助眞・助依・則包、同国片山一文字の則房、同国備前三郎派の國宗・國貞、同国古長船の光忠・長光、山城国の栗田口派の國綱・有國・國清・則國・國吉・吉光、同国の来派の國行・國俊、同国綾小路派の定利、大和国の千手院の力王・金王、備中国の古青江派の守次・助次・俊次・包次、周防国の仁王派の清綱・清久、薩摩国古波平派の家安などが存在する。

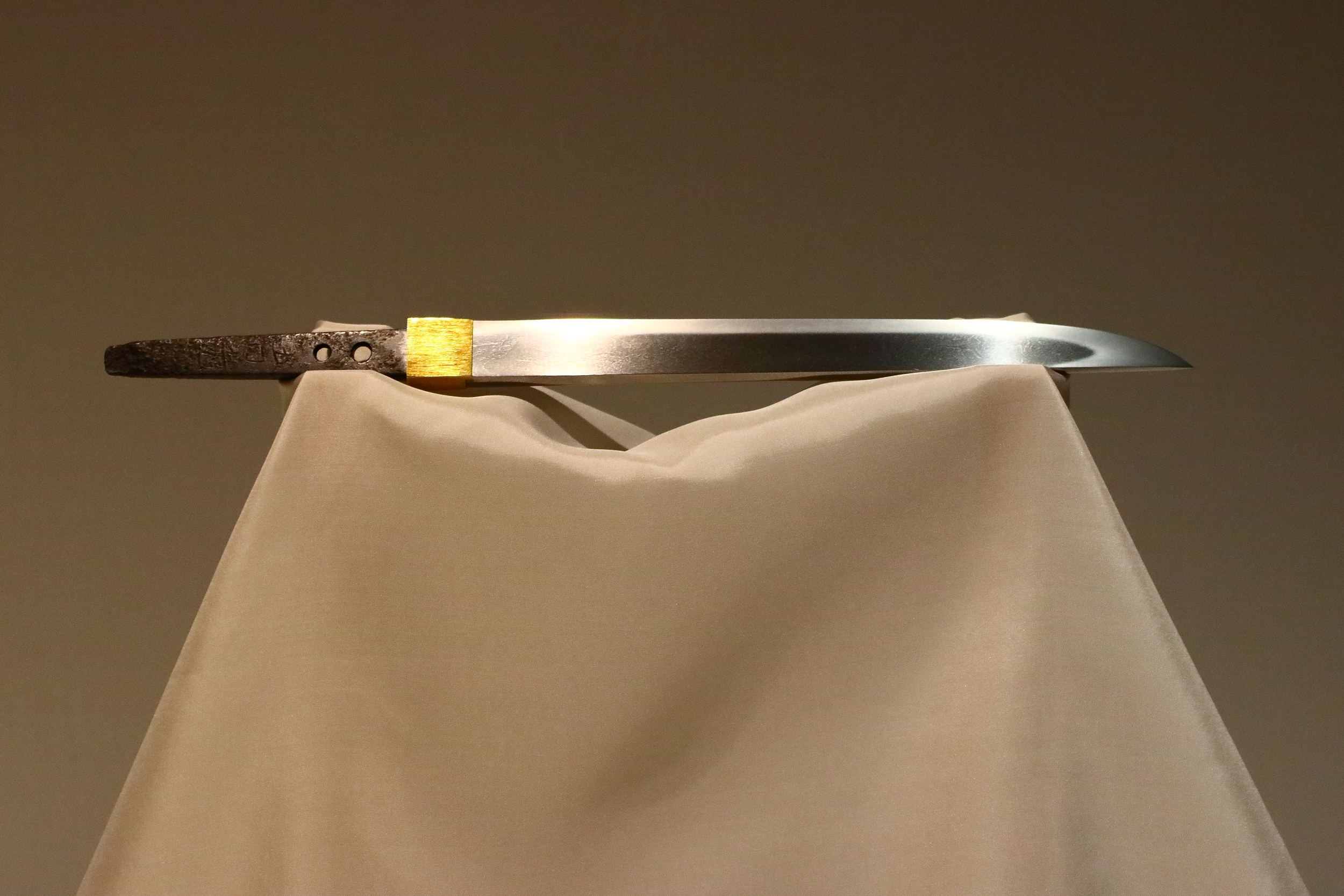
短刀 厚藤四郎、粟田口吉光作、国宝、東京国立博物館蔵

#### 鎌倉時代末期

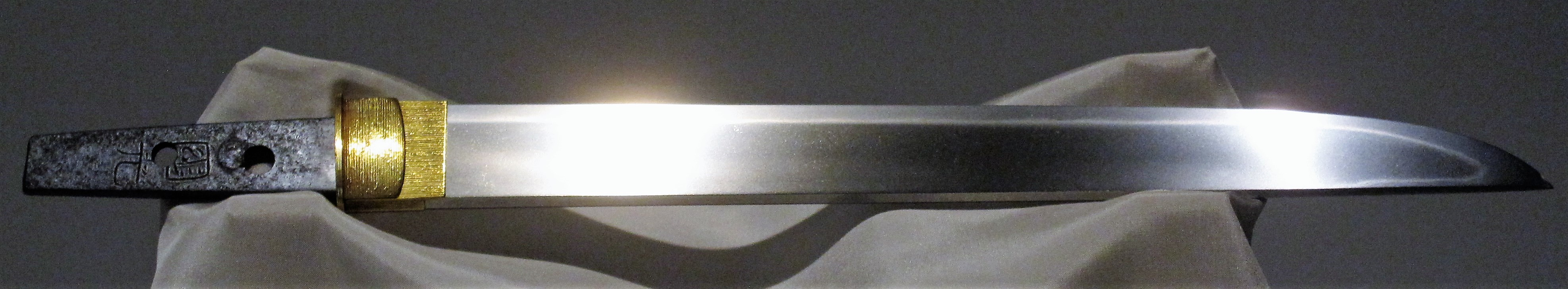
短刀、新藤五国光作、重要文化財、仙台藩主伊達家伝来品、東京国立博物館所蔵。

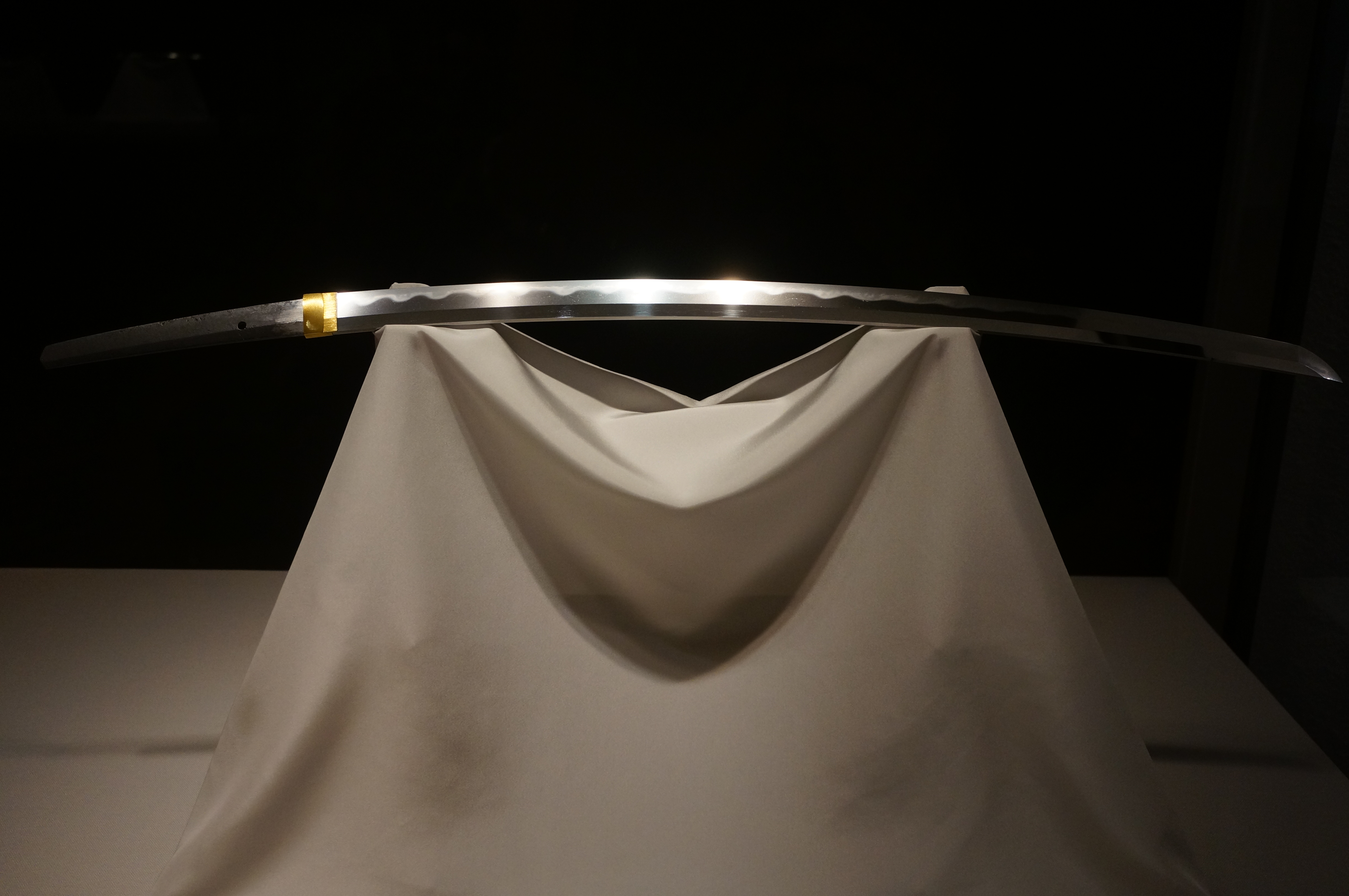
刀 石田正宗、正宗作、重要文化財、東京国立博物館蔵（後世に太刀から刀に磨上げられた作）

鎌倉幕府では、作刀研究推進のため、各地から名工を招聘した。主な刀工は、山城国から粟田口藤六左近国綱、備前国から福岡一文字派の助真、国宗派の国宗、京伝、大和伝の流れを汲む新藤五国光などと言われている。特に新藤五国光は、従来の山城伝伝統の精緻な地鉄の上に、大和伝に見られる沸働きの強い作風を確立し、事実上「相州伝」の祖と言われている。その弟子には行光、国広がおり、行光の弟子に越中則重、岡崎五郎入道正宗が知られている。備前伝が「匂出来」で知られる一方、相州伝は「沸出来」である。
鎌倉時代末期、2度の元寇や政治体制の崩壊などの動乱により、作刀はさらに活気づく。この時期の日本刀は、鎌倉中期の姿をより豪快にしたものに変わっていく。身幅はより広くなり元幅と先幅の差も少なくなり、鋒が延びたものが増えてくる。短刀やその他の刀剣にも太刀と同じように長寸の作がでてくる。ただし、全般に重ねが薄い点が他の時代との大きな差異である。
古今で最も著名な刀工、相州の岡崎五郎入道正宗は、ちょうど鎌倉中期から末期にかけて活躍したと推測されている。彼は、新藤五国光が確立した「相州伝」をさらに強化した作風で知られる。硬軟の鋼を巧みに組み合わせた地鉄を鍛えることによって、砂流（すながし）・金筋（きんすじ）・沸裂（にえさけ）・地景（ちけい）・湯走り（ゆばしり）・沸映り（にえうつり）と称される地刃中の「沸の働き」を従来の刀工以上に表現した。殊に刃中の細かい沸の輝きは、後世の沸荒く飛び焼き顕著な「相州伝」と一線を引き、同時代の「相州伝」刀工の作を「相州上工の作」と区別し褒め称えられている。また、地鉄の「働き」が豪華絢爛であるのと同様、「湾れ（のたれ）」に「互の目乱れ（ぐのめみだれ）」を交えた、従来にはなかった大乱れの華やかな刃文を確立した。正宗の作風は鎌倉末期から南北朝期の各地の刀工に絶大な影響をあたえた。世に「正宗十哲」とよばれる刀工がいる。彼らの大部分は、後世の仮託であり、正宗とは実際の師弟関係がないにもかかわらず、正宗の相州伝が各地に影響を及ぼしたことがよくわかる。
五箇伝のうち、相州伝のみが相模と言う国名で呼ばず相州となる。

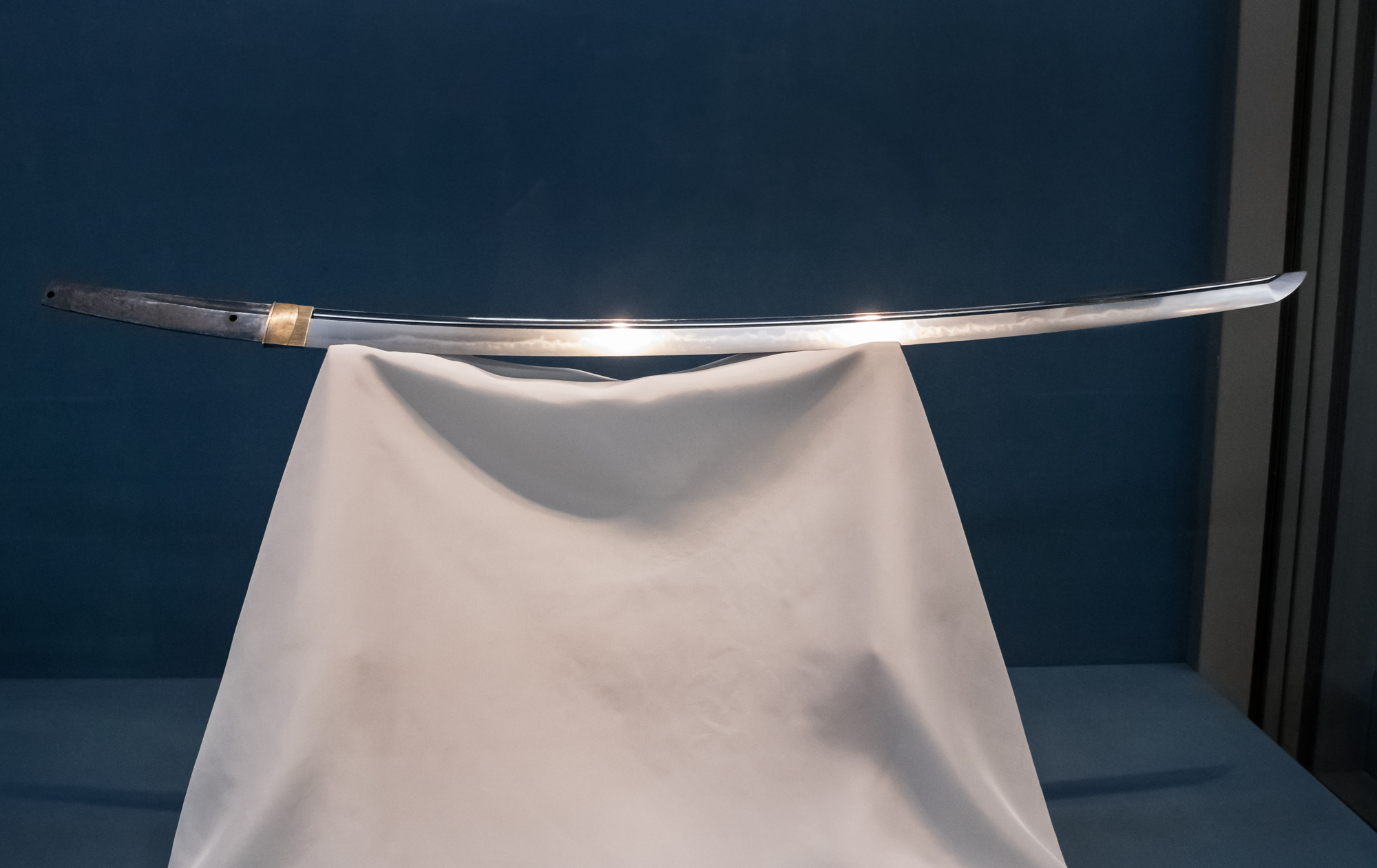
太刀 日光助真、助真作、国宝、日光東照宮蔵、東京国立博物館寄託
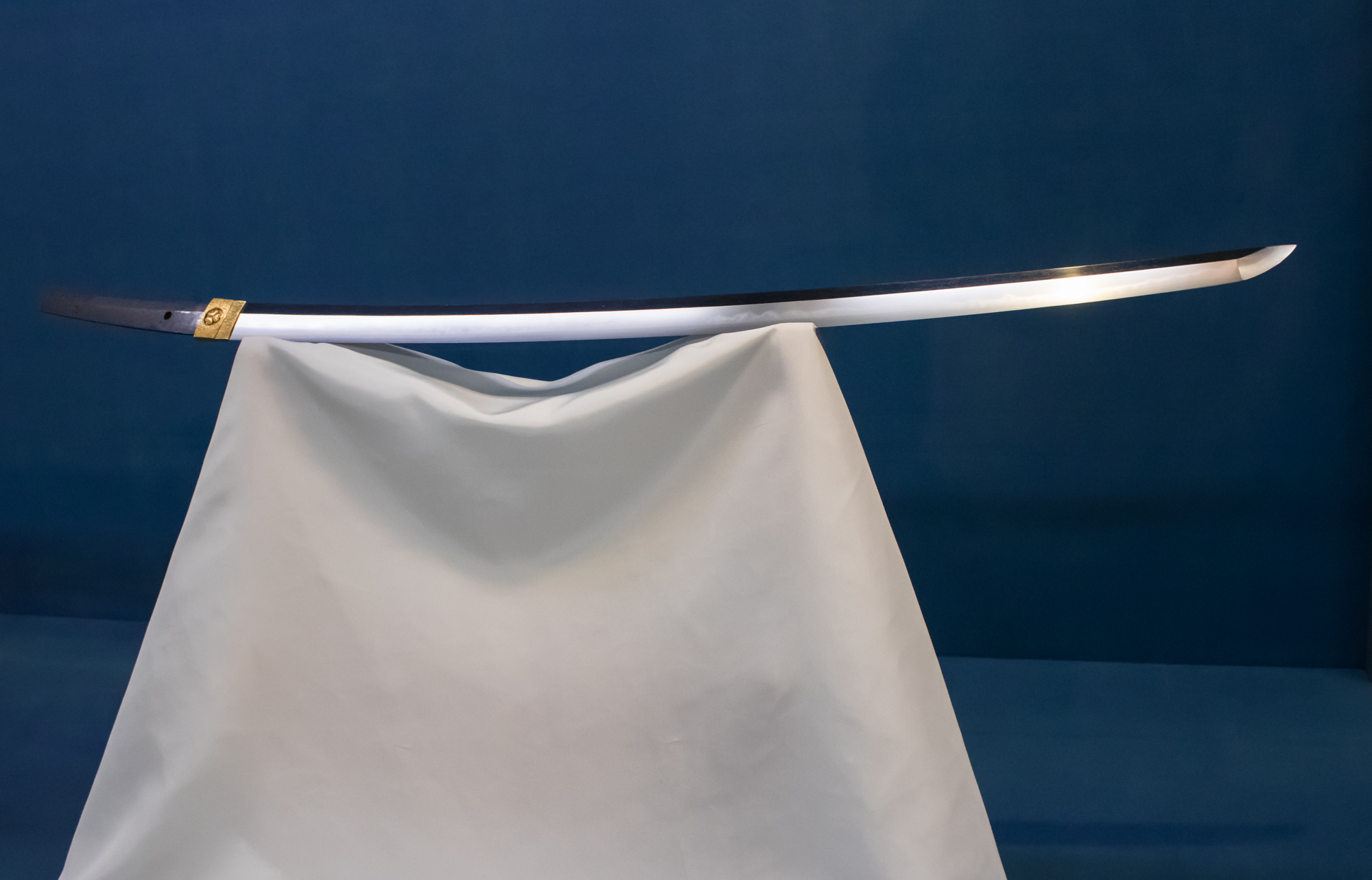
太刀 助真作、国宝、東京国立博物館蔵
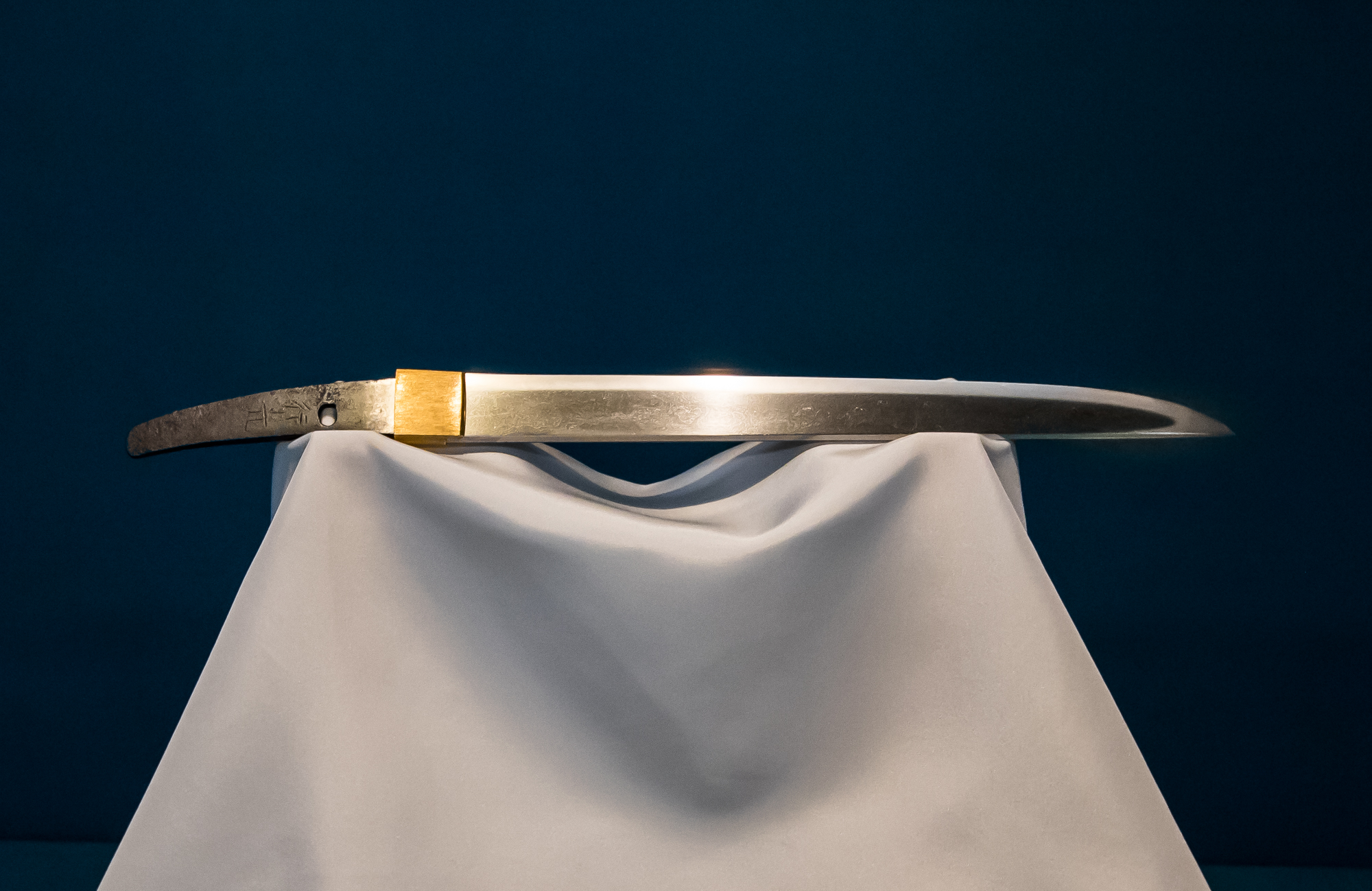
短刀 行光作、国宝、東京国立博物館蔵
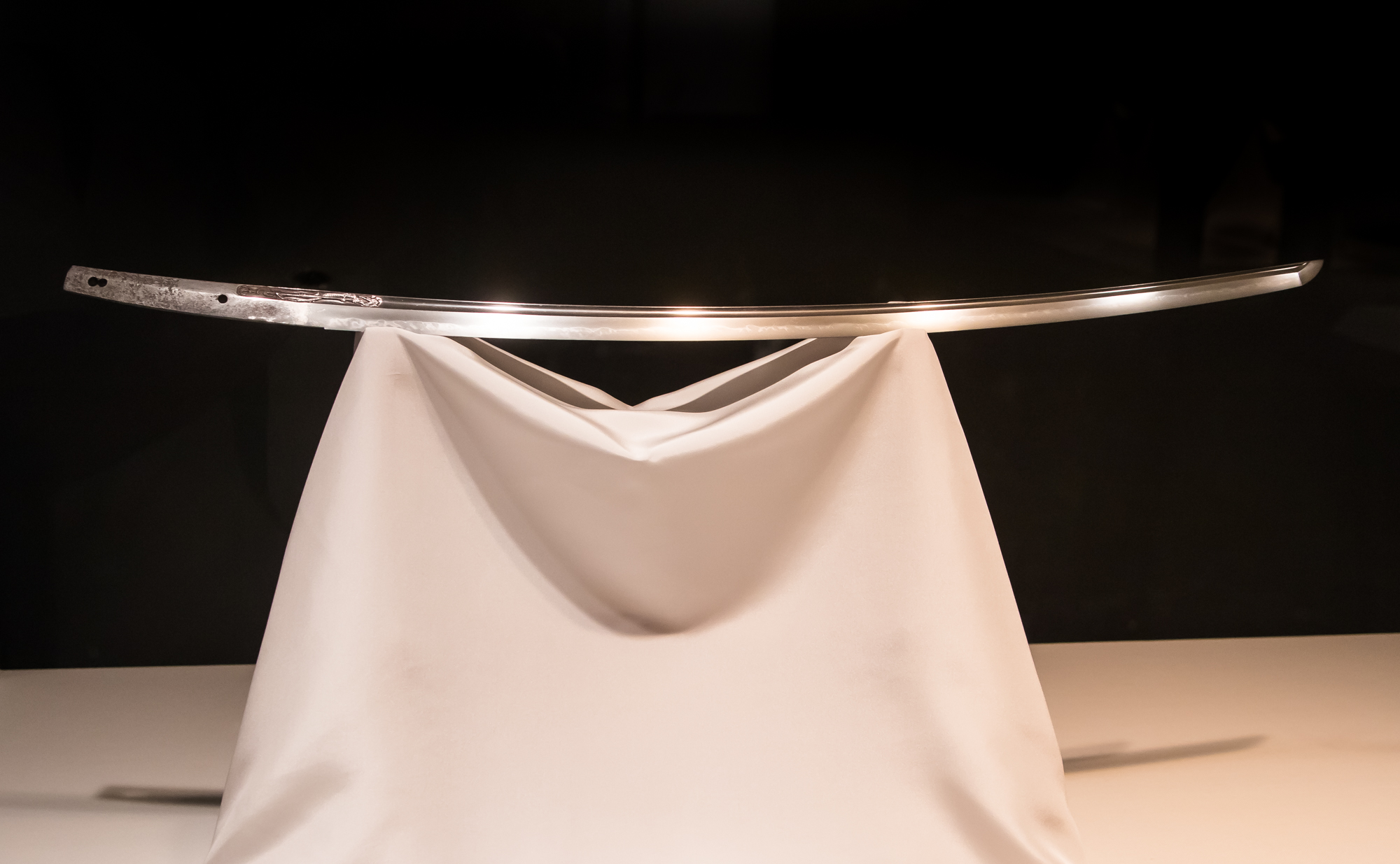
太刀 小龍景光、景光作、国宝、東京国立博物館蔵
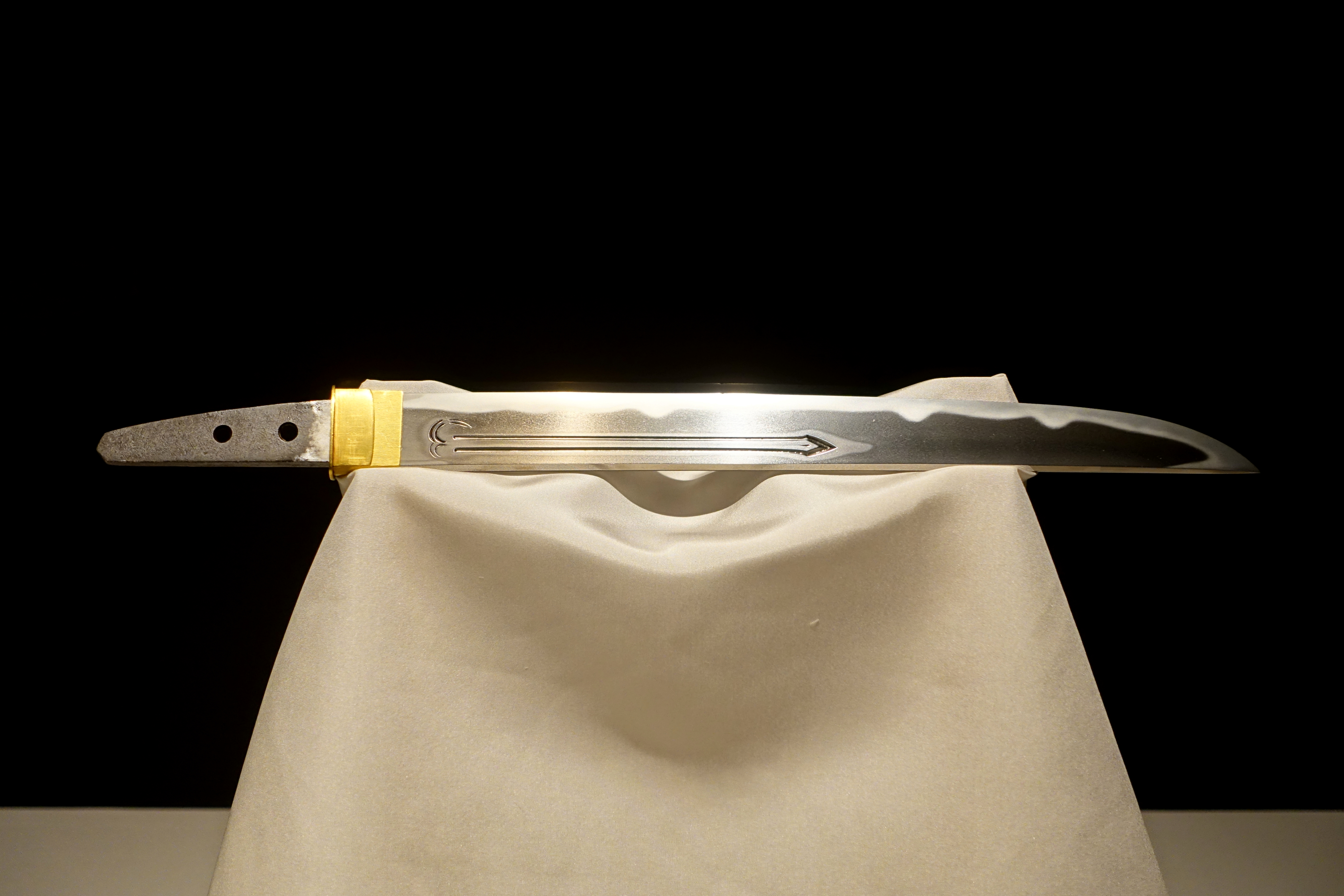
短刀 寺沢貞宗、貞宗作、国宝、文化庁蔵
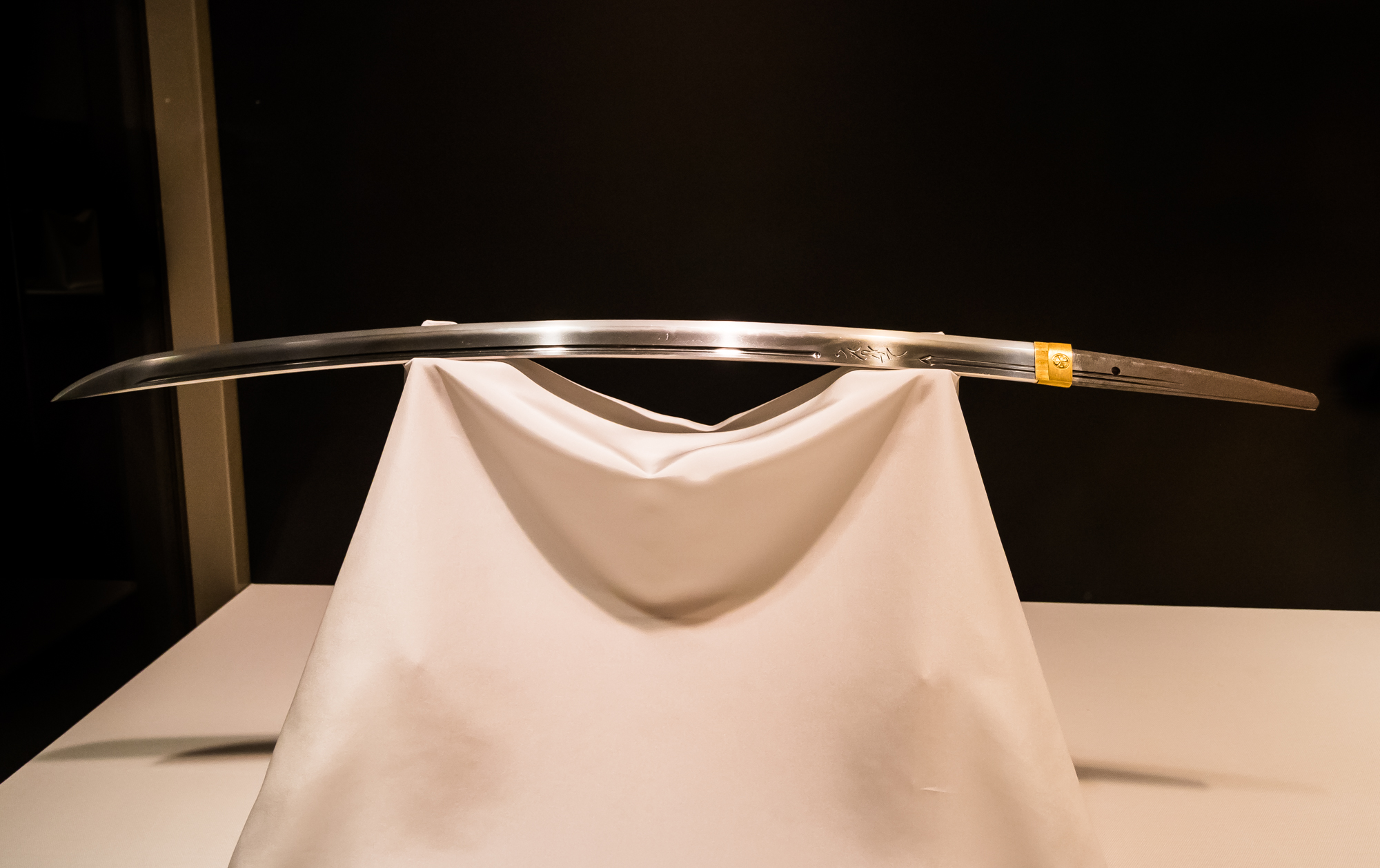
刀 切刃貞宗、貞宗作、重要文化財、東京国立博物館蔵（後世に太刀から磨上げられた作）

### 南北朝時代

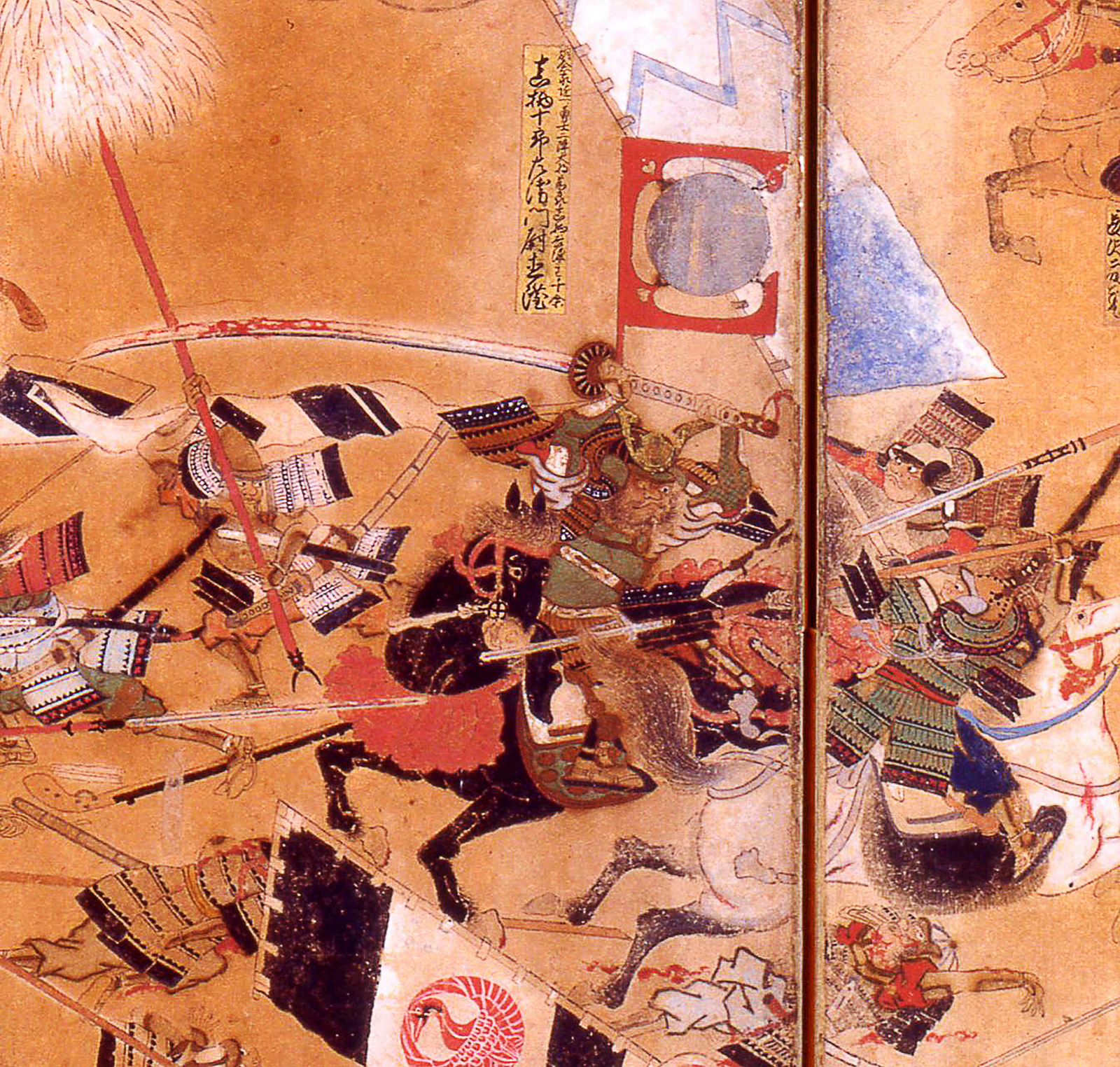
姉川合戦図屏風
この図では騎馬武者が馬上で柄の長い大太刀を両手で振るっている

政治的時代区分では室町時代に包含されることの多い南北朝時代は、刀剣武具史ではあえて別な時代として見るのが一般的である。この時代の刀剣は他の時代と違い大太刀・野太刀といった大振りなものが多く造られている。薙刀も大薙刀と呼ばれる大ぶりな物が多く造られている。穂先の長い大身槍、大鉞や金砕棒といった大型武器も登場している。これらは威力が高く戦場で目立つものの取り扱いが難しいため、武勇に優れる者しか扱えないというイメージがあり、武士の羨望の的となった。すでに述べた通り、この時代は相州伝が各地に影響をおよぼしている。刃文は「のたれ」に「互の目乱れ（ぐのめみだれ）」を交えたものが良く見受けられ、古来から大勢力であった備前国においても、当時長船派の棟梁格であった兼光一派の作にも、伝統の丁子乱れ(ちょうじみだれ)ではなく、互の目乱れが見られ、後の長船一派の刀工へ影響を及ぼしている。この時代の太刀は、元来長寸の大太刀であったものを後世に磨上げ(すりあげ)・大磨上げ(おおすりあげ)されて長さを調整され、打刀に造り直されているものが多い。天正年間に織田信長などの戦国武将が、秘蔵の太刀を多く磨上させていることから、室町末期の磨上を「天正磨上」と呼び非常な名刀が多い。また、この時代には小太刀もいくらか現存しており、後の打刀を連想させるものと思われる（この時代以前の目釘穴の位置は茎の中心に存在したが、不具合があったため南北朝時代の初期の建武の頃から区よりに目釘穴を設けるようになったという）。その後の室町時代は大太刀がある一方で、総体的には太刀や薙刀といった刀剣が短寸化する時代である。だが、大太刀の流行が室町時代にまで及んでいるという説もある。

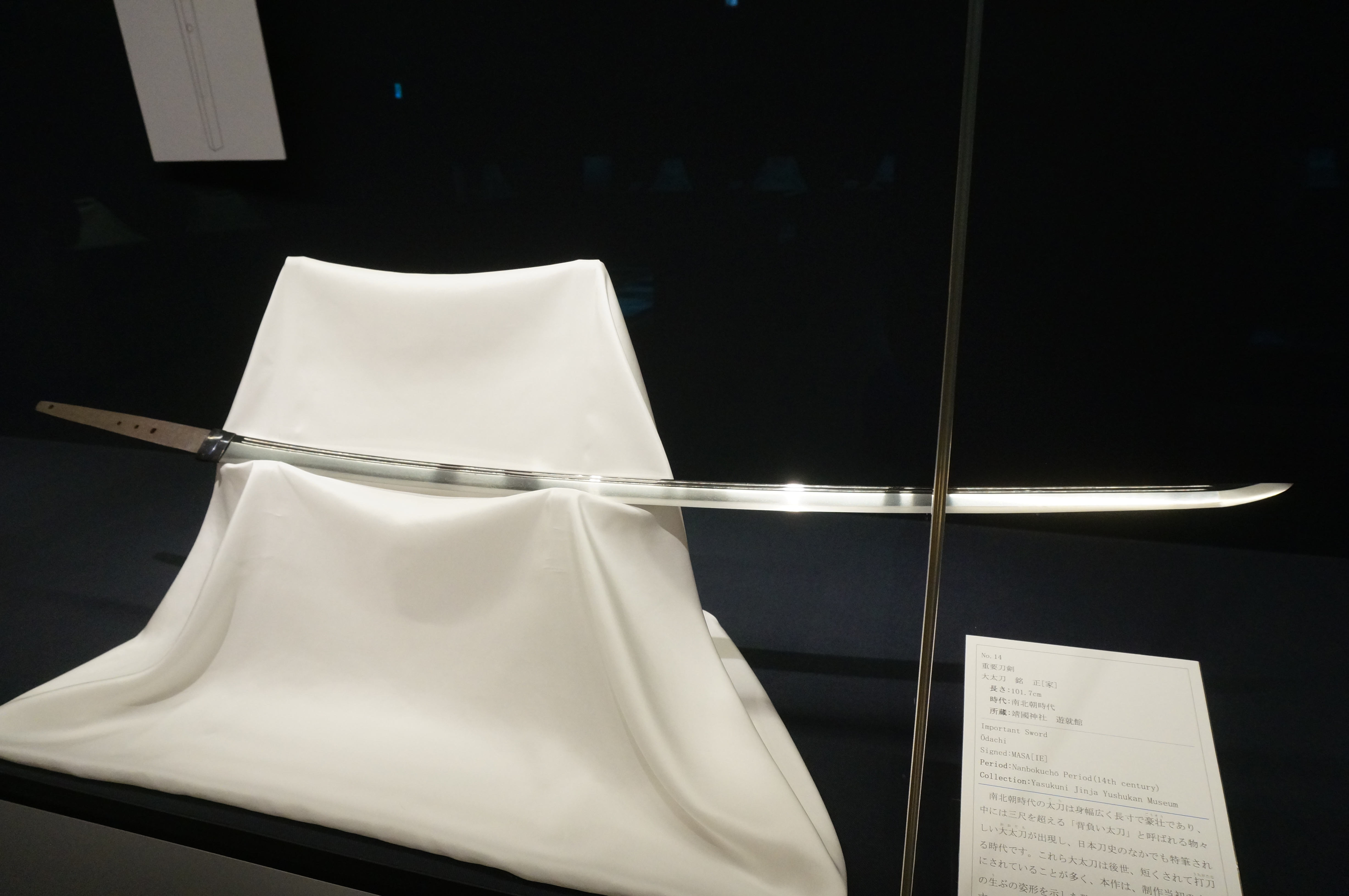
大太刀 銘 正[家]、重要刀剣、靖国神社遊就館蔵
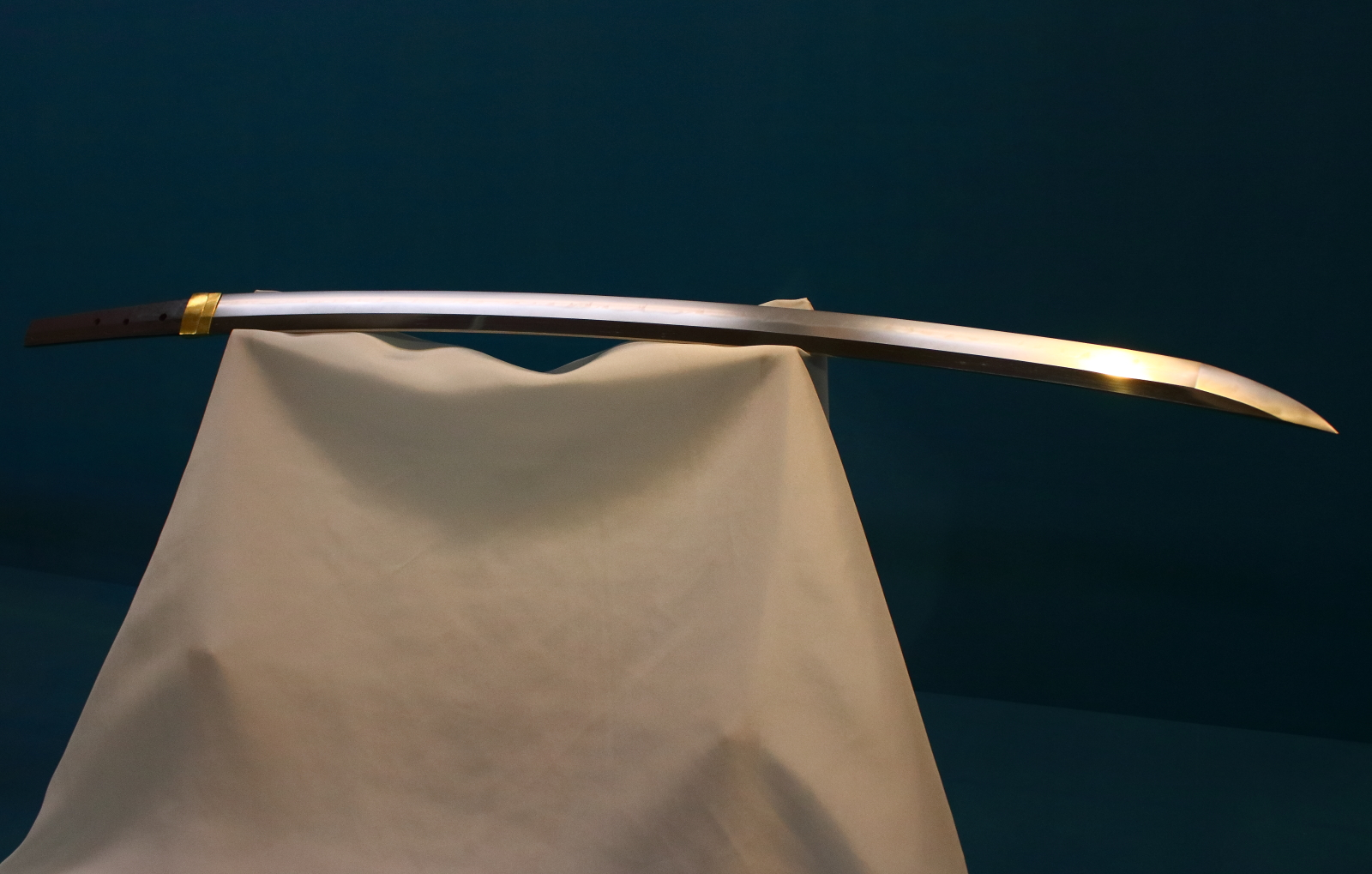
刀 無銘 長船元重作、重要文化財、東京国立博物館蔵（後世に太刀から刀に磨上げられた作）

### 室町以降

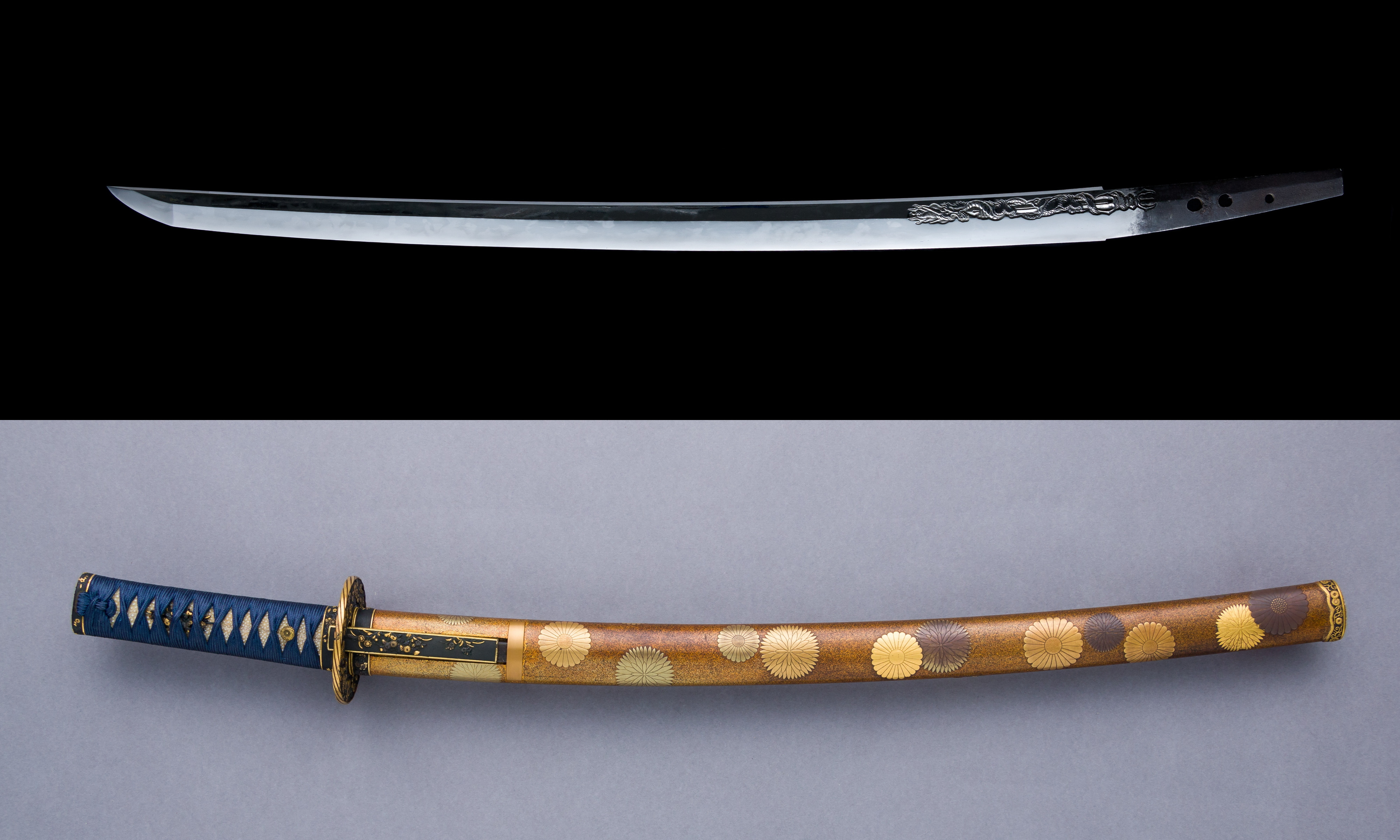
脇差。刀身が15世紀から16世紀前半の室町時代の相州房宗作、拵えは江戸時代の18世紀作、メトロポリタン美術館蔵

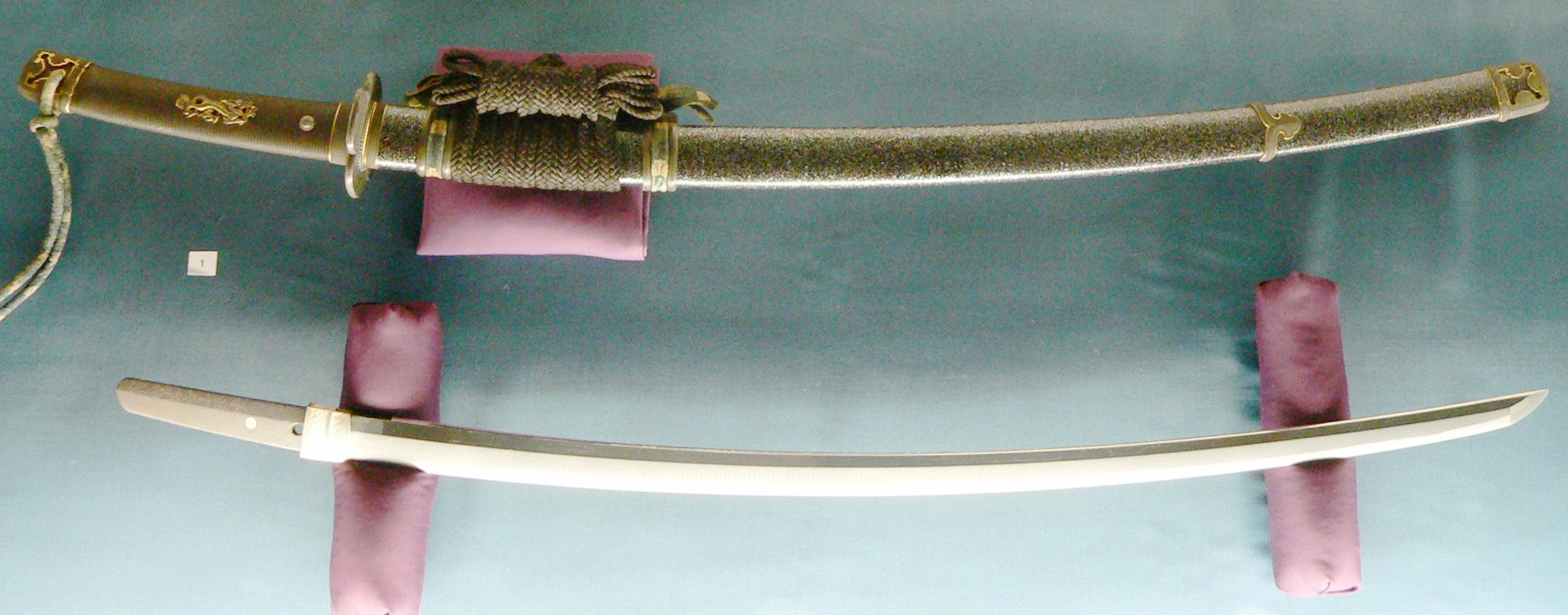
太刀：備前長船祐定（青貝螺鈿拵）。室町時代の太刀。

室町時代初期には備前国で「小反り」と呼ばれる一派が活躍した。主な刀工は長船政光、秀光、師光などである。続く応永年間には、備前長船盛光、康光、家助、経家などの名工が輩出した。これらは応永年間に作られたものが多いので、世に「応永備前」と呼ばれている。応永備前の特徴は、鎌倉時代の太刀を狙った腰反りがつく優美な姿である点にある。また、嘉吉の乱で、室内戦闘用に鎬作りの短い刀が求められたため、脇差の製作が行われた点も重要なポイントである。太刀から打刀・脇差の二本差しスタイルが生まれたのはちょうどこの時期である。応永備前の打刀（2尺3寸前後）、脇差（1尺5寸前後）は非常に姿が良く、江戸時代に大名が美しい拵えを作るために珍重された。この頃、たたら製鉄技術が一段進歩したと言われ、大規模な製鉄場跡が見られるようになる。
15世紀前半頃から明への貿易品として日本刀の生産が行われるようになった。輸出されていた日本刀は、国内での価格は一振りにつき、800文-1貫であり、これを5貫で明へ売却していたが16世紀前半には1貫に下落した。（輸出された日本刀は、1432年と1434年にはそれぞれ3000振りが、1451年は9968振り、1464年は30000振り余り、1476年は7000振り、1484年は37000振りに上った。）
15世紀後半の応仁の乱によって再び戦乱の世が始まると、足軽に貸し出す「お貸し刀」が大量に必要となり短期間で需要に応えるため、粗悪な「数打物（かずうちもの）」「束刀（たばがたな）」と呼ばれる粗製濫造品が大量に出回るようになった。その名の通り、質より量を重視して打った刀や、当時の商店にて束でまとめて投げ売りされているような刀の事である。
戦国時代に入ると刀剣生産が各地で行われ、特に祐定を名乗る刀工だけでも60名強揃った備前国と、兼「某」を名乗る刀工が活躍した美濃国が生産拠点の双璧である。他には、豊後、三原、大和、加賀、越中、駿州が知られている。寛正年間から火縄銃が普及する天正頃まで、片手打ちの刀（2尺前後）が多い。また財力に余裕のある武将は、己が命運を託する刀剣を特注することもあった。これらオーダーメイドである「注文打ち」には名刀が揃っている。重要文化財に指定されている「長船與三左衛門祐定」の永正年期作は、注文主の栗山某の美意識を反映してか、元から中ほどまで中直刃で、中から先まで互の目乱れを焼き、従来にはない感覚の異色の名刀である。同時代の著名な刀工としては、備前の則光、在光、賀光、祐光、勝光、宗光、清光、春光、治光、幸光など、美濃の兼定、兼元、兼常、兼房、兼先、兼道、兼則、兼若、兼生、氏貞、正吉（坂倉関）、正善（坂倉関）、正利（坂倉関）などが挙げられる。他の地方では、相州綱広、千子村正、高天神兼明、豊後平鎮教、平安城長吉、手掻包真、加州行光、宇多国宗、波平某などがある。その他無名の刀工を含めると相当数が存在していた。
当時の価格は、贈答品の太刀の場合、500文で売買されるのが相場であり、現代価格では数万円に相当する。打刀の場合は、太刀と比して刀身が短く構造が簡素であったため、さらに安く売られていた。なお、大名などの権力者間で贈答品として購入するものは、10貫文から100貫文に及んだ。その他、槍は一本につき約1貫文、鉄砲は１丁で8貫500文、甲冑は一兵卒のもので、1領につき4貫600文で売り買いされていた。
室町中期以降、15世紀後半の応仁の乱を経て後期の戦国時代には、日本刀の主流は刃を下向きにして腰に佩（は）く太刀から、刃を上向きにして腰に差す打刀（うちがたな）に移り変わった。これは南北朝時代に始まっていた戦場における集団戦化がさらに大規模化し、戦場における戦い方が徒歩の大集団による戦闘に変化したことによる。この頃には大量に動員された徒歩の足軽が戦場で大きな役割を果たすようになっていた。彼らは応仁の乱の頃は武装が統一されておらず、簡素な片手打ち（片手持ちの日本刀）で武装するなどしていたが、戦国時代には槍で武装し密集隊形で運用されるようになっていた。また16世紀後半には南蛮貿易により火縄銃が伝来し、日本の刀鍛冶が改良火縄銃を大量生産し、足軽が火縄銃で武装するようになっていた。このような戦場の環境の変化により、薙刀は廃れて槍に取って代わられ、弓と火縄銃が混用されるようになり、太刀はより軽量で携行しやすい打刀にとって代わられたのである。見た目が豪壮な太刀は次第に上級武士の権威の象徴となっていった。また太刀の茎が切り取られて短小化され根元の刃が潰され打刀に改造されていった。このような短小化を磨上げという。

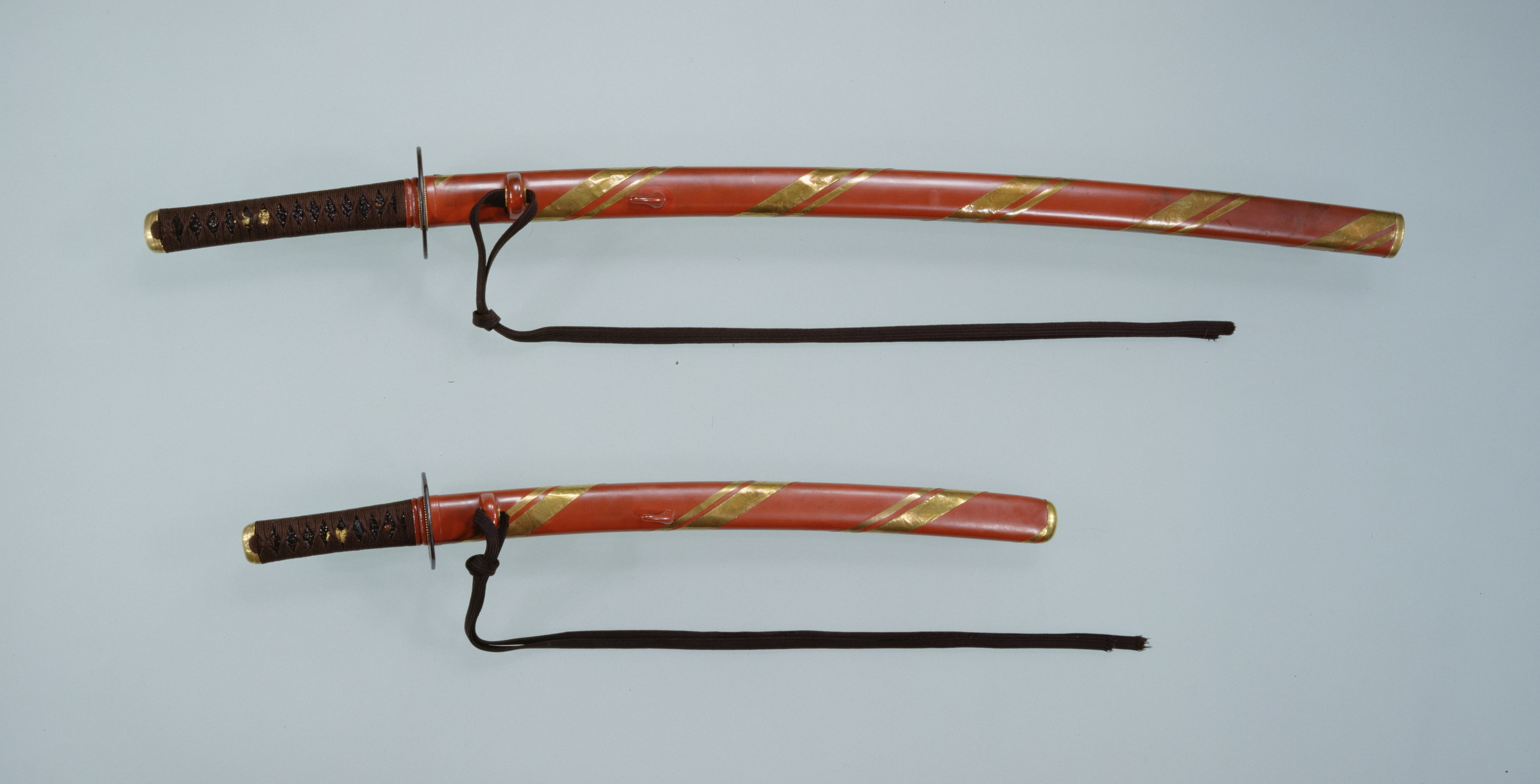
朱漆金蛭巻大小、16世紀、安土桃山時代、重要文化財、東京国立博物館蔵。豊臣秀吉が所有していた。

戦国時代には、火縄銃の登場などにより甲冑もより強化された当世具足が登場すると、一時普及した片手打ちは廃れて再び両手で柄を握る姿に戻り、身幅広く、重ね厚く、大切先の刀剣が現われ始めた。この姿が豊臣秀吉による天下統一後にも受け継がれ、豪壮な「慶長新刀」体配を生み出す土壌となった。南北朝時代から使われた大身槍 が室町時代末期から安土桃山時代の軍記などの文献にはよく現れ、南北朝時代に流行した大太刀・野太刀が安土桃山時代に再び流行したとする説もある。また、南北朝時代に大太刀の改良型である長巻が登場し、南北朝時代と室町時代と戦国時代によく使われた。

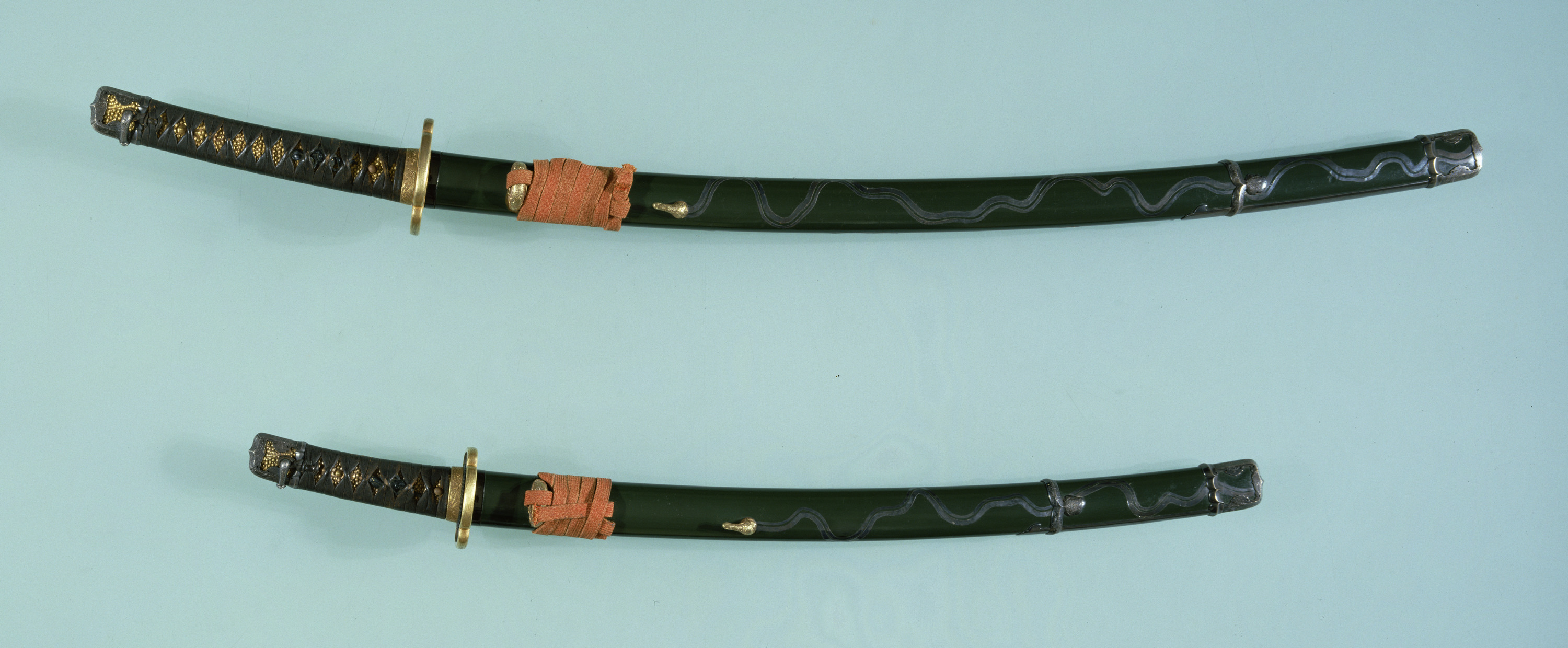
青漆銀流水文半太刀大小 16世紀 - 17世紀、安土桃山か江戸時代、東京国立博物館蔵

戦国時代から江戸時代にかけての一時期、打刀を太刀のように刃を下に向けて帯に差す半太刀拵の様式が正装に取り入れられた。これは太刀から打刀への過渡的な状況を反映したものとも考えられている。帯に留める栗型は打刀様式で、鞘の刀装金具は太刀の様式が混ざるなど、拵も打刀と太刀の折衷的なものになっているものも多い。

### 江戸以降
刀剣史上注記すべき点としては、長らく続いた備前長船一派が度重なる吉井川の氾濫で天正末期に壊滅したことがある。これによって備前鍛冶の伝統は一時休眠状態となった。そのため、各地の大名は量産体制のある美濃の鍛冶をこぞってお抱え刀工に採用した。この点は「新刀」を語る上で非常に重要なポイントとなる。

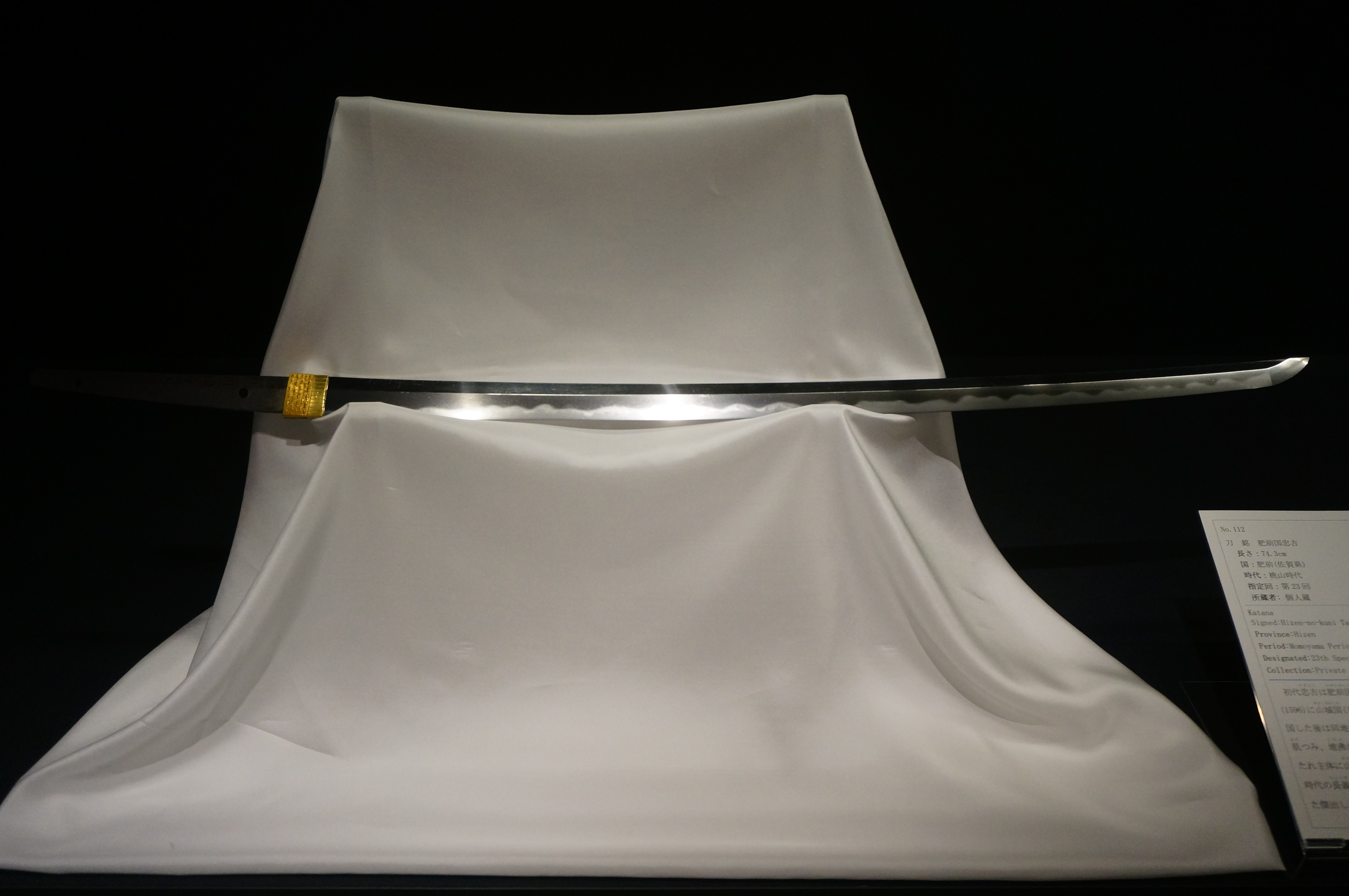
刀 銘 肥前国忠吉、本作は安土桃山時代の作、特別重要刀剣。

刀剣史では、慶長以降の作刀を「新刀」として、それ以前の「古刀」と区別がされている。違いは地鉄にある。従来は各々の地域で鋼を生産していたため、地方色が強く現われた。しかし、天下が落着いたことにより、全国にある程度均質な鋼が流通するようになり、刀剣の地鉄の差が少なくなったため、基本的に新刀の地鉄は綺麗である。また鎖国に伴い、中国製の（原始的）高炉製鉄法による輸入鉄流通が途絶え、国産のたたら鉄に切り替わった。新刀の祖は埋忠明寿と言われており、その弟子に肥前忠吉がいる。

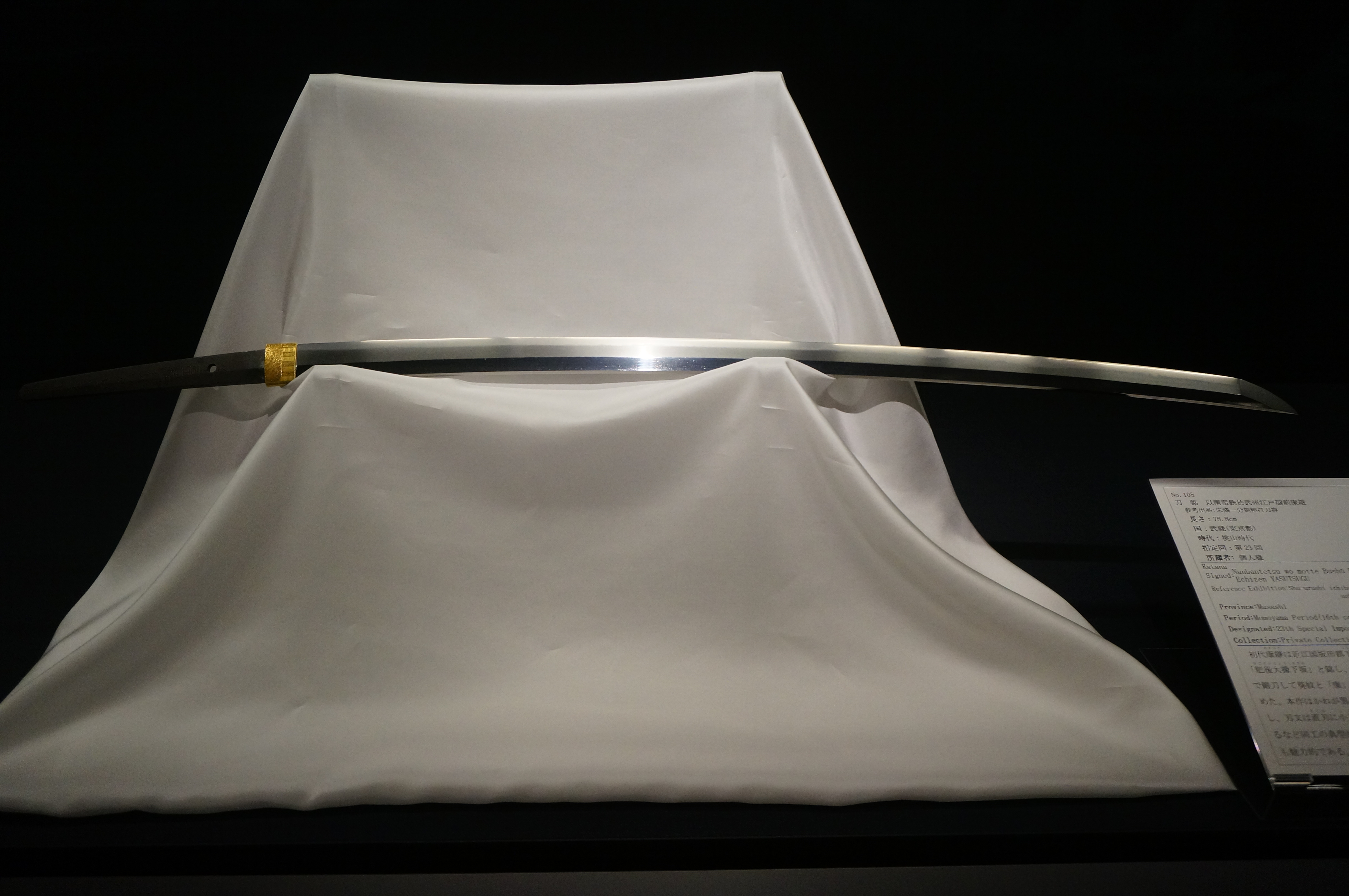
刀 銘 以南蛮鉄於武州江戸越前康継、康継は家康のお抱え刀工であるが本作は安土桃山時代の作、特別重要刀剣。

備前鍛冶が壊滅状態に陥ったこともあり、京都に近い美濃国から京都、近江、越前、尾張、大坂へと刀工が移住していった。中でも京都に入った兼道一族は、全国を転々とし京都堀川に居住した国広一派と技術交換含め、新刀期の技術的基礎を築いた。諸国の刀鍛冶は両派のいずれかに入門し、身につけた技術を全国へ伝播していった。即ち、新刀の特色としては、美濃伝の特徴である「鎬地に柾目が流れる」ものとなる。徳川家康が越前下坂康継をお抱え工としているが、康継も美濃伝を受け継いでおり、一部地域を除いて、文字通り美濃伝が主流となった。これが新刀初期の実態である。

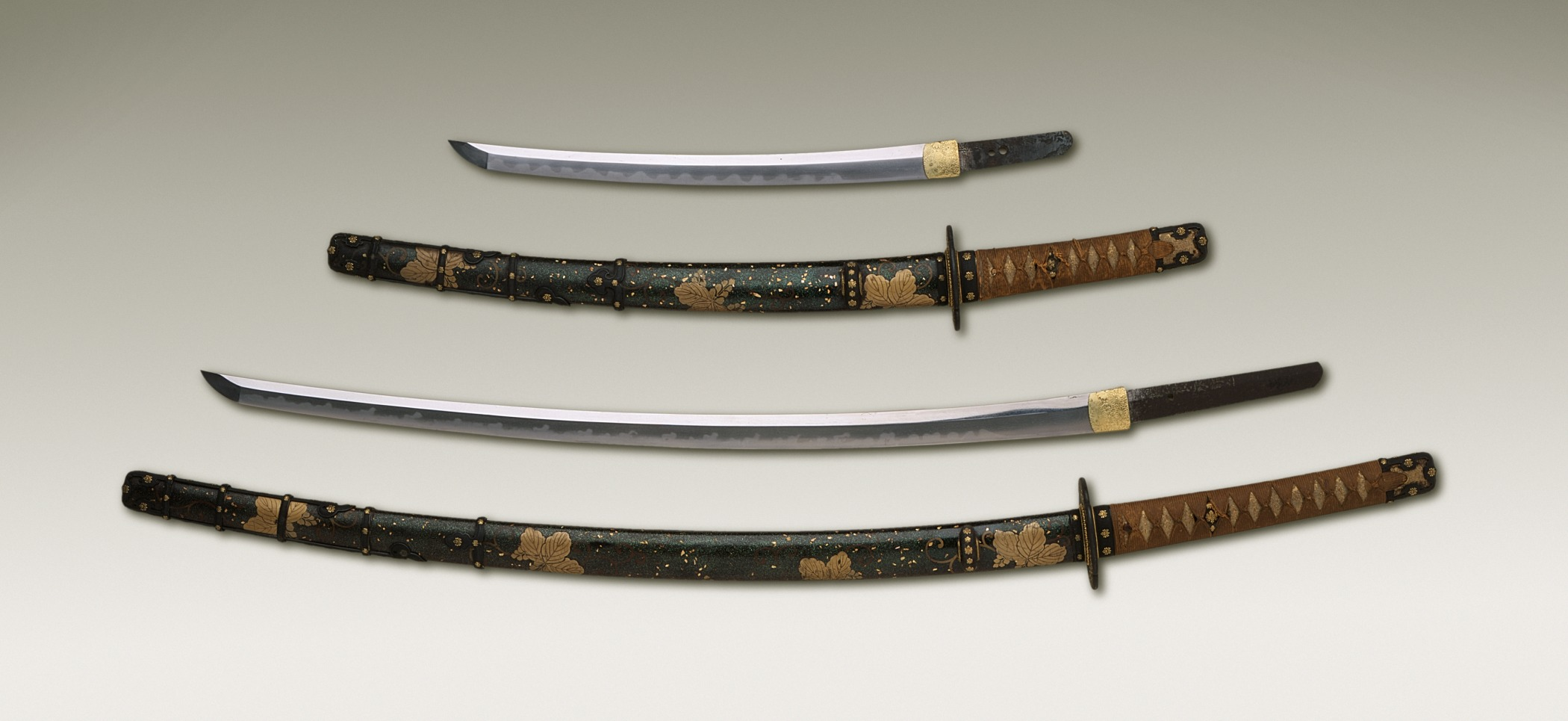
徳川幕府により武士の正装は長い打刀と短い脇差の大小二本差と定められた。本作は大小二本差であるが登城時の意匠の基準を満たさないため正装用ではない。

江戸時代に入り、風紀取締りを目的として、武家の大小差し（打刀、脇差）の差し料の寸法、町人などの差し料の寸法が制定された。登城する際の正装の大小二本差は黒一色の漆塗り鞘、黒色の柄糸、白色のエイ皮の柄巻と定められた。特に武家の大小差しの新規需要が多く、寛永から寛文、延宝にかけて各地の刀鍛冶は繁栄し、技術水準も向上した。一方で幕末までの間、普段差しを中心に用いられる短刀の作刀は急激に減る。江戸初期に活躍した各地の著名刀工は以下の通り。北から 仙台・国包、会津・政長、兼定、江戸・越前康継（初代、二代）・江戸石堂是一（初代）、相州・綱広、尾張・伯耆守信高（初代）・政常・氏房、加州・兼若、越前・下坂一派（忠国・重高・包則）、京・堀川派（国路・国安・国儔）・三品派（金道・吉道・正俊）、大坂・親国貞、紀州・重国・紀州石堂正俊、筑前信国派、福岡石堂一派（守次、是次）、肥前・忠吉一派（初代・忠廣）、正廣一派（初代・河内大掾正廣）、薩摩・波平一派などである。寛文頃から江戸での鍛刀も盛んになるが、元和、寛永時期においては、京都、越前、美濃が中心地であった。

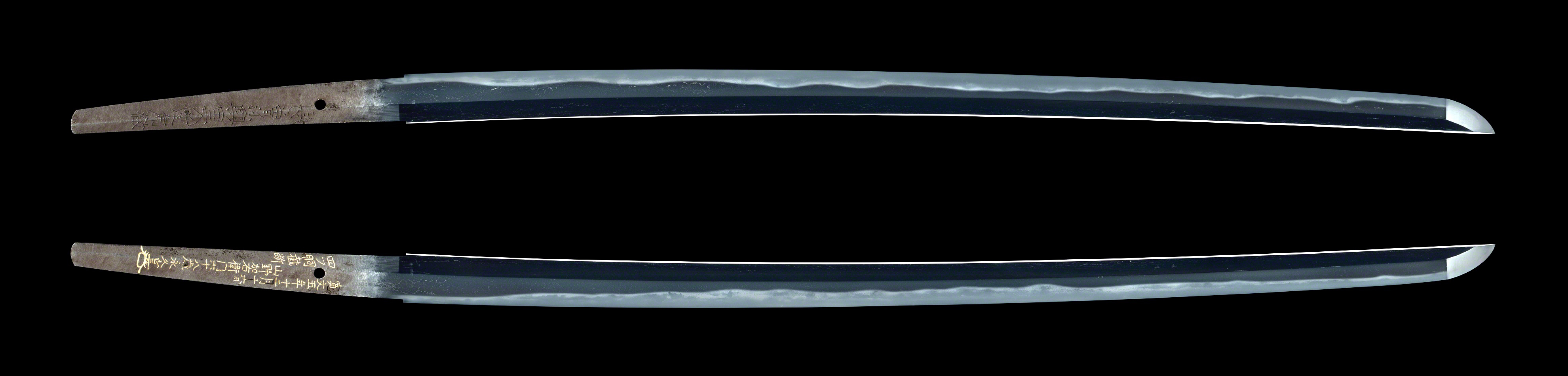
刀 銘 長曽祢興里入道乕徹/（金象嵌）寛文五年十二月十六日 山野加右衛門六十八歳永久（花押） 四ツ胴截断、東京富士美術館蔵。

江戸においては、幕府お抱え刀工である越前下坂康継一派が大いに活躍し、また、石堂（いしどう）と呼ばれる備前鍛冶の末裔を名乗る刀工、室町期の法城寺（ほうじょうじ）派の末裔を名乗る刀工、武州土着の下原鍛冶も出現し、お互い技量を高めた。また、島原の乱以降平和な時代が続き、寛文頃になると、剣術が竹刀稽古中心となった影響で、竹刀に近い、反り浅く伏せごころで小切先詰まる刀が求められた。この姿を寛文新刀と呼び、江戸時代の刀剣の姿の代表である。寛文新刀の中心地は江戸であり、その武骨な姿が武芸者に好まれた。主な刀工としては、江戸越前康継（三代）・石堂是一（初代、二代）・和泉守兼重・上総介兼重・大和守安定・法城寺正弘・八幡平高平・そして特に著名な長曾祢虎徹、興里、興正がいる。少し後れて、石堂派から日置光平、対馬守常光がいる。
大名家から将軍家へ、代替わりの時期に刀剣献上が行われている。家督相続の重要性が表されている。
交易の中心地の大坂には、近郊から刀工が次第に集まってきた。同時代の著名な刀工としては、三品派（親国貞・国貞（二代）・吉道・河内守国助）、紀州から移住した大坂石堂派（康広、多々良長幸）、地元の助廣（初代、二代）、粟田口忠綱一派（忠綱、国綱）がいる。これらの刀工集団の作を大坂新刀と呼び、新刀の中でも特に区別される。その特徴は地鉄にあり、地鉄の美しさは新刀内でも群を抜く。背景には大坂の力と、古来から鋼の産地である備前、出雲、伯耆、播磨を近辺に控えていることもあるだろう。そして、美しい地鉄の上に華やかな刃文を創始した。特に有名なのは、大坂正宗と賞される国貞（二代）井上真改の匂い沸深い直刃と、助廣（二代）津田助廣が創始した涛瀾乱れ。中には「富士見西行」「菊水刃」と呼ばれる絵画的で華美な刃文も登場したが、保守的な武士からは退廃的だと忌避されるものもあった。また、元禄以降太平の世になると新たな刀の需要はなくなり、刀を作る者も殆どいなくなった。中には武芸者が特注打ちで流派に即した刀を鍛えさせているがごく少数である。その中でも粟田口忠綱二代の一竿子忠綱は刀身の出来、彫りともに優れている。

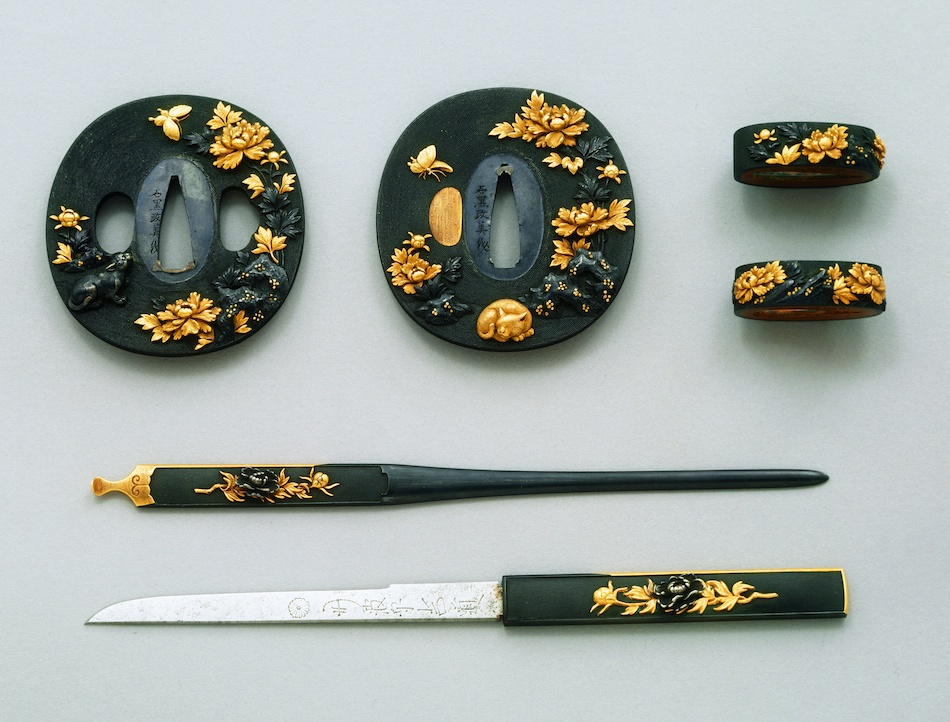
黒蝋色塗鞘大小拵[鐔、縁頭、目貫]銘 石黒政美作、18世紀か19世紀
[小柄、笄]銘 柳川直政作、18世紀、江戸時代、東京富士美術館

刀剣の需要が衰退する一方で、鐔（つば）、小柄（こづか）、目貫（めぬき）、笄（こうがい）などの刀装具の装飾が発達し、これらの装剣金工の分野にも林又七・志水甚吾を代表とする肥後鐔工、京透かし鐔工、山吉兵などの尾張鐔工、江戸の赤坂鐔工・伊藤鐔工、全国に散った京正阿弥一派と言った鉄地を細工する鐔工だけでなく、町彫りの祖と呼ばれる横谷宗珉を始め土屋安親、奈良利壽、濱野政随など、従来の後藤一派の伝統から離れた金工職人に殊に独創的な名工が生まれた。刀剣は消耗しないものの、刀装具は各々時代の流行に合わせて変化し（一方で登城差しなど掟に縛られた拵えもある）、刀装具の繁栄に反比例するが如く、鍛刀界は衰退していく。

### 幕末動乱期

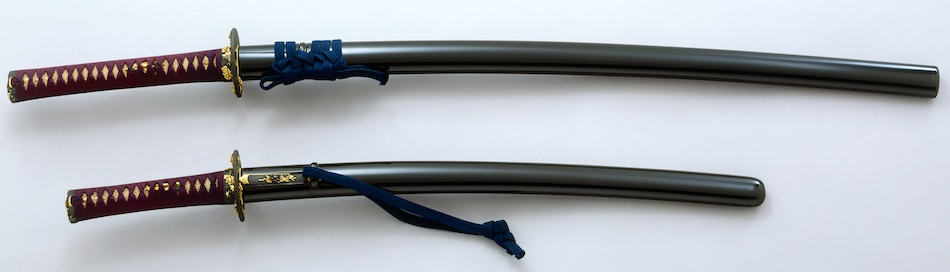
黒蝋色塗鞘大小拵、19世紀、東京富士美術館

黒船来航前夜の安永前期。黒船来航を待たずして度重なる飢饉、政策の失敗続きなどにより、武家の衰退が顕著となり、社会の変革の風を人々が意識・無意識に感じ始めた。そんな時代に出羽国から江戸へ上り、鍛刀技術を磨くものが現れた。安永3年に正秀と銘を改めた川部儀八郎藤原正秀、即ち新々刀の祖と呼ばれる水心子正秀の登場である。これより明治維新までの時代を「新々刀」と区分する。特徴としては、製鉄技術の更なる進歩により綺麗な鉄が量産されるようになったため、地鉄が無地に見えることがある。後期には洋鉄精錬技術も取り入れられ、さらに無地風の地鉄が作られた。地鉄の変化と焼入れ技術の低下からか、総じて匂い口が漫然とするものが多い。また逆行するが如く、色鉄を用いたり、無理に肌を出した刀や、古作の写しものが出現する。姿は各国でまちまちであるが、総じて身幅広く、切先伸び、反りのつくものとなる。
新々刀初期に、鎌田魚妙という侍が『新刀弁疑』という著書で、名刀の条件に、沸匂深い作を主張し、大坂新刀の井上真改、津田助廣を褒め称えた。そのため新々刀初期には江戸時代前期の津田助廣が創始した華麗な涛瀾乱れを焼くのが流行した。しかし、本科と比べると、地鉄は無地調で弱く、刃は鎬にかかるほど高く焼き、そして、茫々とした締まりのない匂い出来で、斑沸つく作が多い。実用刀とはほど遠いと感じた正秀は、鎌田魚妙の説に疑問を抱き、実用刀剣の復古、即ち鎌倉時代・南北朝時代の刀剣への復古を唱えた。この復古運動は、後の勤王思想が盛んになりつつある社会情勢と響きあい、各地の鍛冶と交流し（相州伝、備前伝の秘儀を学ぶべく弟子入りした）、同時に大勢の門弟を育てた。卸し鉄など様々な工夫を凝らし目標とする鎌倉・南北朝期の地鉄作製を試みるも、同様のものは実現しなかった。
正秀の弟子は全国各地へ散り、文字通り新々刀期の刀工のうち、正秀の影響を受けていないものは皆無と言って良いほどである。著名な弟子に大慶直胤、細川正義、加藤綱俊がおり、各々正秀と同様、多くの門人を育てた（周防岩国の青龍軒盛俊は加藤綱俊の門下）。

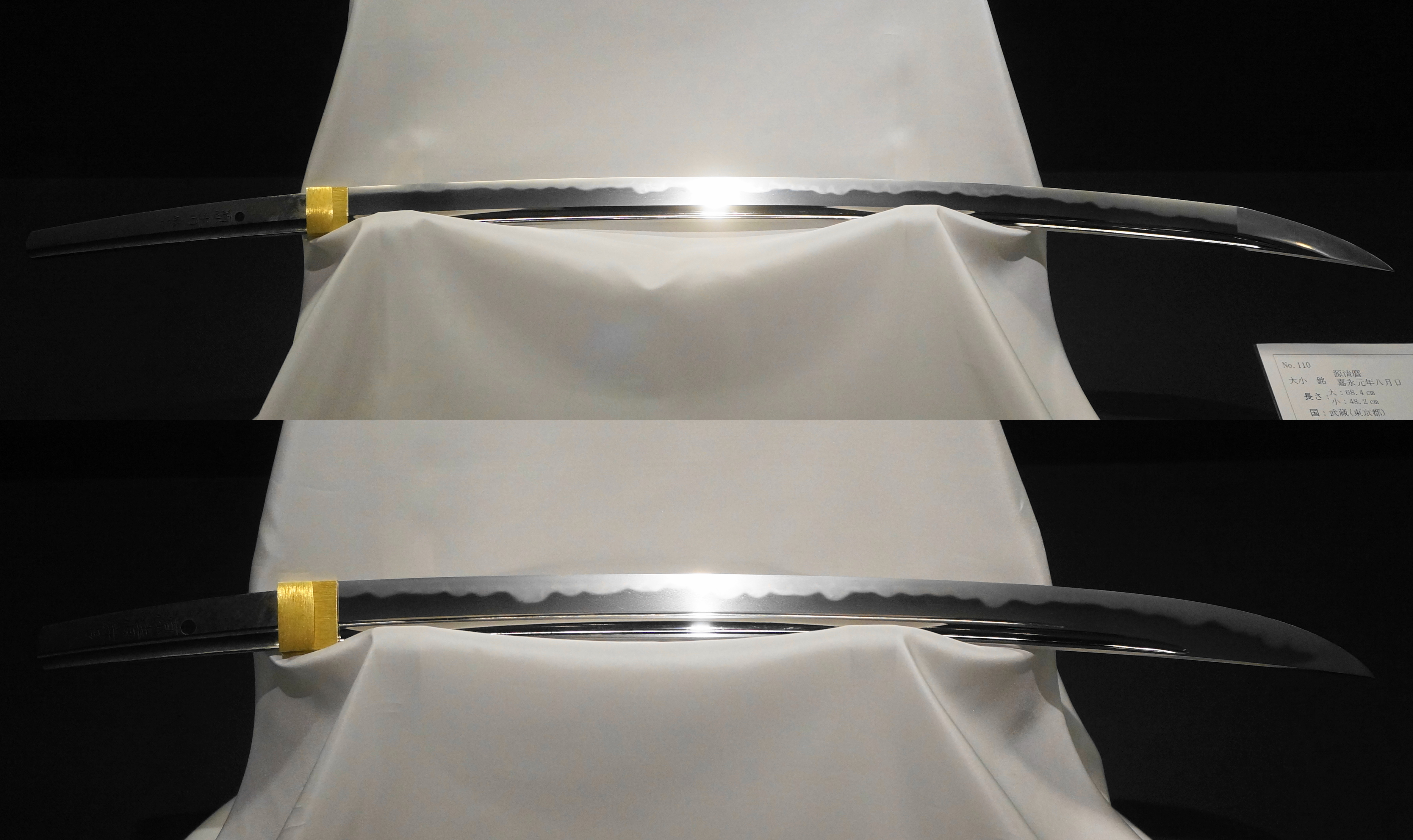
大小 銘 源清麿 嘉永元年八月日、江戸時代末の1848年、特別重要刀剣。（刀と脇差の画像の縮尺は原寸に比例せず）

正秀一派が活躍する一方で、信州から源清麿が登場した。はじめは大坂新刀の流れを汲む尾崎一門の河村寿隆に作刀を学び、侍になるべく江戸へ出、幕臣であり軍学者であった窪田清音に才能を見出され、各家伝来の古名刀の写しを作る。源清麿は初銘を「秀寿」と切り・「環」・「正行」・「清麿」と推移する。四谷に住んだため「四谷正宗」の異名を持つ。古作の現物を見て写しを造り腕を磨いたため、正秀一門の写し物とは姿、出来が大いに異なる。特に左文字写し、志津兼氏写しを得意とした。地鉄も他の新々工とは一線を引き、鍛え肌美しく力強い。また、焼き刃は古作の如く、盛んに金筋を交える。しかし、多額の借金（鍛刀の前受け金）を残し42歳で自殺した。弟子に栗原信秀、藤原清人、鈴木正雄がいる。藤原清人と栗原信秀は、師匠が自殺した後、残された約定の鍛刀を引き受け、借金を返したという逸話を残している。
尊王攘夷派の志士の間では、勤皇刀や勤王拵と呼ばれる3尺前後で反りが少ない長寸の打刀が流行した。これは主に暗殺などを想定し、一撃必を狙ったためとされる。佐幕派である新選組の隊士も対抗として長大な打刀を欲したことから、需要に合わせ長寸の刀が多く作られた。新選組局長の近藤勇は打刀とほぼ同寸の長脇差を好んだが、副長の土方歳三は刃長2尺8寸の和泉守兼定や1尺9寸5分の堀川国広などの幕臣や新選組は実用性と室内戦を想定して短めの刀を選んだとされる。幕末期には豪商などが華美な刀装具を作らせる例もあり、土方の和泉守兼定も凝った刀装であったが、多くの志士は薩摩拵のような実用性を重視した拵を好んだ。
水戸勤皇派による天狗党の乱、大老井伊直弼が暗殺された桜田門外の変などがあり、諸国でも佐幕派と尊王攘夷派が入り乱れて闘争が行われるようになる。時代環境に合わせて、江戸初期以降、作刀数の少なかった短刀や長大な打刀の需要増加により作刀が再び繁栄を始めたところで明治維新を迎える。作刀数は多かったものの、実戦よる破損や紛失もあり残存数は多くない。

### 明治から第二次世界大戦

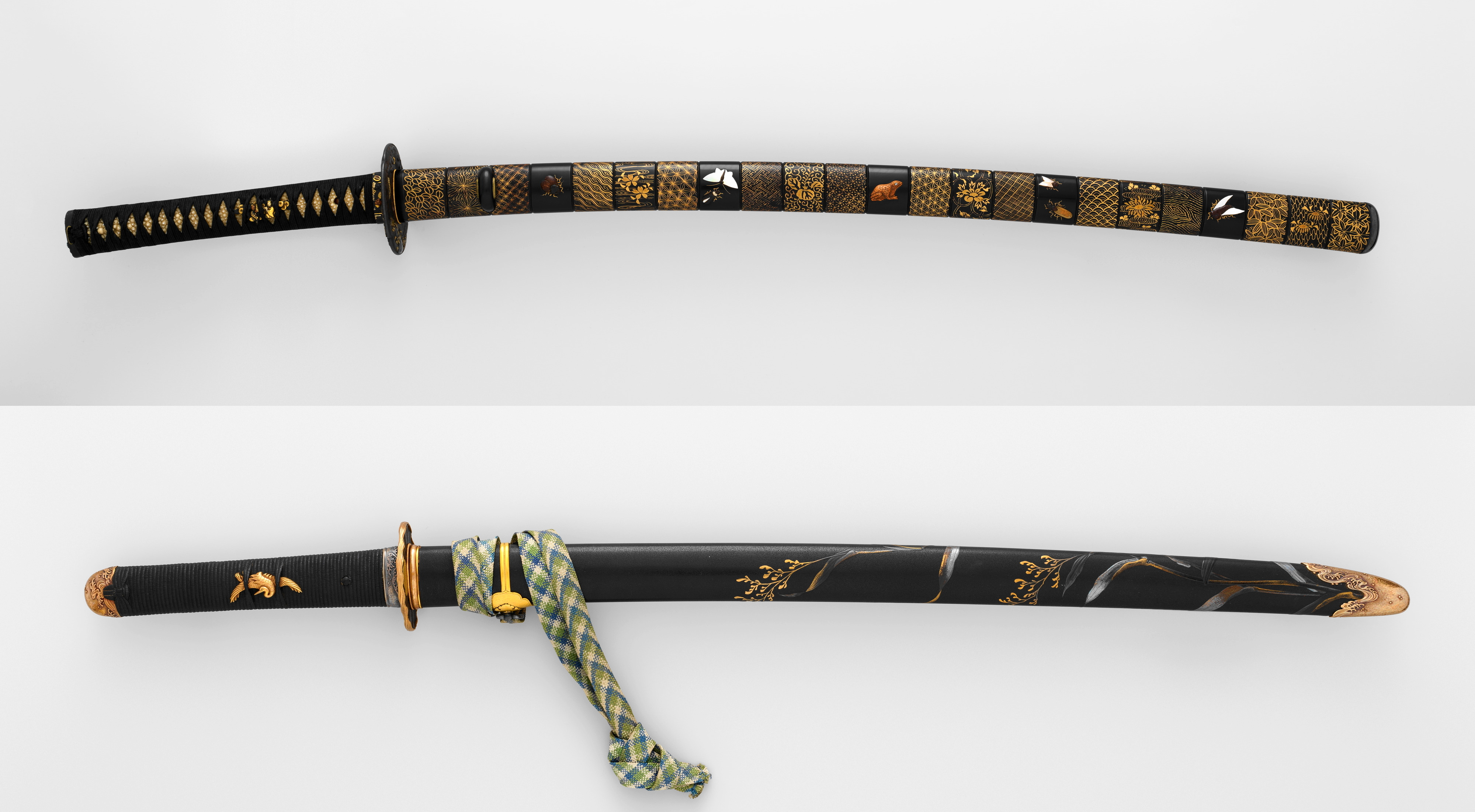
19世紀の明治時代に作られた蒔絵で装飾された打刀拵。上の作品は当時の最高度の漆工技法が使われている。下の作品の金工は高本秀宗の作。メトロポリタン美術館蔵

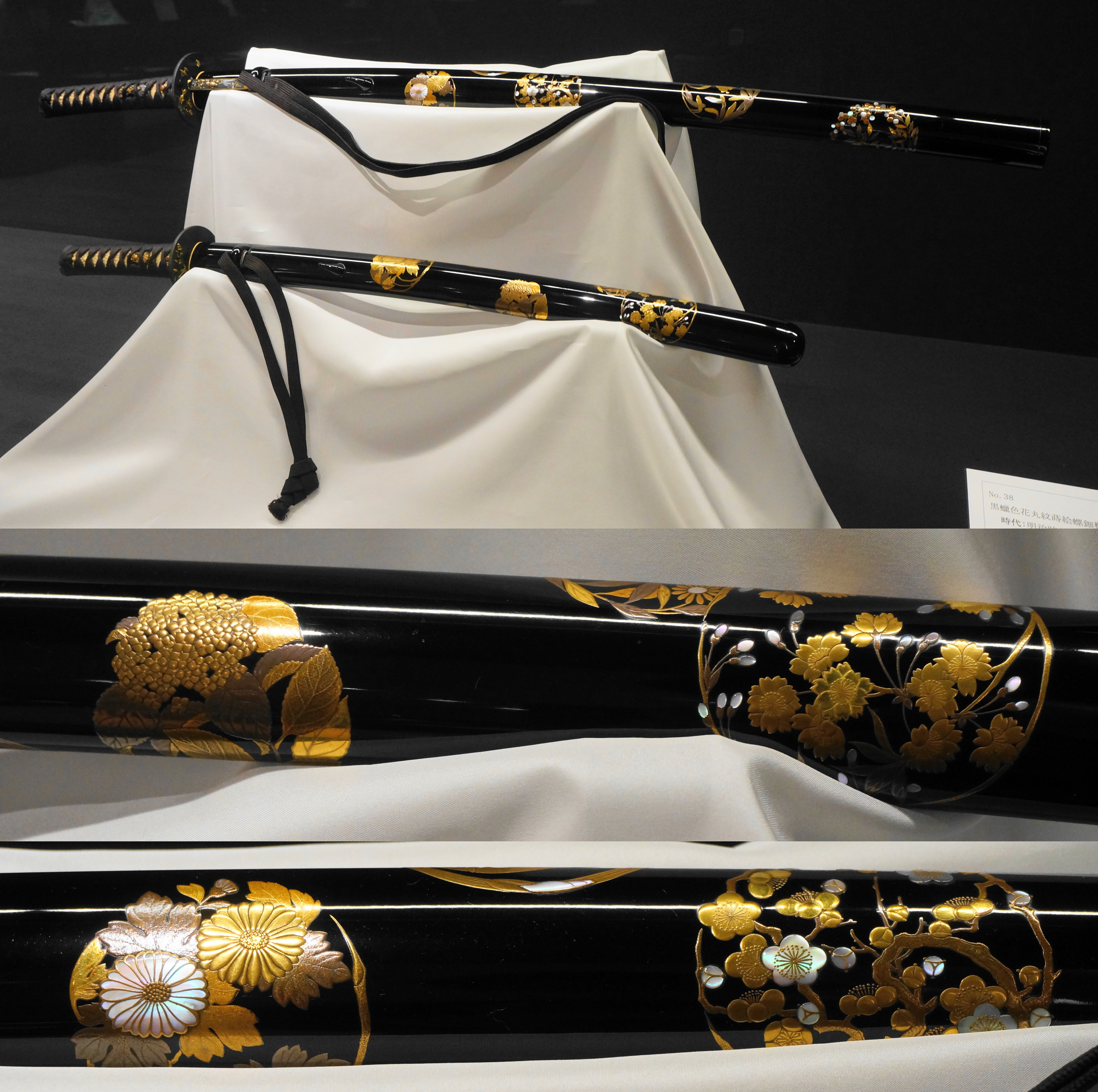
黒蝋色花丸紋蒔絵螺鈿鞘大小拵、蒔絵と螺鈿で豪華に装飾された明治時代の大小拵。

明治6年、オーストリアのウィーンで開かれた万国博覧会に日本刀を出品。国際社会に日本人の技術と精神を示すものであった。しかし明治6年（1873年）に仇討ちが禁止され、明治9年（1876年）には廃刀令が発布され大礼服着用者・軍人・警察官以外は帯刀を禁止されたことにより、日本刀は急速に衰退してしまった。新たな刀の需要は殆どなくなり、当時活躍した多くの刀鍛冶は職を失った。また、多くの名刀が海外に流出した。それでも政府は帝室技芸員として月山貞一、宮本包則の2名を任命し、伝統的な作刀技術の保存に努めた。また実業家の光村利藻は、刀装具（鞘、鍔、目貫など）の技術が失われるのを防ぐため、熱心に幕末から明治時代にかけての高度に装飾された刀装具など3000点を収集し、これらのコレクションの一部の1200点は、現在根津美術館に収蔵されている。

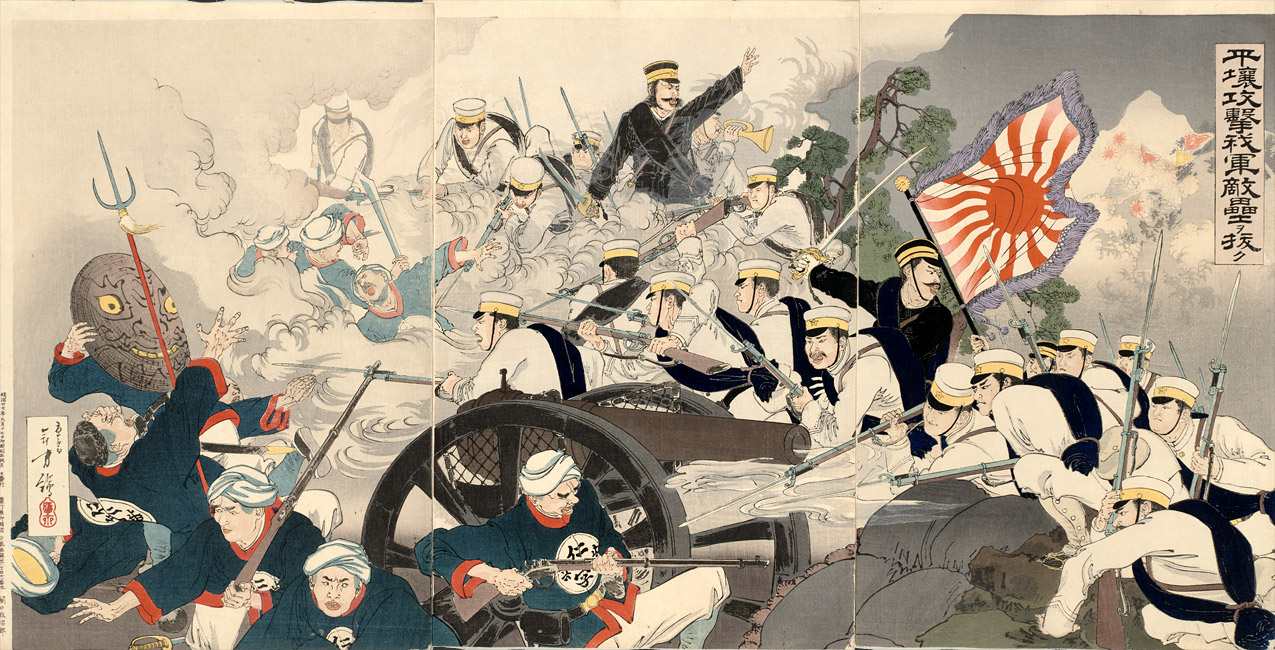
帝国陸軍の軍旗のもと、将校は軍刀で、下士官兵は銃剣を着剣した小銃で戦う模様を描いた錦絵（日清戦争・平壌の戦い）

創設されてまもない日本軍（陸軍・海軍）は1875年（明治8年）の太政官布告によって将校准士官の軍装品として「軍刀」を採用した（なお、同布告では野戦や常勤時に使用するこの軍刀とは別に、正装時に用いる「正剣」も採用されている（のち廃止）。様式はサーベルではなくエペ）。陸軍・海軍ともに欧米列強に範をとったため、当初は拵え・刀身ともにサーベルであったが、西南戦争における抜刀隊の活躍や日本刀に対する日本人の想い入れから、次第にサーベル様式の拵えに日本刀を仕込むのが普通となり、さらには日露戦争における白兵戦で近代戦の武器としての刀剣類の有効性が再評価され、それら軍刀需要で日本刀は復権をとげた。さらに昭和時代には国粋主義的気運が高まったことと満州事変や第一次上海事変における戦訓もあり、陸海軍ともにサーベル様式に代わり鎌倉時代の太刀拵えをモチーフとした、日本刀を納めるのにより適した将校軍刀拵えが登場した。また、同時期には将校准士官用と異なり長きに渡り拵え・刀身ともに純サーベル様式（三十二年式軍刀）であった下士官兵用の官給軍刀でも太刀拵え・日本刀々身（九五式軍刀）が採用された。しかし同時に、軍刀として出陣した古今の数多くの刀が戦地で失われることにもなった。
日本軍において下士官兵（騎兵・輜重兵・憲兵など帯刀本分者）の軍刀は基本的に官給品であり、扱いは「兵器」であった。これに対して、将校准士官の軍刀は上述の建軍まもない1875年の太政官布告以降、第二次世界大戦敗戦による日本軍解体に至るまでほぼ一貫して服制令上の制式であり、そのため扱いは「兵器」ではなくあくまで軍服などと同じ「軍装品」であった。さらに将校准士官が使用する軍刀を含んだ軍装品の大半は、俸給を使って自弁調達するのが原則であるため、官製のものを購入していてもあくまで「私物」であった（「軍服（大日本帝国陸軍）」および「軍服（大日本帝国海軍）」参照）。
（刀は武士の魂という価値観はこのころから、急速に広まっていった。）

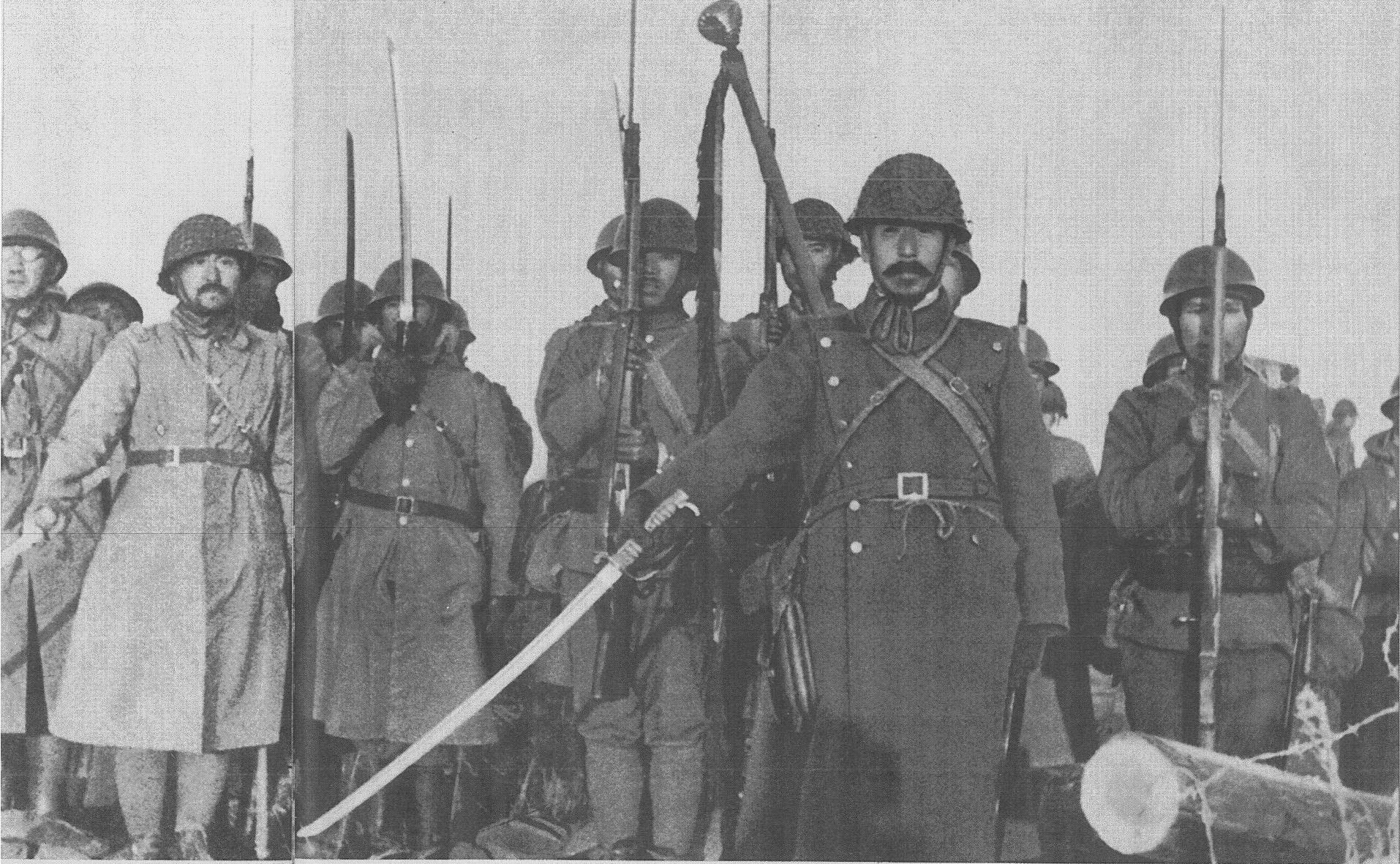
歩兵連隊長を筆頭に、連隊長（将校）は日本刀を仕込んだ両手握りサーベル拵えの明治19年制式刀、左後方の本部附見習士官・下士官は日本刀風拵えの九五式軍刀、他の一般下士官兵は着剣した三八式歩兵銃で軍旗の敬礼を行う姿（日中戦争・南京攻略戦）

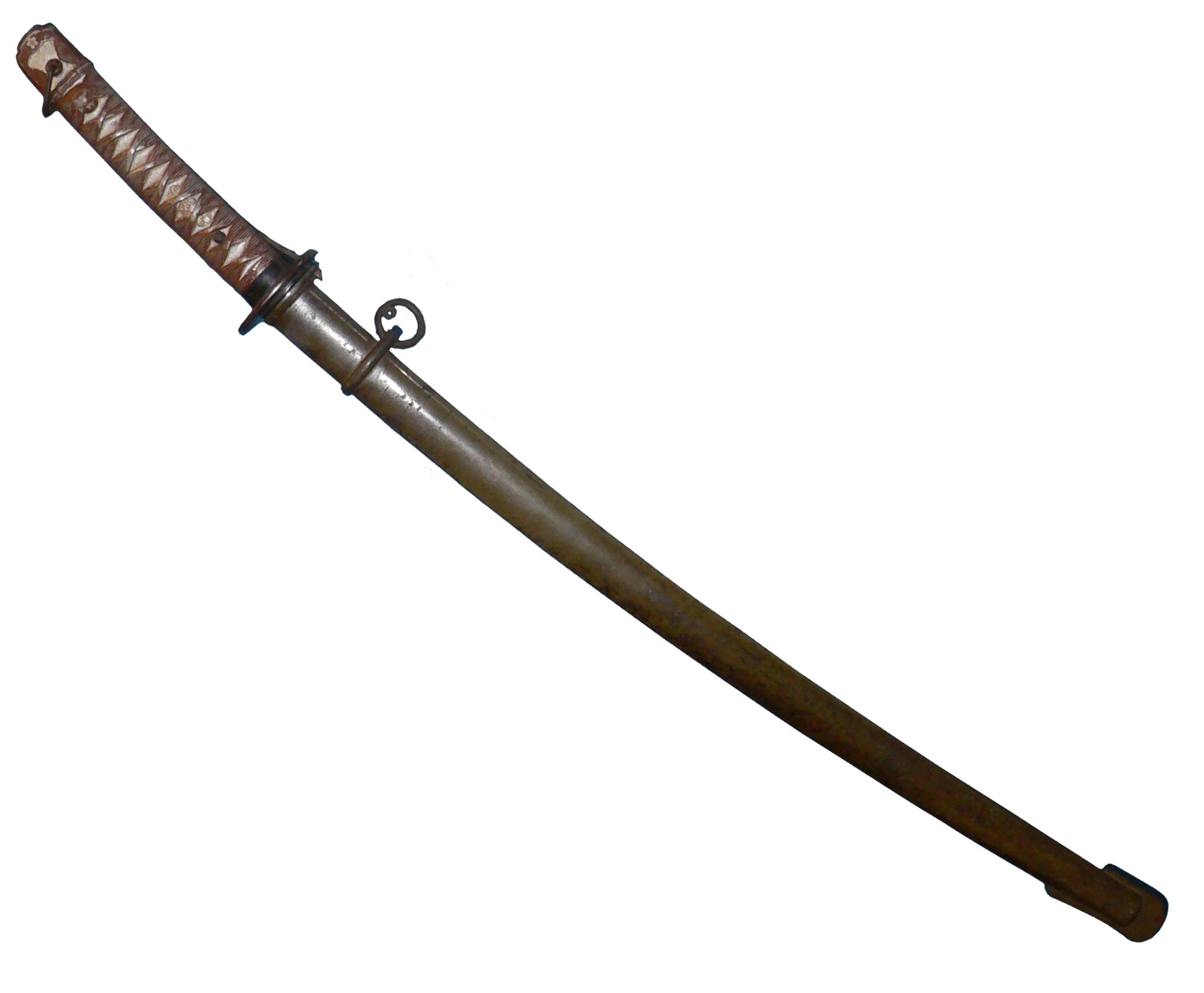
九五式軍刀（官給軍刀）。鞘を除く拵え自体は日本古来の太刀をイメージしながらも実戦に特化した全金属製となる。刀身も実戦に特化した陸軍造兵廠製の日本刀

従来の日本刀は北方の極寒の中では簡単に折れるため強度に対して、また海軍からは錆に対する不満が高まっていたため、満州事変以後、陸海軍の工廠、帝国大学など各機関の研究者は拵えだけでなく刀身においても実戦装備としての可能性を追求した。例として、官給軍刀の刀身をベースにした陸軍造兵廠の「造兵刀」、満州産出の鋼を用いた南満州鉄道の「興亜一心刀（満鉄刀）」、北支・北満や北方方面の厳寒に対応した「振武刀」、海軍が主に使用した塩害に強いステンレス鋼使用の「不錆刀」など、各種の刀身が研究開発された。日本刀の材料・製法を一部変更したものから、日本刀の形態を模した工業刀に至るまで様々な刀身が試作・量産され、「昭和刀」「昭和新刀」「新村田刀」「新日本刀」などと呼称された。
将校准士官の軍刀は上述のように軍装品であり私物であるため、これらの特殊軍刀以外にも、先祖伝来のものや内地で特に入手したような旧来の日本刀（古刀から新作現代刀まで）も大量に軍刀として使用された。広義に「軍刀」とは軍隊で使用される刀剣を総称（通称）する単語であり、場合により語弊が生じることにも注意を要する（「軍刀#刀身」参照）。

### 第二次世界大戦後
太平洋戦争（大東亜戦争）終結後、日本刀を武器であると見なした連合国軍最高司令官総司令部(GHQ)により刀狩が行われ、蛍丸を始めとした数多くの刀が遺棄・散逸の憂き目にあった（熊本県のように、石油をかけて焼かれた後海中投棄された例もある）。また、「刀があるとGHQが金属探知機で探しに来る」との流言も飛び交い、土中に隠匿して、その結果刀を朽ちさせ駄目にしたり、回収基準の長さ以下になるように折って小刀（こがたな）としたり、日常生活に使えるよう鍛冶屋に持ち込み鉈や鎌、その他日常用の刃物に改造したりと日本刀の価値を貶めた例は枚挙に遑がない。GHQに没収された刀の多くは赤羽にあった米軍の倉庫に保管され、大半が廃棄処分となったが、残ったものは占領の解除と共に日本政府に返還された。しかし、元の所有者が殆ど不明のため、所有権は政府に移った。これらの刀剣は「赤羽刀」とも呼ばれている。GHQは日本刀を含む刀剣類を武器として接収対象としたが、その文化的価値を保存するための働きかけも行われた。谷川一男は、旧陸軍・旧海軍関係者や刀剣界の有力者と連携し、重要刀剣の保存と返還運動に関与した。
一時は日本刀そのものの存続が危ぶまれたが、日本側の必死の努力により、登録制による所有が可能となった。登録されていない刀は、警察に届け出た後に審査を経て合格すれば各都道府県の教育委員会から登録証が交付される。この登録がされた刀は、携帯や運搬に関しては銃刀法による制限はあるが、単なる所持については許可は必要なく誰でも可能である（条例により18歳以下への販売を規制している地域はある）。なお、購入・相続など所有者変更の際には、登録証記載の各都道府県教育委員会への届け出が必要である（詳細は「銃砲刀剣類登録」を参照）。
今日では日本刀は武器ではなく、将棋盤や碁盤の製作工程の太刀盛りに日本刀を用いるなどの例はあるが、基本的には居合道・抜刀道といった武道用の道具、絵画や陶器と同格の美術品であり、その目的でのみ製作・所有が認められている。世界の刀剣の中でも日本刀は、美術品としての価値が高く、国宝、重要文化財に指定、あるいは重要美術品に認定されたものもある。日本刀は独自の鍛錬による、さまざまな刀姿、刃文、帽子、茎形、銘を鑑賞する、いわば鉄の芸術品であり、その価値を知るには、特色をよく理解しなければならない。日本刀の鑑賞の歴史は千年以上の歴史があり、名刀と言われる日本刀は、実際に武器として使われず、千年以上時を経ても健全な形で残っていることも多い。現代刀に関しては、刀匠1人当たり年に生産してよい本数の割り当てを決め、粗製濫造による作品の質の低下を防いでいる。しかしその一方で、作刀需要が少ないため、一部の刀匠を除き多くの刀匠は本業（刀鍛冶）だけでは生活が難しく、かと言って上述の本数制限もあり無銘刀は作刀できず、武道家向けに数を多く安く作りその分稼ぐこともできないため、他の伝統工芸の職人と同じく数々の問題を抱えている。そのような状況の中でも現代の刀匠も、美術品としての日本刀の作刀を、さまざまな形で現代に伝えている。

## 製法

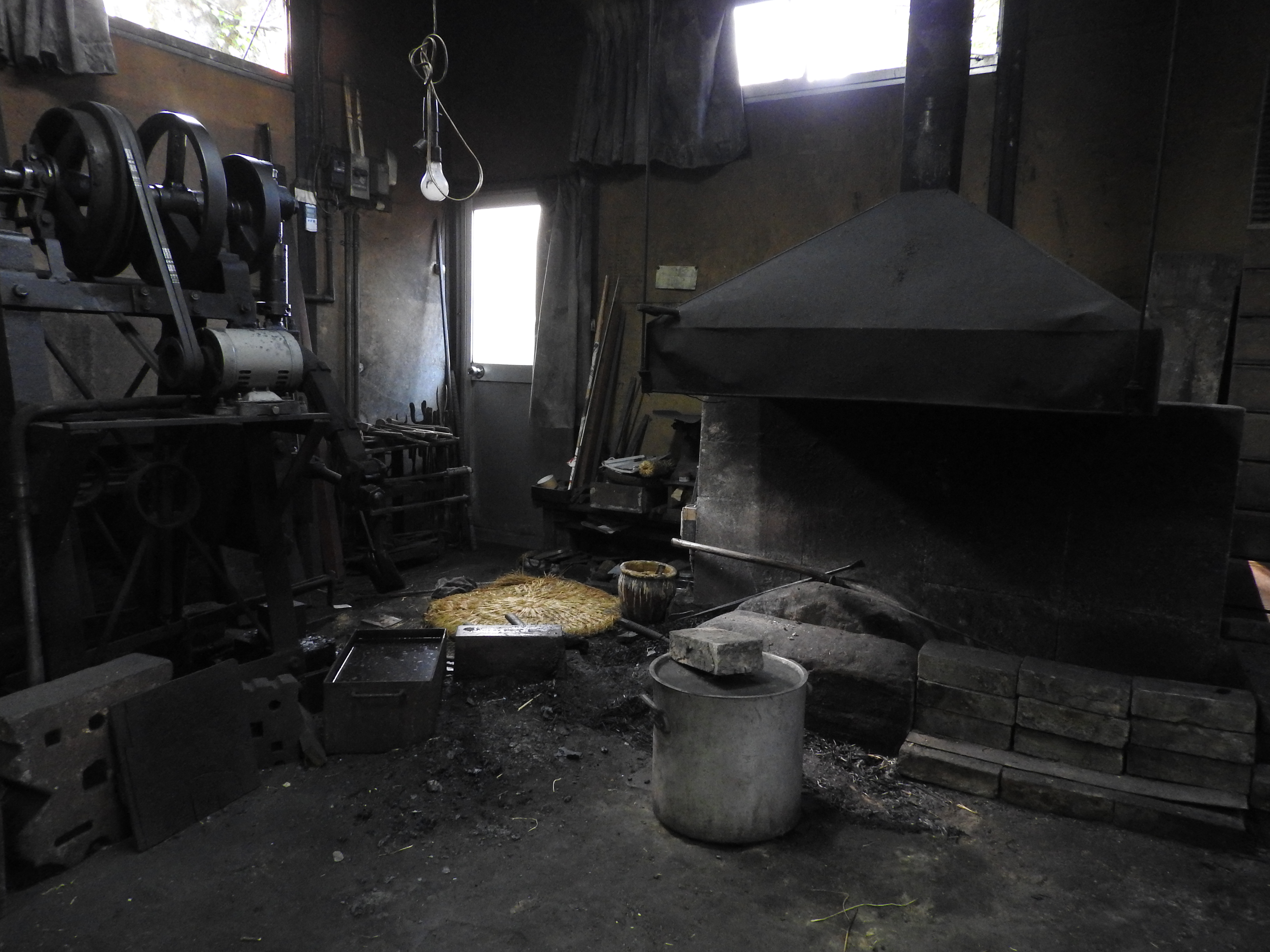
一般的な鍛刀所の様子。画面右側手前に玉鋼を熱する炉「火床（ひどこ、ほど）」があり、その奥に空気を火床に送り込む箱型の装置「鞴（ふいご）」がある。刀工は画面中央の円座に座り作業を行うことになる。

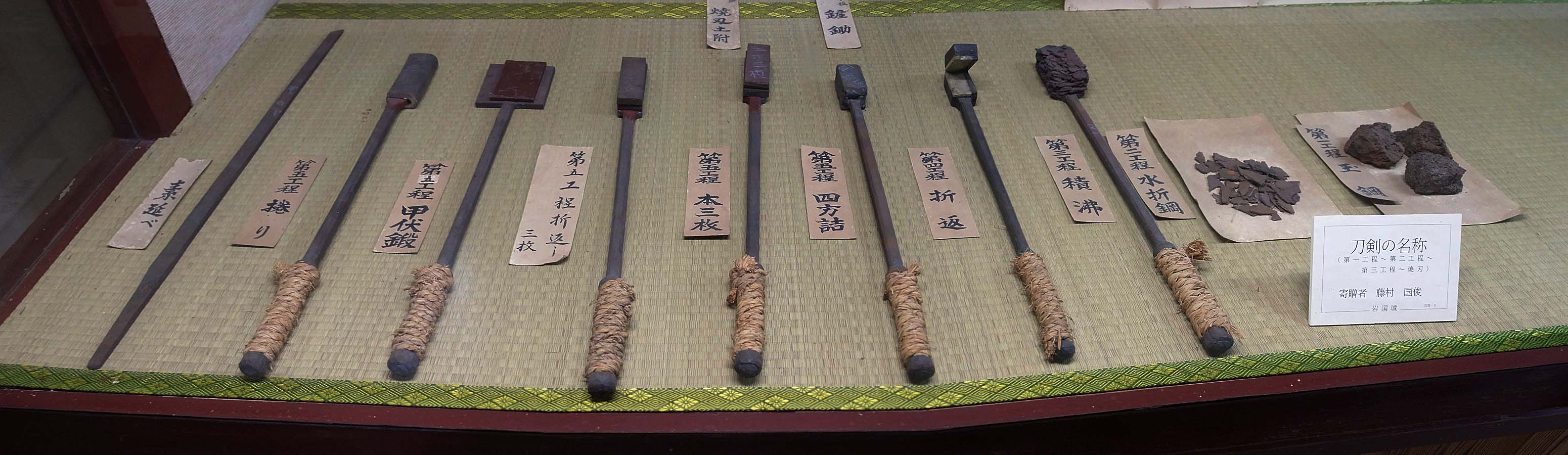
現在まで伝わる日本刀の伝統的な製造工程における、玉鋼が変化していく様子を右側から配置した展示。

「折れず、曲がらず、良く斬れる」の3要素を非常に高い次元で同時に実現させるため、日本刀の原材料となる鋼の製法、選定、刀剣の鍛錬には、古来から多くの刀工が工夫している。平安時代の古刀期以降の刀工が主たる原材料としてきたものは、砂鉄を原料としたたたら吹きによって製造される「玉鋼」と呼ばれる鋼である。砂鉄を使ったたたら吹きは、考古学による確かな証拠としては少なくとも古墳時代の6世紀後半までには砂鉄の一大産地であった吉備地方（後の備前伝もこの地にある）で行われ、ここから全国に広まったものと考えられており、日本の炉は形状が低い箱型で中国・朝鮮のものとは異なり世界的に見ても特異である。ただし「玉鋼」の名称は古来のものではなく、明治時代半ば以降に命名されたもので、もとは島根県の安来製鋼所で製造し、陸軍、海軍に坩堝の材料として納入していた鋼の商品名であった。分析から、鋼の質については鎌倉時代を頂点にそれ以降低下し始めるという現象が起こっており、一因としてどこかで鋼を作る製法に変化があった可能性について述べられることもある。しばしば日本刀とは区別されることもある平安時代以前の上古刀に関しては、鉱石系箱形炉という鉄鉱石を原材料にした小型の炉が用いられていたことが判明している。今日においては、古くから伝わる卸鉄（おろしがね。鉄材を再還元して刀剣用に供する鋼を造ること）や自家製鉄した鋼を用いる刀工もおり、日本固有の伝統技術として継承されている。
なお、平安時代から安土桃山時代頃までの古刀期の日本刀の製作方法や使用原料については史料がないため明確ではなく、現在の伝統的な日本刀の製作方法は安土桃山時代末の慶長の頃から始まった新刀期から受け継がれているものとされ、江戸時代以降の記録に基づくものである。古刀期の鍛造法が正確に受け継がれたなかった理由については、1590年の吉井川の大洪水により当時日本刀の最大の生産集団であった備前伝の拠点がほぼ壊滅し、日本刀生産の中心が美濃伝に移った事、豊臣秀吉の事実上の日本統一により鍛造に用いられる鋼が均一になったことによるものであるとされる。人間国宝（重要無形文化財保持者）の刀工であり、長年自家製鉄に取り組んでいた天田昭次は、古刀と新刀の地鉄には決定的な違いがあると言い、古刀期の作刀の原料や鍛法は判然としないとする。鎌倉時代の名刀の材料や製作法については、いまだ研究途上にある。江戸時代末期以来、刀工やさまざまな分野の専門家が研究を続けているが、古刀の実物から試料を取って分析することが不可能なこともあり、鎌倉期の名刀を再現するまでには至っていないといわれていた。
しかし2014年に河内國平が、日本美術刀剣保存協会主催の「新作名刀展」に出展した「國平河内守國助（くにひらかわちのかみくにすけ）」で、現在の原料では不可能といわれていた古刀の特徴である地紋の「乱れ映り」の再現に完全に成功し、刀剣界の最高賞と言われる「正宗賞」（太刀・刀の部門）を受賞した。太刀・刀の部門は長らく「該当なし」であり、18年ぶりの受賞であった。これにより乱れ映りのメカニズムが解明されほぼ100%再現できるようになった。河内によると、受賞刀は一般的な作刀法で作られた刀と比べて地鉄が柔らかく、刃文を美しく見せる芸術品ではなく武器としての強靭さを重視して焼入れの仕方を変えたことが成功に繋がったという。ただし、刀の見た目の再現が出来たからと言って考古学的に古刀期の技法の再現が出来ているかどうかとは全く別の問題である事に注意する必要がある。以下の説明は、現代刀工によって行われている一般的な製作方法である。

### 質の高い鋼の作成
たたら吹き
日本刀の材料となる鋼を和鋼（わこう）もしくは玉鋼（たまはがね）と呼ぶ。玉鋼は日本独自の製鋼法である「たたら吹き」で造られる。諸外国の鉄鉱石を原料とする製鋼法とは異なり、原料に砂鉄を用いることで低温で高速還元を実現し、さらには近代的な製鋼法に比べて不純物の少ない砂鉄を原料として使うため、良質の鋼を得ることができる。
水減し
熱した玉鋼を鎚（つち）で叩き、薄い扁平な板をつくる。これを水に入れて急冷すると、余分な炭素が入っている部分が剥落ちる。これを「水減し」または「水圧し（みずへし）」という。ここまでがへし作業と呼ばれる地金づくりである。
積沸かし
この焼きを入れて硬くした塊はへし金（へしがね）と呼ばれ、鎚で叩いて小さな鉄片に砕く。その破片の中から炭素分の多い硬い鉄と少ない軟らかい鉄に分け、これらの鉄片を別々に「てこ」と呼ばれる鍛錬用の道具の先に積み上げて和紙でくるむ。周囲に藁灰を付けさらに粘土汁をかけて火床（ほど）に入れ表面の粘土が溶けるくらい加熱する。藁灰（プラント・オパール由来の珪酸分）と粘土の珪酸分が加熱によってガラス様に熔解して鋼の接着面の表面を覆い、鉄の酸化皮膜（酸化鉄（II）および酸化鉄（II、III））形成を阻害することで鋼の焼減りすることを防ぐ（※溶けた珪酸による酸化皮膜防止は同様の現象を利用して後述の鍛接の際に鋼の圧着にも用いられる。またいずれの鍛接の際にも融けたガラス状になった珪酸分は叩き出されて鋼の外に飛び散り、鋼間の結晶同士は圧着される）。小槌で叩いて6cm×9cmくらいに固める。鉄片が足りなければ、さらに積み上げ加熱して小槌で叩いて成形し所要の1.8kg - 2.0kg程度の量にする。以上が「積沸かし」の工程である。玉鋼以外に炭素量の多い銑鉄と包丁鉄と呼ばれる純鉄も積沸かしと次の下鍛えの作業を行なう。
鍛錬（下鍛え）
赤熱したブロックを鎚（つち）で叩き伸ばしては中央に折り目を入れて折り重ねる「折り返し鍛練」を縦横方向で繰り返し行う。ちなみに刀匠（横座）と弟子（先手）が交互に刀身を鎚で叩いていく「向こう槌」が「相槌を打つ」という言葉の語源となった。この段階では5回 - 6回程度の折り返しが行なわれる。

### 鋼の組合せ

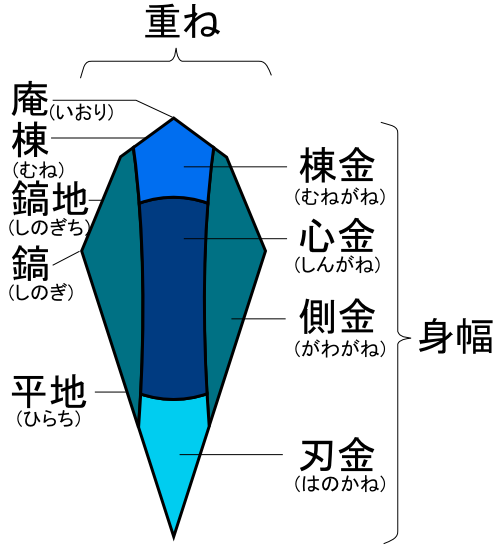
日本刀の鋼の構成と各部名称（四方詰鍛えの断面）
造込みには他にも、本三枚鍛え、捲り鍛え、甲伏せ鍛え、無垢鍛えがある。（参考画像（英語））

積沸かし
玉鋼、銑鉄、包丁鉄の3種類の下鍛えが済めば再び小槌で叩いて鉄片にし、それぞれの鋼の配合が適切になるように選んで、1回目の積沸かしと同じく積み上げて溶かし固める。この段階で含有炭素量が異なる心金（しんがね）、棟金（むねがね）、刃金（はのかね）、側金（がわがね）の4種類の鋼に作り分けられる。
鍛錬（上鍛え）
心金で7回、棟金で9回、刃金では15回、側金では12回程度の折り返しが行なわれる。叩き延ばした鋼を折り返しながら鍛錬を重ねることで、硫黄などの不純物や余分な炭素、非金属介在物を追い出し、数千層にも及ぶ均質で強靭な鋼へと仕上がっていく。
鍛接と沸延べ

下鍛えと2回目の積沸かし、上鍛えによって心金、棟金、刃金、側金の4種類の鋼が得られた後、棟金、心金、刃金の3層を鍛接して厚さ20mm、幅40mm、長さ90mm程の材料が4個取れるくらいに打ち伸ばして4つに切り離す。これは「芯金」と呼ばれる。側金も加熱され長さが芯金の倍になるくらいに叩き伸ばされ中央から切り離されて、芯金と同じ長さの側金が2本作られる。
（四方詰鍛えの造込みでは、）側金、芯金、側金の順で重ねられ、沸かして鍛接されて、厚さ15mm、幅30mm、長さ500-600mm程度に打ち伸ばされる。「てこ」が切り離されて、刀の握り部分になる「茎（なかご）」が沸かされ鍛接される。
素延べ
刀の形に打ち延ばす「素延べ（すのべ）」を行い、先端を3角に切り落とすがそのままでは刃先側に棟金や心金が現れるため、とがった先を背の側に打ち曲げて硬い刃金だけが刃の側に来るようにする。ここでの姿が最終的な日本刀の完成形を決めるため、慎重に小槌で叩き形を整えていく。
火造り
刀身の棟は三角になるように叩いて、刃の側（平地）は薄くなるように叩き延ばす。茎の棟を叩いて丸みを付け、最後に「鎬地（しのぎち）」を叩いて姿を整える。刀身全体をあずき色まで低く加熱し除冷する。
空締め
冷えてから表面の黒い汚れを荒砥石で砥ぎ落とし、平地と鎬地を小槌で叩いて冷間加工を行なう。棟と刃の直線を修正して、銛（せん：銑とも）と呼ばれる鉄を削る押切りの刃のような大振りの手押しかんなで凹凸を削る。この段階で「刃渡り」と「区（まち）」が定まる。
生砥ぎ
かんなの削り跡を砥石で砥ぎ落とす「生砥ぎ（なまとぎ）」を行なう。その後、水を含む藁灰で油脂分を落とし乾燥させる。

### 温度管理

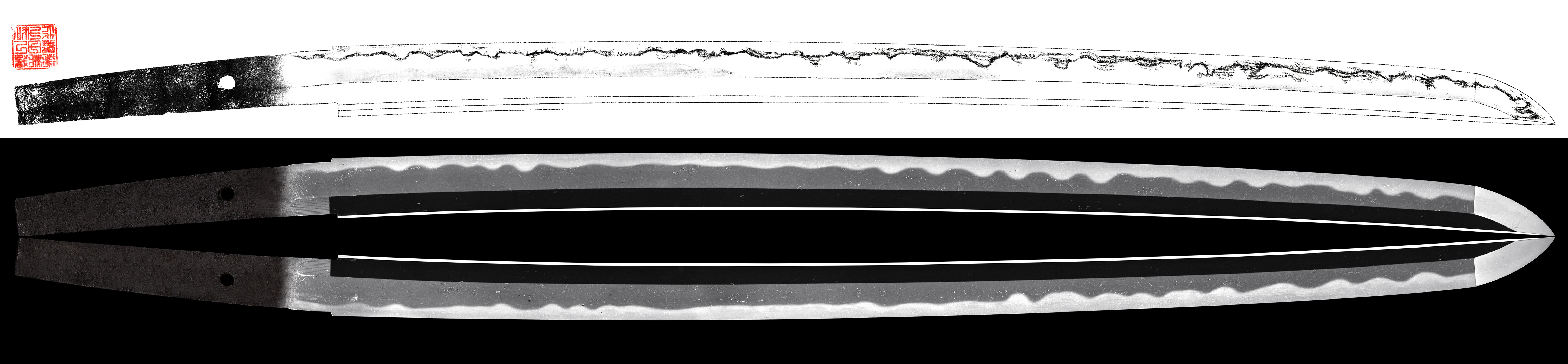
刃文を正確に記録した押形と写真の違い。写真の刃側の白い部分は刃文を見やすくするために研磨しした刃取りの部分であり、刃文は白い部分の中にある微妙な線である。

土置き
加熱した刀身を水などで急激に冷やす「焼入れ」の準備として、平地用、刃紋用（刃文用）、鎬地用の3種類の焼場土（やきばつち）を刀身に盛る「土置き」を行なう。一般的には平地に平地用の焼場土を均一に薄く塗り、刃紋に筆で刃紋用焼場土を描く。最後に刃紋から棟までを鎬地用焼場土を厚く盛る。鎬地の焼場土を厚くすることで、焼入れでの急冷時に刃側はすばやく冷やされ十分に焼きが入り、棟の側は比較的緩慢に冷えるために焼きはそれほど入らなくなる。逆に刃紋の部分だけに土を置き、土を置いた部分の気泡の発生を抑えて刃先だけを急冷し、しのぎの部分は自然発生する気泡で緩慢に冷却する方法や、全く土を置かずに刃の薄くなった部分が先に冷えること利用した焼き入れの仕方なども存在する。焼きによって容積が膨張しながら硬くなり、日本刀独特の刃側が出っ張った湾曲を生む。棟の側は膨張が少なく硬度より靭性に富んだ鋼となり硬いが脆い刃側の鋼を支える機能を担う。（最終的な反りの形状は、鎚で叩いて調整しながら形成した。）
焼入れ
通常、刀匠は焼入れの時には作業場の照明を暗くして、鋼の温度をその光加減で判断する。土置きした刀身を火床に深く入れ、先から元まで全体をむらなく800℃程度にまで加熱する。加熱の温度は最も重要であり、細心の注意を払って最適の加熱状態を見極め、一気に刀身を水槽に沈め急冷する。刀身は前述の通り水の中で反りを生じ、十分な冷却の後に引き上げられ、荒砥石で研がれ焼刃が確認される。槍や剣などの諸刃の形状の場合は田楽炉という全体が均等に加熱できる専用の火床を用いる。
焼入れにより、刀の表面にはマルテンサイトと呼ばれる非常に固い組織が現れる。マルテンサイトの入り方によって、肉眼で地鉄の表面に刃文が丸い粒子状に見えるものを錵（にえ）または沸（にえ）と呼び、1つ1つの粒子が見分けられず細かい白い線状に見えるものを匂（におい）と区別する。
ちなみに冷却水の温度は摂氏10度から30度程度、油の場合は60度から80度程度である。
他の刃物類では、水以外にも油などで焼きを入れることがあり、日本刀の場合では戦中の軍刀などで行われたが、現在では油で日本刀に焼きを入れることは少ないと思われる。油で焼きを入れると急冷しないため刃切れなどの失敗は少ないが、水焼きよりも柔軟性のある鋼組織となる場合が多い。また、匂い出来となることが殆どである。ただしこれは焼き入れの技術に大きく左右される問題で、冷却剤の撹拌度合いによっては、油焼きで水焼きよりも硬く焼く事は可能である。斬れ味は別（居合道を別とすれば現代社会で刃物として使う機会は無いに等しい）としても、油焼きは刃紋に冴えを出せず美術工芸品を志向する現代刀には不向きだとされている。なお、文部科学省の定める現代日本刀の定義は水焼きであるので、油焼きは銃刀法違法となる。
合い取り
これは焼戻しの工程で、炉の火の上で時間をかけて刀身を150度程度に熱する。これにより焼入れにより組成変化した鋼を安定化させ、靭性などが強化され刃こぼれなどの防止に役立つ。反りは横方向にも少し生じるので木の台で小槌を使い修正する。なかごも焼きなまして形を整える。
場合によってはこの後、熱した銅の塊で刀身をはさみ、棟焼きを取るなどの作業をする場合もある。

### 仕上げ
鍛冶押し（かじおし）
焼き入れを終了させた刀の反り具合を修正し、刀工が荒削りをする。この時に細かな疵や、肉の付き具合、地刃の姿を確かめながら最終的な調整を行う。
茎仕立て
茎（なかご）は銑ややすりで形を整え、柄（つか）をはめる時に使用する目釘穴を普通は1つ、幕末期の一部の刀や一部の槍や居合用の刀の場合2つ以上開ける。この後に刀工独自の鑢目（やすりめ、滑り止め目的）を加える。
樋掻き
樋（ひ）をいれる物はここで入れる。
下地研（したじとぎ）
地金と刃紋を主に砥石で研ぐ。
銘切り
刀工は最後に鑿（たがね）を使い、自らの名前や居住地、制作年などを茎に銘を切る。一般的に表（太刀や刀を身に付けた際、外側になる面）に刀工名や居住地を切り、裏に制作年や所持者名などを切ることが多いが、裏銘や無銘など例外もある。
仕上研（しあげとぎ）
地金と刃紋を研ぎ、磨き棒で鏡面加工する。帽子を「なるめ」加工する。
刀工が行う一通りの作業が終わり、これからは研師により最終的な研ぎを行うが、室町時代以前は刀工自ら研磨も行っていたといわれる。日本刀研磨で、他の刃物砥ぎと大きく相異する点としては、刃物としての切れ味を前提としつつ、工芸品としての日本刀の美的要素を引き出すことを主眼としている点、刃部のみで無く、刀身全体に砥ぎを施すことなどがあげられる。研磨の工程は、完成後のメンテナンス（主に錆取り）としても行われる。
この最終研磨ののち、別に製作された外装品と組み合わされ、日本刀が完成する。日本刀は刀工だけが造るものではなく、研師や鞘師、塗師、蒔絵師、金工師、白銀師などの職人によって初めて完成するものである。それぞれの職人は、大きく以下の部分を担当する。
- 刀工（とうこう）：刀身を作る。「刀匠」、「刀鍛冶」とも呼ばれる。
- 研師（とぎし）:刀身の研ぎを行う。
- 鞘師（さやし）：鞘の作成を行う。
- 白銀師（しろがねし）：はばきや鍔などの金属部分を作成する。
- 柄巻師（つかまきし）：柄部分に紐を巻く。
- 塗師（ぬりし）、蒔絵師（まきえし）、金工師（きんこうし）：鞘や鍔などに装飾を施す。

## 各部名称

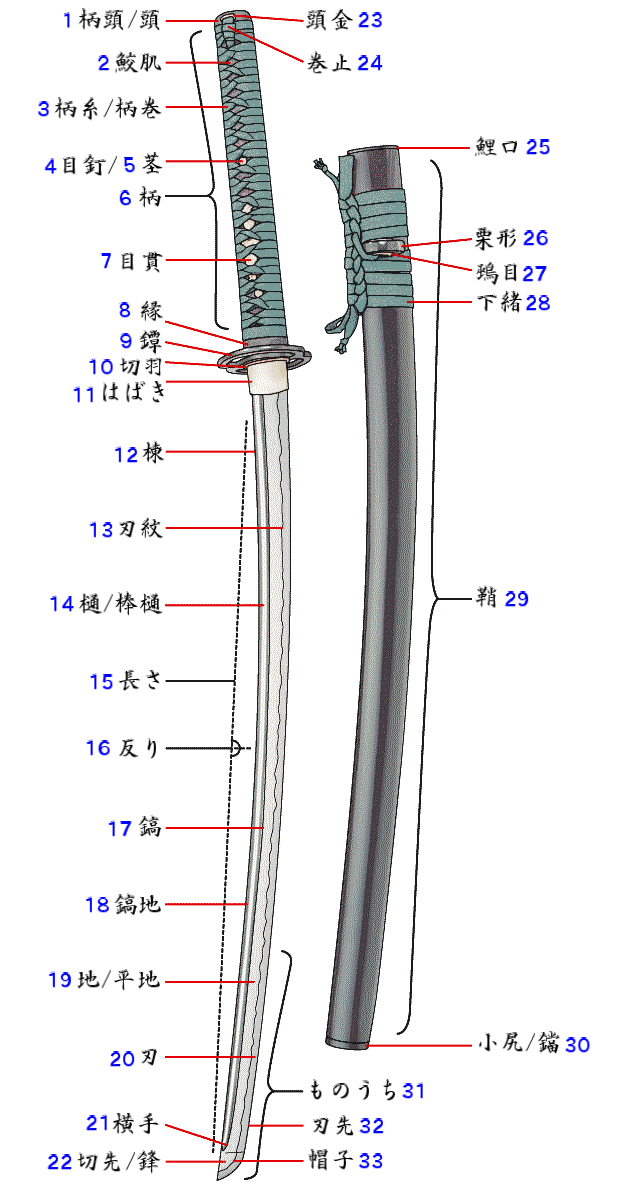
各部の名称

日本刀は、まず本体である刀身とその外装品である拵え（こしらえ）に分けられ、拵えは鞘（さや）、柄（つか）、鍔（鐔、つば）の各部におおまかに分けられる。刀身を除き完全組立式となっており、拵えは各人の趣味嗜好に合わせて自由にカスタマイズすることが可能である（新調の拵えを纏った数百年前の古刀もある）。外装品の各部位である刀装具のおおまかな位置と形状は右図を参照。特に江戸時代からは漆工や金工の工芸技術の発達とともに加飾化が進み、刀身には豪華な彫り物が施され、鞘には蒔絵が施され、刀装具のうち特に目貫、小柄、笄の3点セットの金具は「三所物（みところもの）」と呼ばれて揃いの意匠で飾られ、ますます精緻な細工が施されるようになった。
1. 柄頭（つかがしら）/頭（かしら）
2. 鮫肌（さめはだ）
3. 柄糸（つかいと）/柄巻（つかまき）
4. 目釘（めくぎ）
5. 茎（なかご）
6. 柄（つか）
7. 目貫（めぬき）
8. 縁（ふち）
9. 鍔（鐔、つば）
10. 切羽（せっぱ）
11. ハバキ
12. 棟（むね）/峰（みね）/背（せ）
13. 刃文（はもん）
14. 樋（ひ）/棒樋（ぼうひ）
15. 長さ（ながさ）
16. 反り（そり）
17. 鎬（しのぎ）
18. 鎬地（しのぎじ）
19. 地（じ）/平地（ひらじ）
20. 刃（は）
21. 横手（よこて）
22. 切先/鋒（きっさき）
23. 頭金（かしらがね）
24. 巻止（まきどめ）
25. 鯉口（こいぐち）
26. 栗形（くりがた）
27. 鵐目（しとどめ）
28. 下緒（さげお）
29. 鞘（さや）
30. 小尻/鐺（こじり）
31. ものうち
32. 刃先（はさき）
33. 帽子（ぼうし）

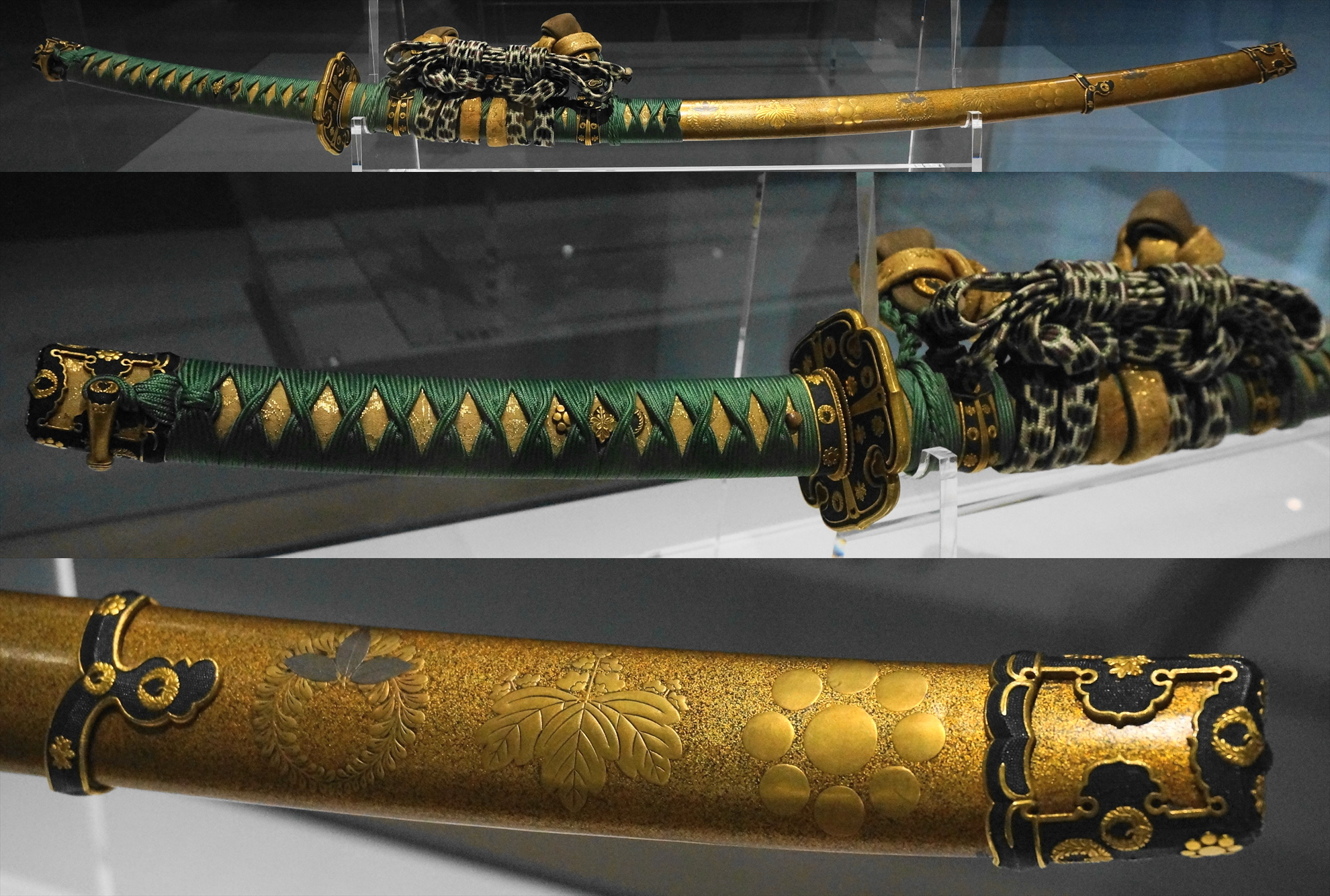
金梨子地家紋散糸巻太刀拵、17世紀の江戸時代、ボストン美術館蔵
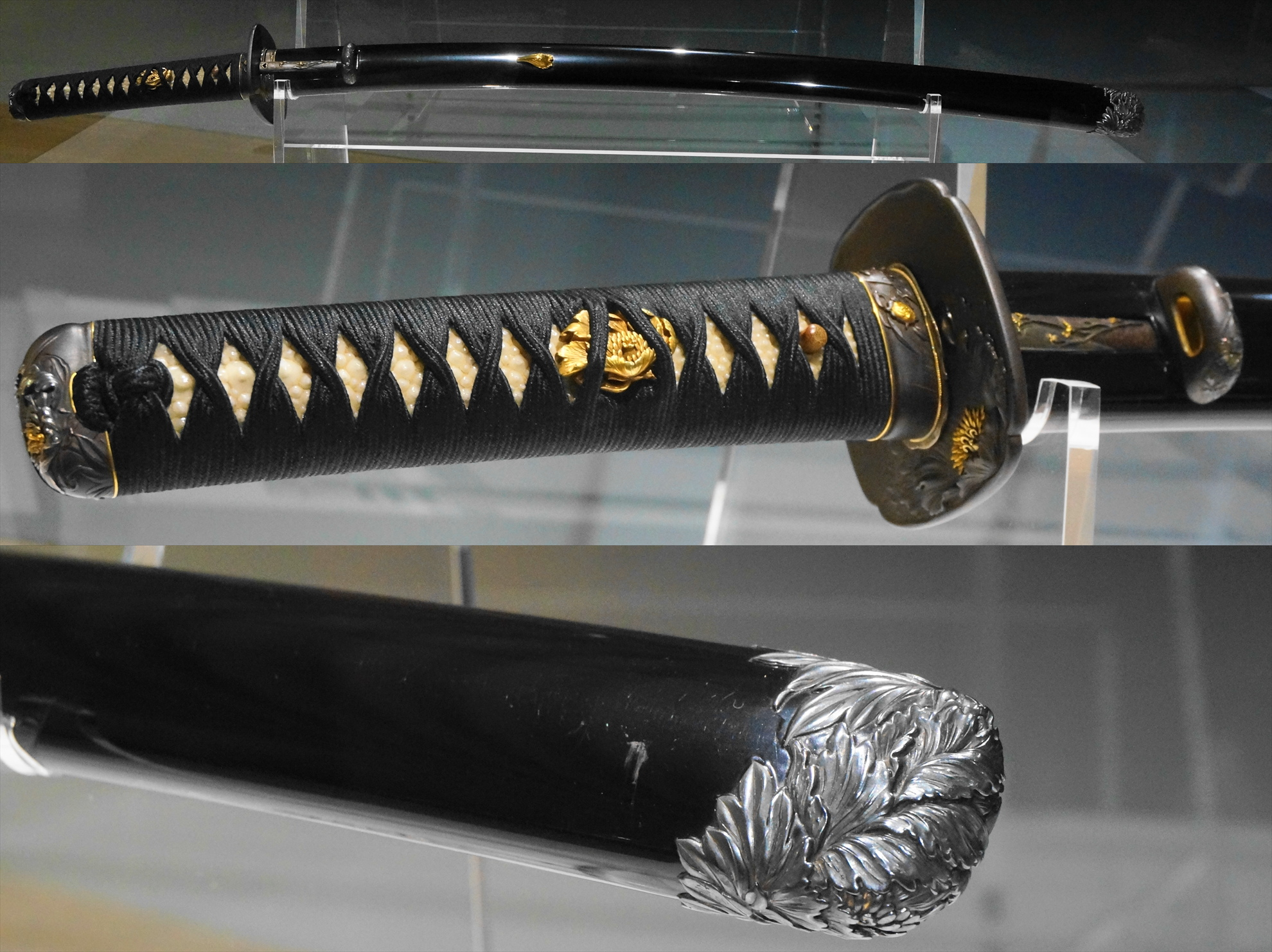
蝋色塗鞘打刀拵/牡丹図鐔/牡丹図揃金具 加納夏雄作、19世紀の江戸か明治時代、ボストン美術館蔵
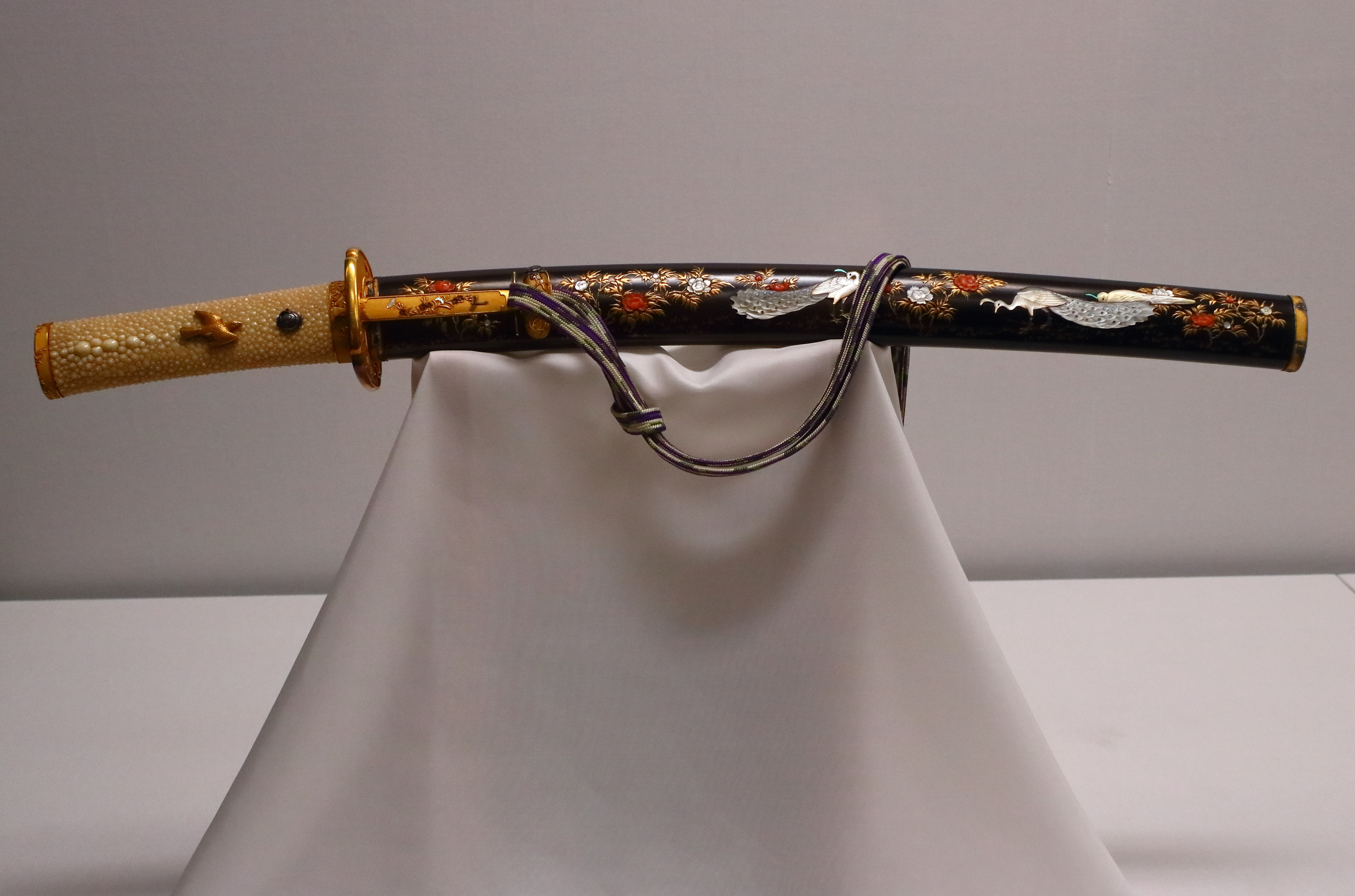
黒壇地花鳥蒔絵螺鈿脇指、刀装金工は後藤一乗作、19世紀の江戸時代、東京国立博物館蔵
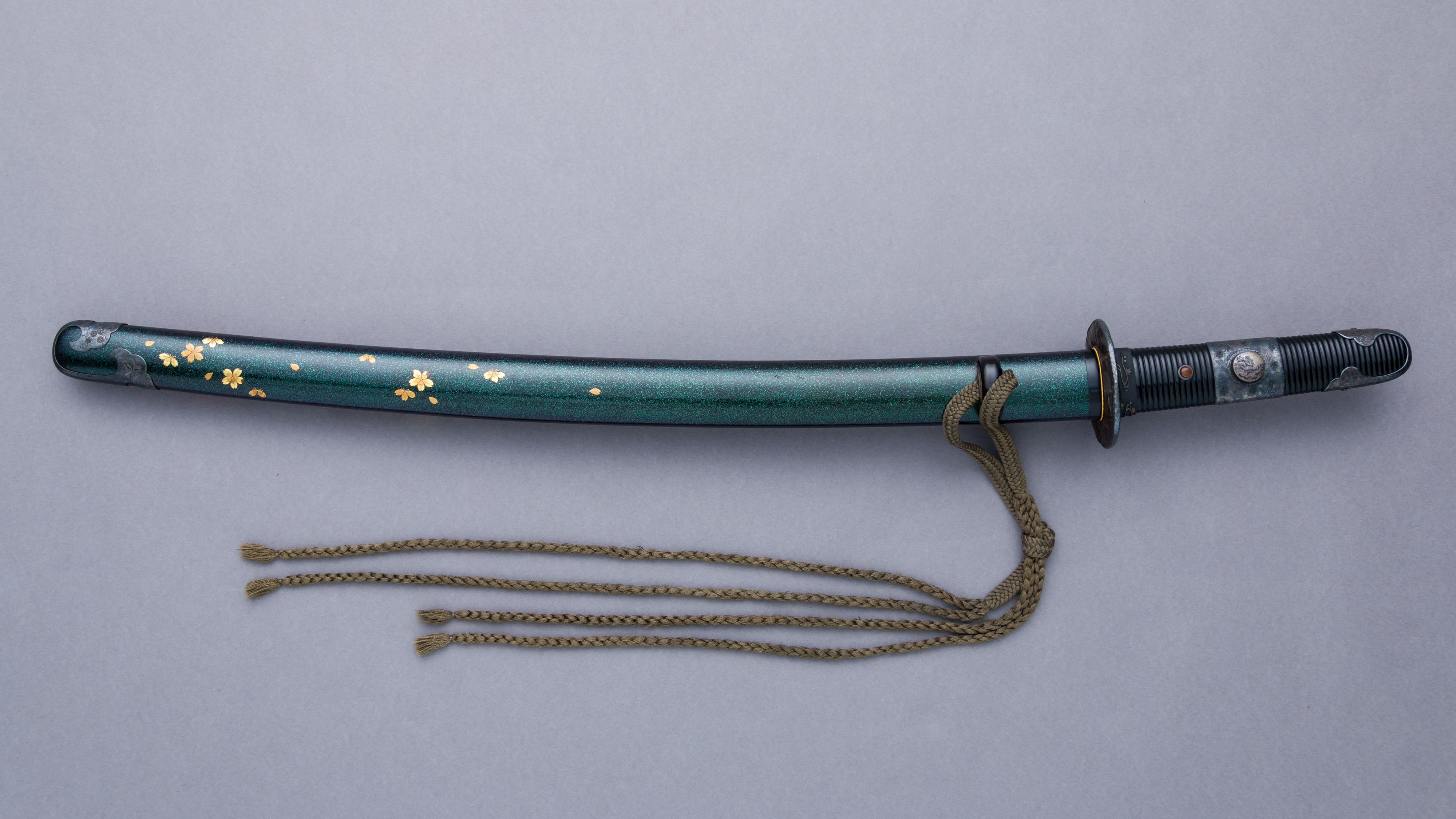
脇差の拵、18世紀から19世紀前半の江戸時代、メトロポリタン美術館蔵
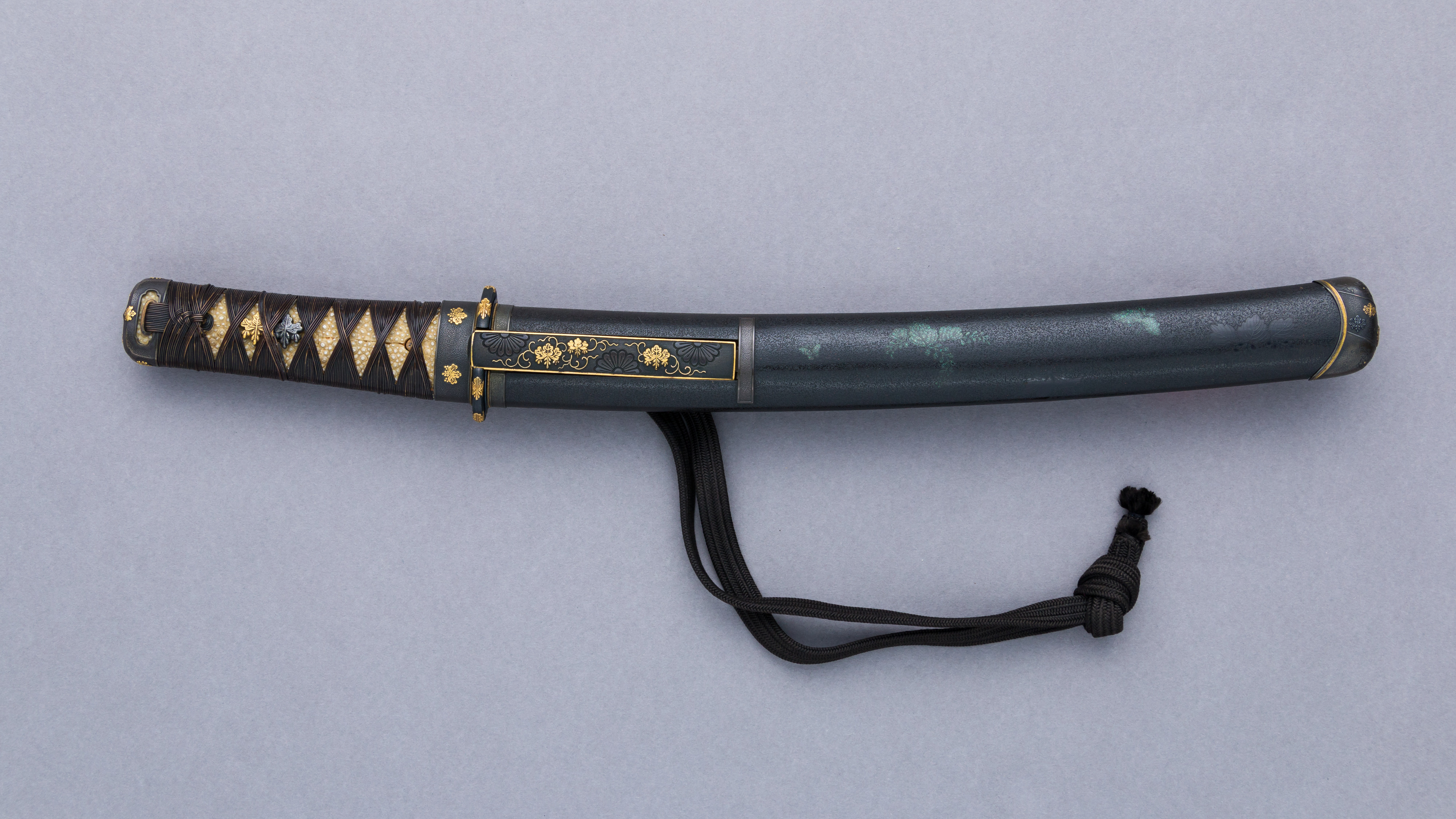
短刀の拵、19世紀の江戸時代か明治時代、 メトロポリタン美術館蔵
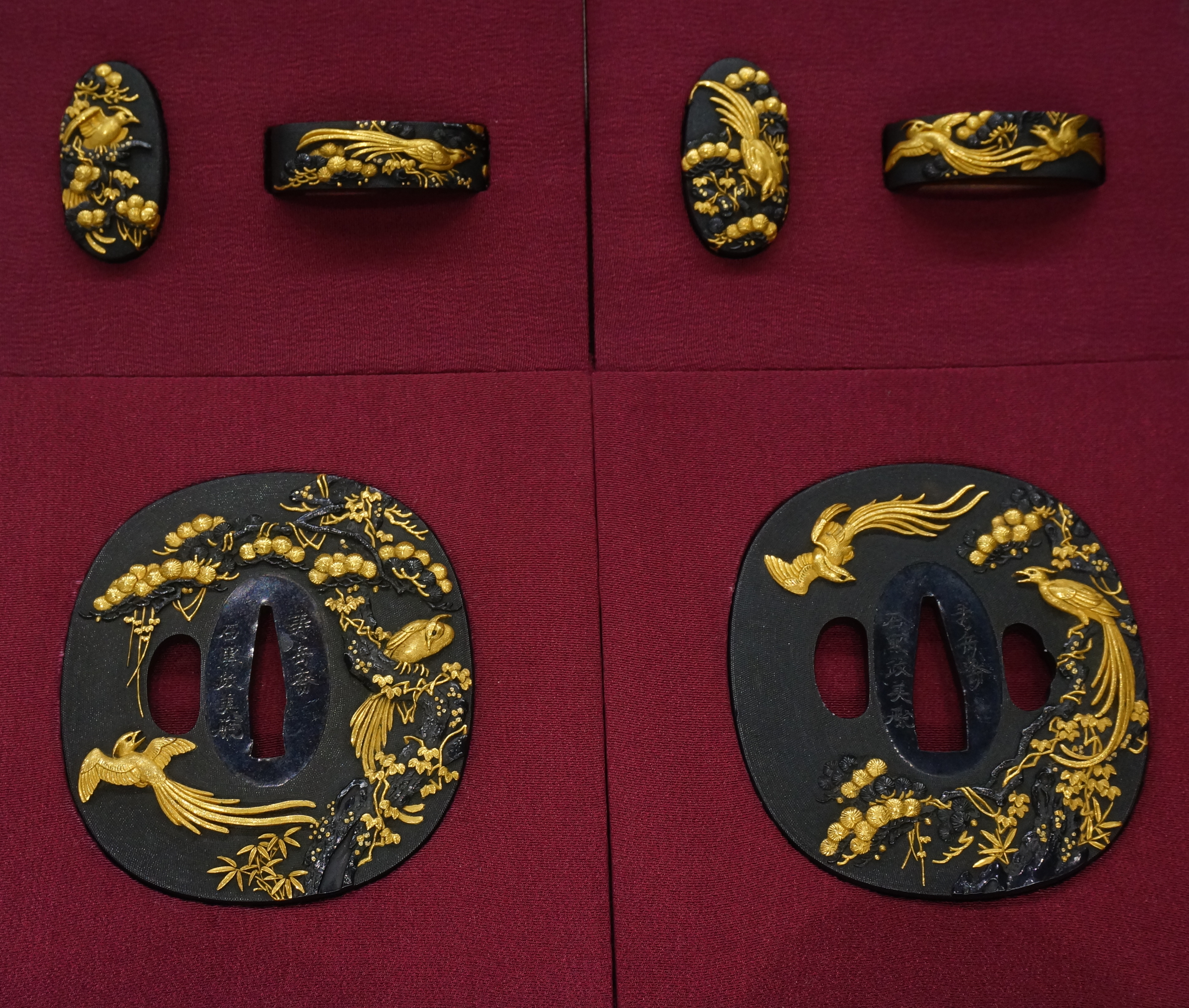
松樹尾長鳥図大小鍔（下）・縁頭（上）、江戸時代後期の石黒政美の作、特別重要刀装具。
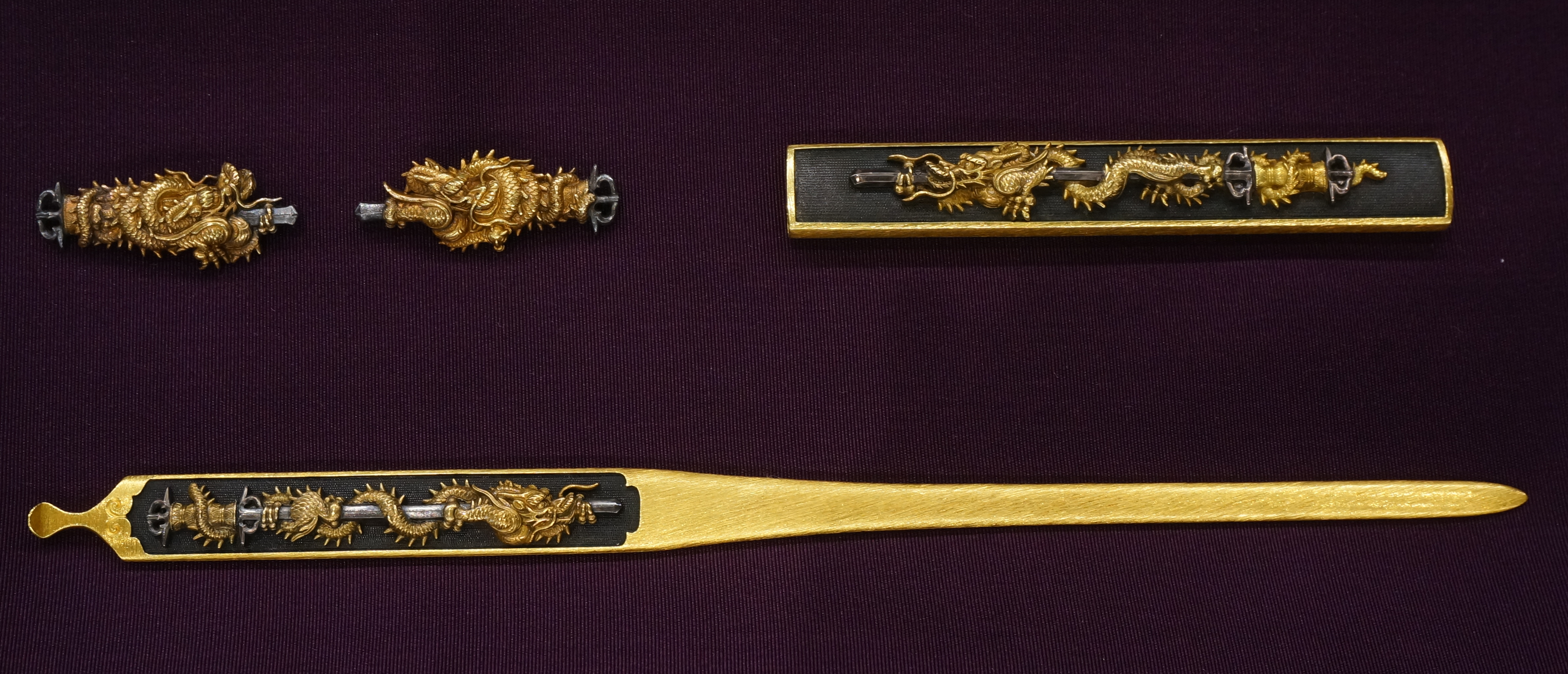
倶利伽羅龍図三所物で小柄（右上）と目貫（左上）と笄（下）。 江戸時代前期の後藤顕乗の作、特別重要刀装具。
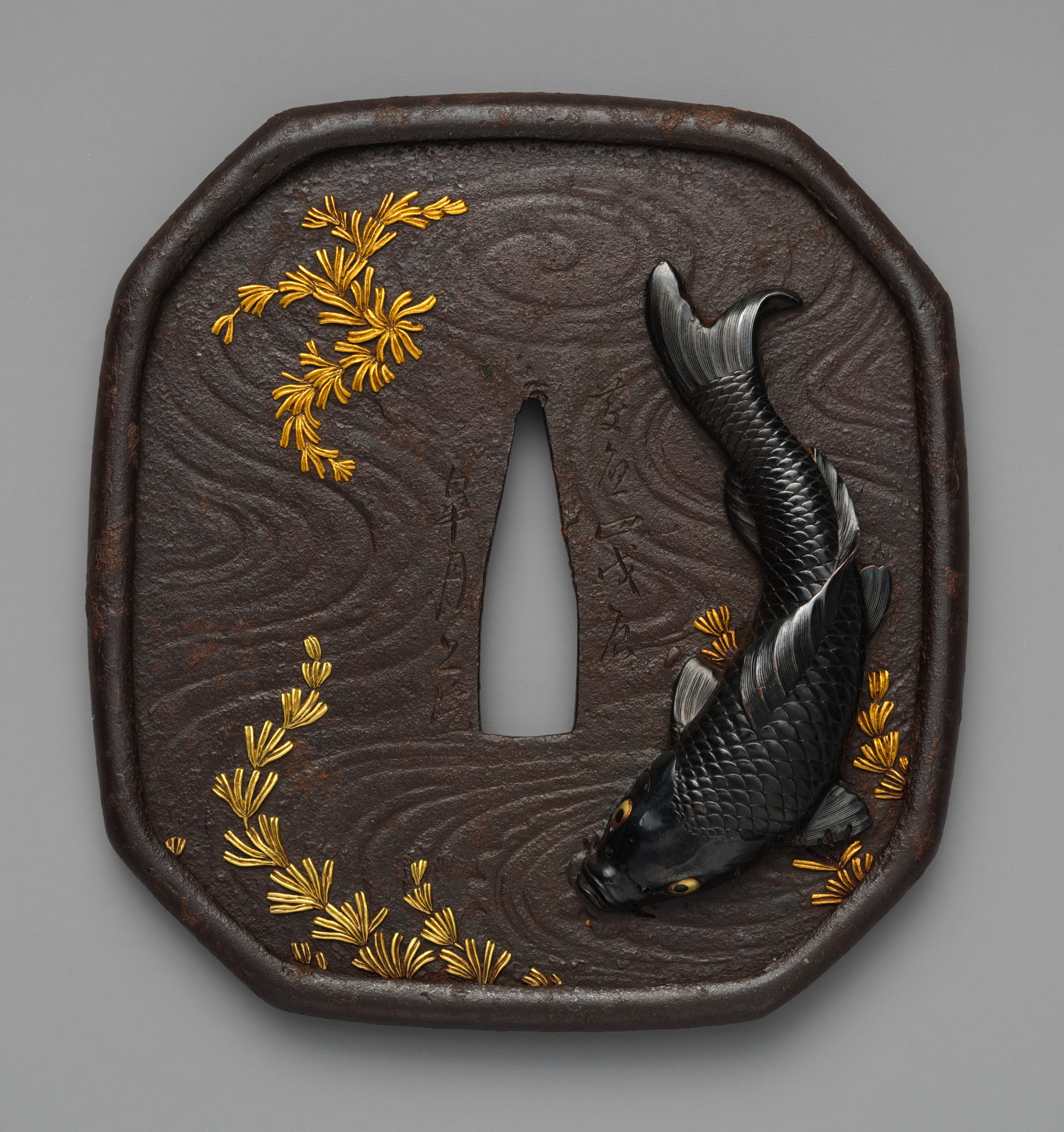
藻鯉図鐔、寛斎作 1868年（寛永4年）、メトロポリタン美術館蔵
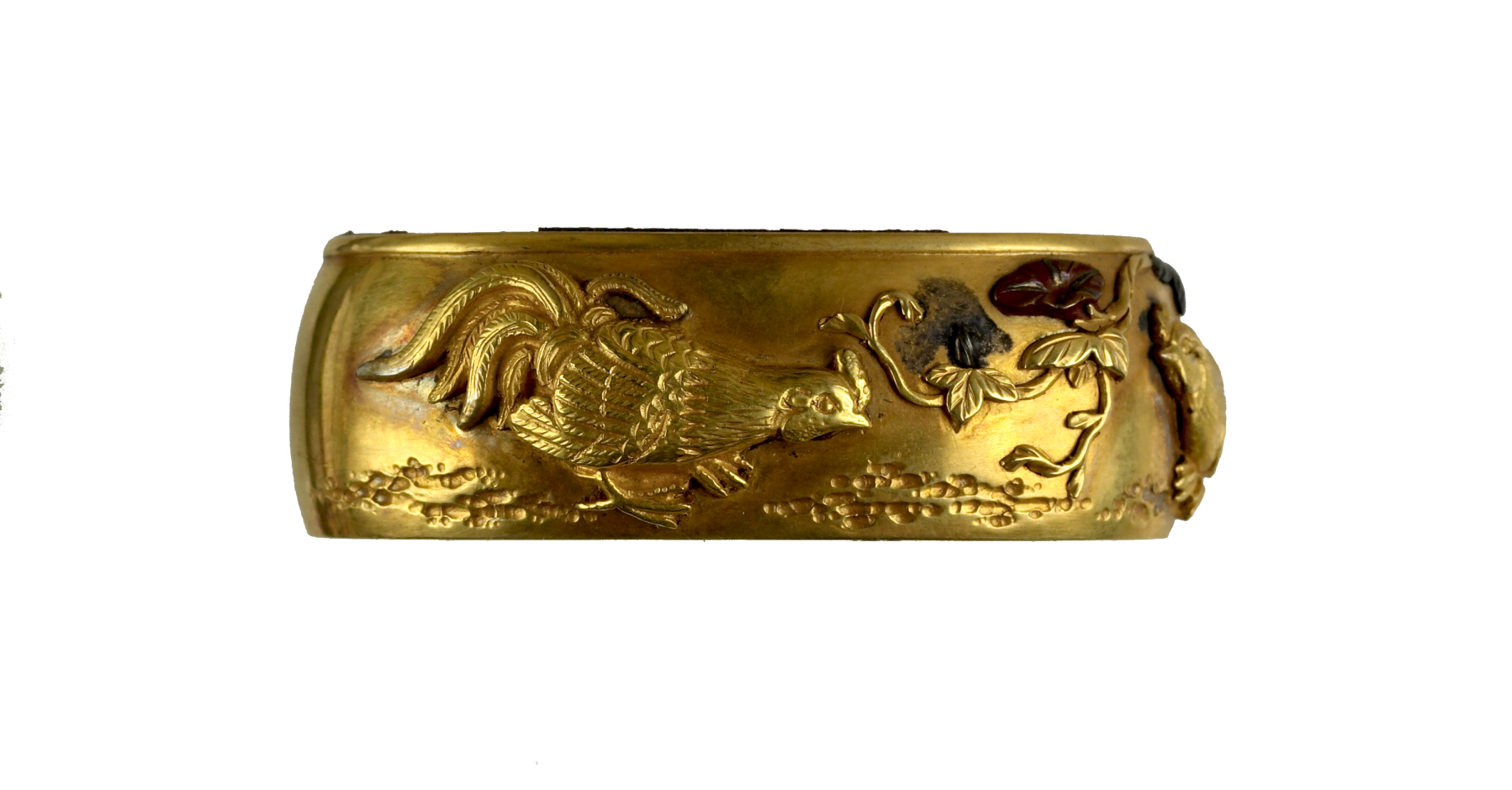
彫金師・高橋清次による縁。鶏と朝顔の細工が施されている。幕末明治期

### 刀身
日本刀の多くは片刃であり、刃のない側は棟（むね）または峰（みね）、また刃と棟の間の膨らんだ部分を鎬（しのぎ）と呼ぶ。鎬地と棟の間には樋（ひ）と呼ばれる溝が両面にそれぞれ1本または2本掘られるものがある。重量軽減しながら極力強度を保つ工夫であるが、実際は鎬地の傷隠しのために後世になってから彫るものが圧倒的に多い。また、鎬を高く棟を卸した作り込みが大和伝の特徴（棟を盗むという）で、これも樋と同じ目的となっている。大和伝以外では、戦国期に長船與三左衛門祐定と和泉守兼定が棟を盗む造りの名人であり、実用刀として珍重された。
刀身のうち柄（つか）に収まる部分を茎（なかご）、茎を柄に固定する棒状のものを目釘、それを通す孔を目釘孔（めくぎあな）と呼ぶ。茎には鋼の平鑢（ひらやすり）を丁寧にかけ（鑢目の種類は後述）、刃区（はまち）、棟区（むねまち）を整える。茎棟には流儀によって丸棟（まるむね）、角棟（かくむね）がある。さらに茎の尻を鑢で仕上げ、最後に目釘孔を設け銘（めい。金属に刻まれた製作者の名）を切る。古来、茎の鑢がけは柄から抜けにくくするためとされたが、江戸時代においては美観と贋物防止が目的となる。

### 鞘

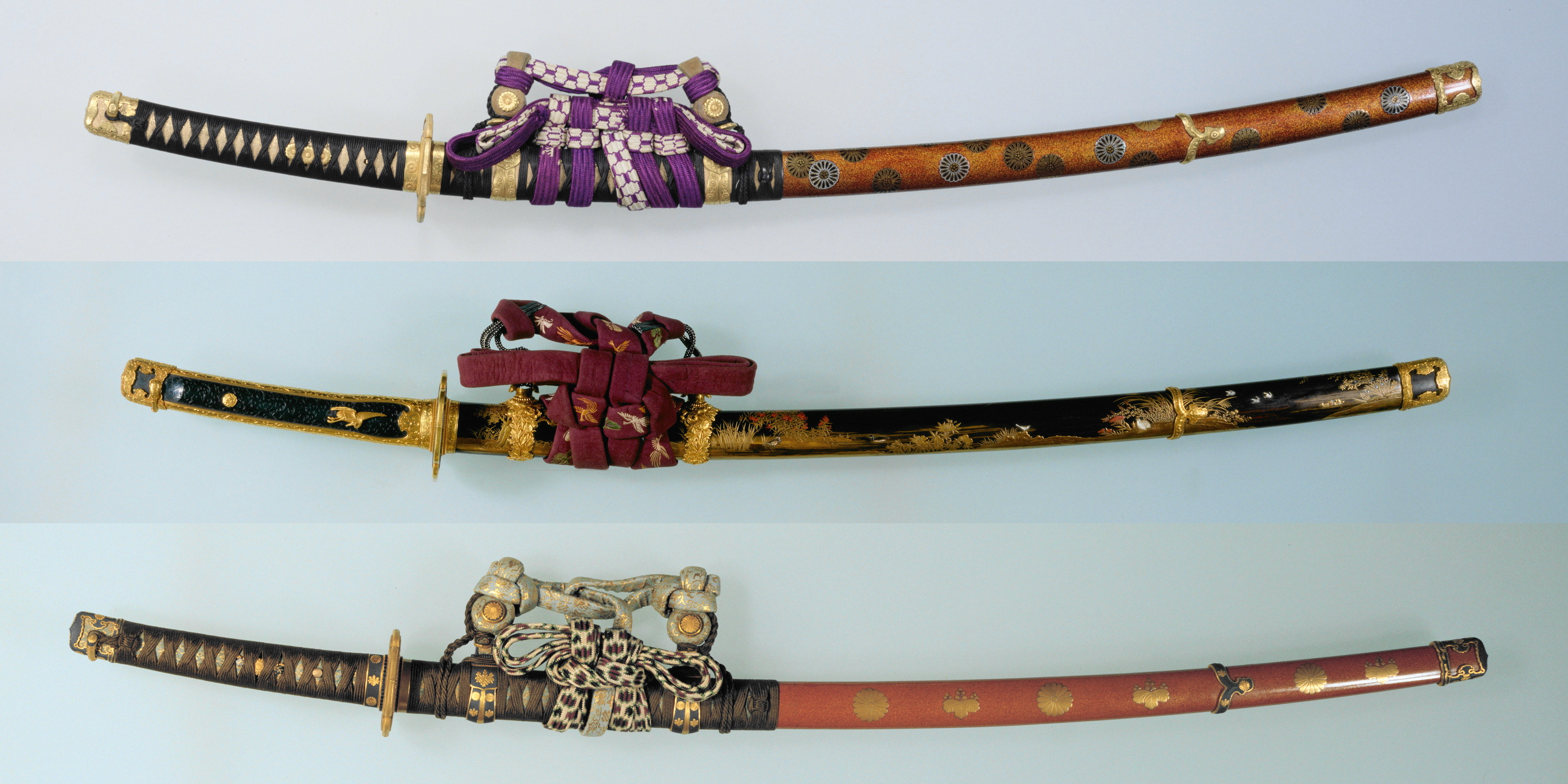
（上）1859年の糸巻太刀拵、（中下）1865年に徳川家茂が朝廷に献上した太刀拵、東京国立博物館蔵

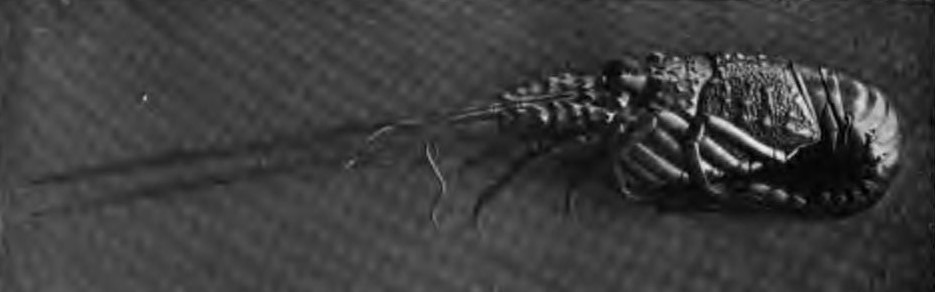
海老の装飾をほどこした小尻

鞘（さや）は、刀身に擦り傷が付かないように軟質な朴（ほお）の木を、加工後の反りを防ぐために10年以上寝かして使う。刀身を差し入れる方を「鯉口」（こいくち）、逆の側を「小尻」または「鐺」（こじり）と呼ぶ。鐺の端には鐺金具と呼ばれる保護具が付くことがある。腰に刀を差したとき、鞘の体に接する側を「差裏」（さしうら）、外に面した側を「差表」（さしおもて）と呼ぶ。差表の腰にくるあたりには角や金属製の「栗形」（くりがた）と呼ばれる装置があり、ここに下緒（さげお）を通して帯からの脱落を防止する。また栗形の鐺よりには「返り角」（かえりづの）、「逆角」（さかづの）、「折金」（おりがね）と呼ばれる突起部品が付けられる場合もあり、刀身を抜く時に鞘ごと抜けないようにこの部分を帯に引っ掛ける。さらに「笄」（こうがい）という、整髪などに使う小さなへら状の装身具を収納するために、主に鞘の鯉口近くの指表に「笄櫃」（こうがいびつ）と呼ばれる溝が設けられることもある。
鞘は塗り加工などが行なわれて完成すると、内部の汚れは容易に除けなくなる。これを避けるために鞘の内部に別の小さな鞘を入れた「入子鞘」（いりこざや）と呼ばれるものがあり、2枚に分割可能な構造をしている。
江戸時代後期になると、朴の木を白木のまま仕上げた、刀身が錆びづらく鞘の中の掃除がしやすい構造となっている、保護保管に適した鞘「白鞘（しらさや）」が生まれた。それにより、拵えは外出用、白鞘は家庭での保管用と、用途による鞘の使い分けが行われるようになった。
親指を鍔にかけて鞘から少し押し出す所作を「鯉口を切る」という。

### 柄

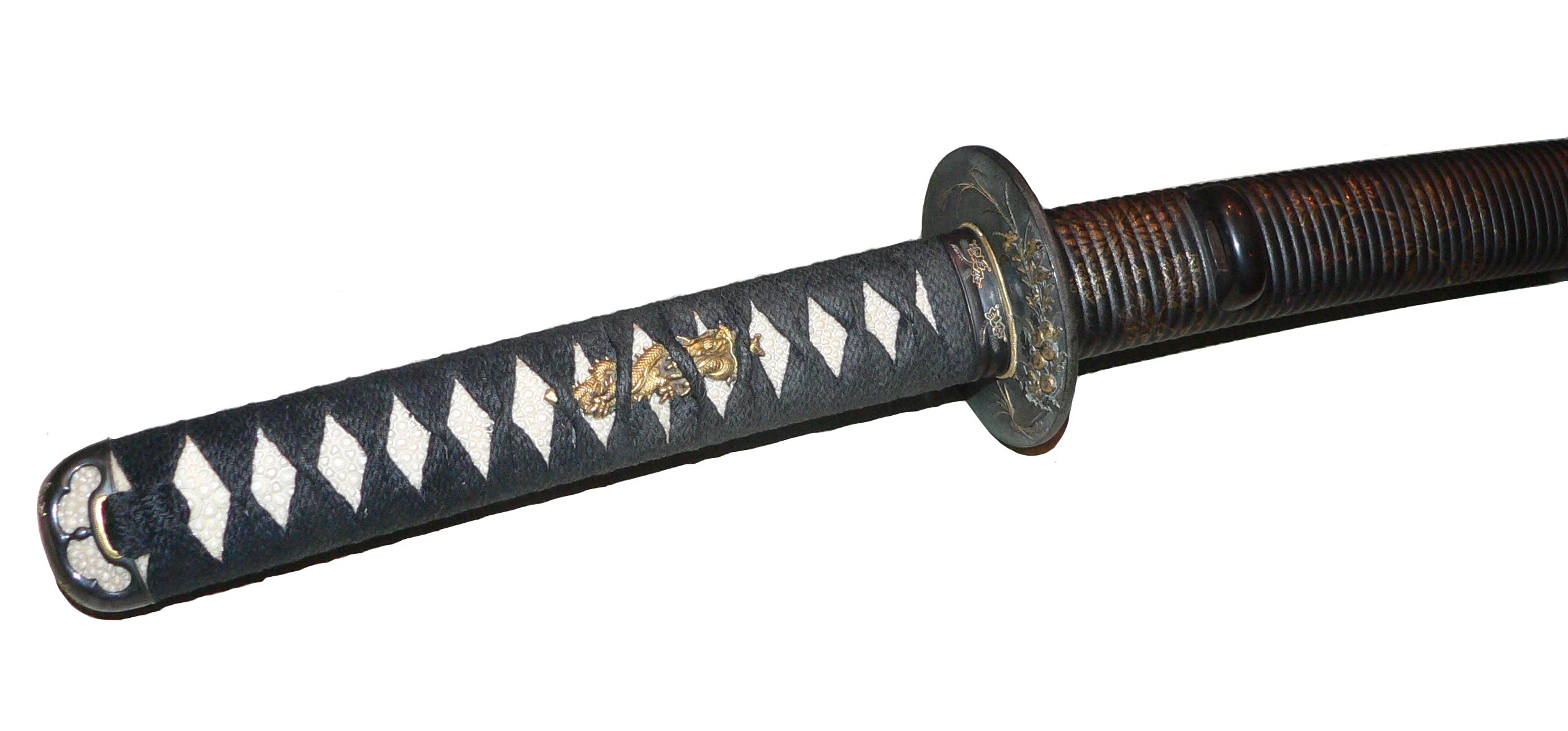
柄

柄（つか）は茎（なかご）を包みこみ、使用者の握りを確かなものにするために重要な役割を持つ部分である。多くは木製 で、その上に鮫皮を張り柄巻きと呼ばれる帯状の紐(黒が一番多い)を巻く。
柄と刀身を貫いて固定するための小片を目釘、通すための穴を目釘孔と呼ぶ。
目釘は平安時代から鎌倉時代までは金属製であり、二種類の目釘を柄の表裏から差し固定するか、片方から目釘を差し込み、目釘の端部に空いた穴に紐を通し、それを結んで固定する方式を取っていた。やがて、南北朝時代を境に徐々に煤竹という燻上した肉厚の竹が用いられるようになったため、目釘は簡素化し、目貫と呼ばれる装飾に分離した。目釘には真竹の根本から三寸ほど上の部分が最適であり、さらに100年以上寝かせたものが最適であると言われている。また、目貫がつけられる。さらに、柄の一番先頭である鐔の後ろの部分が縁、一番手元に来る部分は柄頭と呼ばれ、装飾と実用を兼ねた金属が付けられることも多い。

### 鍔（鐔）

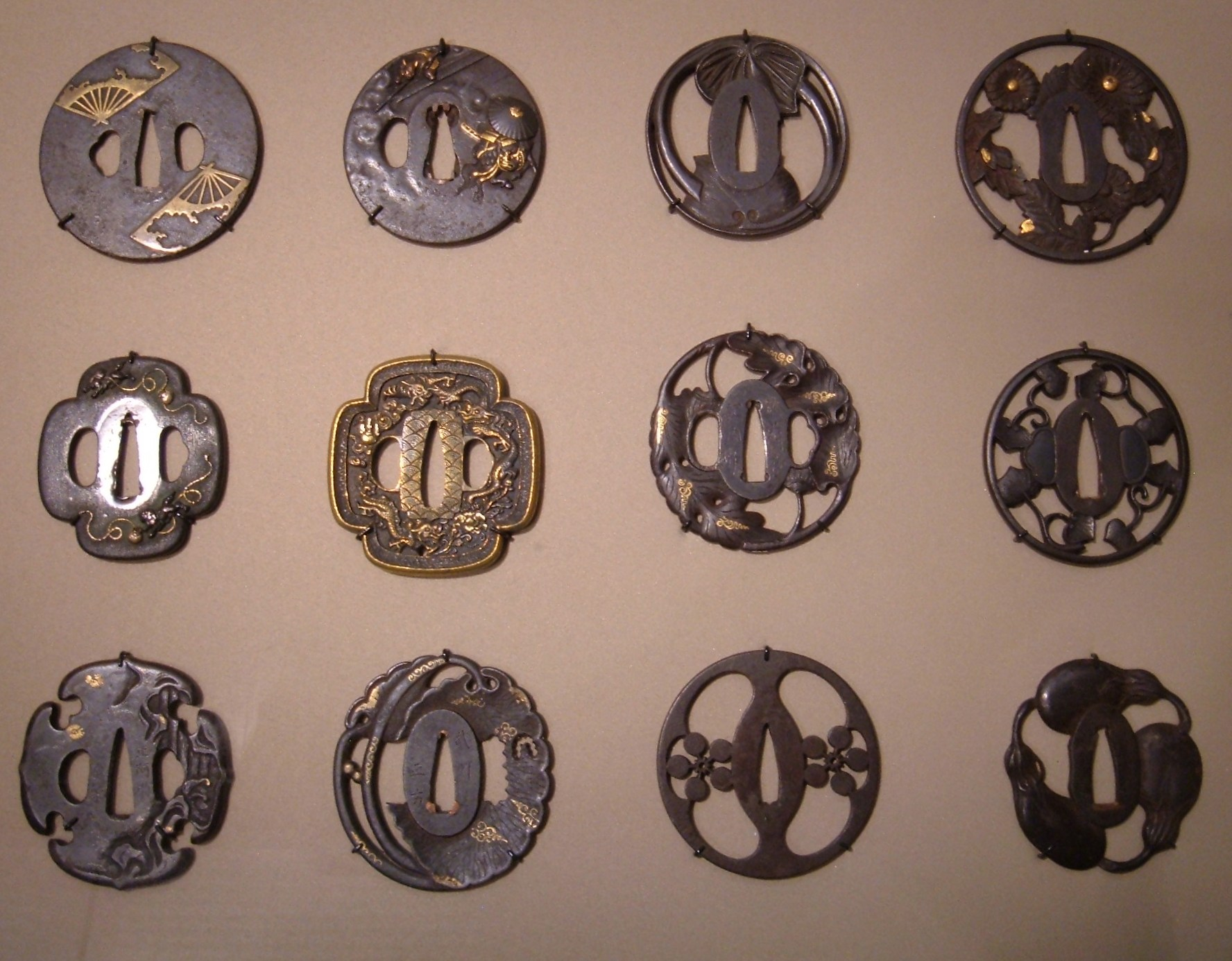
刀の鍔

日本刀は刀身と拵え（こしらえ＝外装品）を別々に分けることができるが、ハバキや切羽（せっぱ＝鍔に添える金具）などで鍔は刀身に固定されている。
尚、刀身を通す中心穴（なかごあな）の他に笄櫃と小柄櫃の二穴が開いているのが大刀の、小柄櫃のみの一穴のみ開いているのが小刀の鍔である。

### 柄袋、鞘覆い、鞘袋、尻鞘
布や革などで作られた刀を鞘ごと納める袋。雨や雪、湿気などから刀が錆びないようにするために用いられる。桜田門外の変の時のように革袋によって即座に抜刀が出来ないというデメリットもある。

## 種類・分類

### 形状による分類

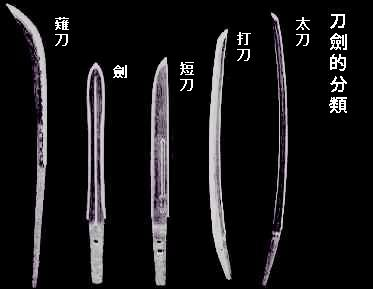
形状による分類

剣（けん、つるぎ）
外国からの影響を受けず日本古来の型もこれ。刀身に反りがなく、切っ先から刃区および棟区まで完全に両刃となっている造りのもの。実用とされていたのは古墳時代の頃までであるが、装飾用もしくは儀礼用、仏教法具としてその後の時代でも作刀されている（数は少ないが現代物も存在する）。また槍の穂（刀身）としても作刀され、実用に供されていた。
なお、現行の銃刀法では「剣」として登録できるものは、日本の刀剣として古来から伝来が確かなもの、もしくは日本で玉鋼を用いて古式に則り作刀されたものに限られており、国外で製作された剣（例えば、中世ヨーロッパ製のブロードソード）は「剣」として登録できず、それらを日本国内で個人が合法的に所持することは基本的に不可能である。
直刀（ちょくとう）
「大刀（たち）」とも呼ばれる反りのない刀身の作りで、奈良時代頃までの「刀」とはこれを指す。平造りもしくは切刃造りが一般的だが、刀身の先端もしくは刀身の半ばまで両刃となっているものも多くある。前述のように刀身には反りがつかないが僅かに内反りとなっているものも存在する。
直刀に対し平安時代から一般的となった刀身に反りのある刀を「彎刀（わんとう、まがりがたな）」と呼ぶ。
小烏丸太刀（こがらすまる たち）
鋒両刃造（きっさきもろはづくり、ほうりょうじんづくり）と呼ばれる刀身の造りで、皇室に伝来した際の逸話から特に「小烏丸作り」と呼ばれる。刃区から物打辺りまで鎬造り（しのぎづくり）であるが、切先から刀身の半ばほどまでが両刃となっている。反りは緩やかで浅い。直刀から彎刀への過渡期の存在と見られ、日本刀の変遷を示す例とされる。
毛抜形太刀（けぬきがた たち）
茎（なかご）が柄（つか）の役割を兼ねている太刀。柄に茎を差し込んで目釘で固定する一般的な日本刀とは違い、茎部分に装飾を施して直接「柄」として用いる。名の由来は、柄に毛抜型の透かしが施されていることによる。直刀から彎刀への過渡期に存在したもので、蝦夷の用いていた蕨手刀の影響を受けていると考えられている。

太刀（たち）
戦国時代頃までの一般的な刀。「打刀」は刃を上にし帯に差して携行するのに対し、太刀は刃を下にして吊るして携行する（これを「佩く（はく）」と呼ぶ）、それに伴い拵（外装）も異なる。また、打刀と比べると刀身の反りが深いものが多い。また、打刀はあまり刀身の幅に変化がないのに対して、太刀は鍔元は太く切先は細いという形状が多く見られる。なお、現代の分類では刃長60cm以上のものを指し、60cm未満のものは「太刀」として造られたものでも「脇差」と呼ぶ。
大太刀（おおだち、おおたち）
長大な刀身を持つ刀。野太刀とも呼ばれる。現代の分類では、刃長が90cm以上のものを指す。腰に差す（佩く）には長すぎるため、背負うか担ぐかして携帯された。通常のように立ち会いで使うものではなく、合戦の際に馬上から下にいる足軽などを叩き斬るために使われ、刃の半ほどまで紐や布を巻いて薙刀のように使う例もあったと伝わる。徒歩での戦いで使うこともあった。また、神社仏閣への奉納用としても用いられた。
小太刀（こだち）
刀身の短い太刀。現代の分類では「脇差」との区別は特にされておらず、刃長30cm以上60cm未満のもので刃を下にして佩く刀剣を指すが、古来は2尺（60.6cm）前後の全長の短い太刀のことをこう呼んだ。「小太刀」という呼称、定義については諸説あり、現在でもはっきりとは定まっていない。
刺刀
鎌倉時代、徒歩の兵士たちの主要武器が薙刀であった頃に、薙刀が使えなくなった時に用いられた刀。役割的には脇差と同じであるが脇差しより反りが少ないか内反りのものである。刺突に重点をおいた小武器で、やがて長くなり打刀へと発展する。また刺殺武器としての刺刀は、反りがなく重ねが厚い（刀身の断面形状が厚い）鎧通しに発展した。
打刀（うちがたな、うちかたな）
室町時代頃から登場した、太刀よりも反りの少ない刀身を持ち、刃を上にし帯に差して携行する刀。江戸時代以降一般的な「刀」となる。現代の日本では、単純に「刀」や「日本刀」と言った場合、打刀を指すことが多い。現代の分類では、切っ先から棟区までの直線で測った長さ（「刃長」）が60cm以上のものを指し、60cm未満のものは「脇差」と呼ぶ。
脇差（わきざし）
刀身の短い打刀、または太刀。現代の分類では、脇差は刃長30cm以上60cm未満のものを指す。江戸時代には長さに応じて大脇差（1尺7寸前後）、中脇差（1尺4寸前後）、小脇差、もしくは喰出し（はみだし）（1尺2寸未満）の言葉があてられた。
短刀（たんとう）
元々は全長1尺 ‐ 1尺2寸（約30cm - 36cm）以下の刀で、現代の分類では、刃長30cm未満のものをいう。「合口」や「匕首（あいくち）」も短刀の別名である。刃長が1尺（約30cm）以上あるが、反りがほとんどなく、鎬のない平造りの刀身形状を持ものは「寸延短刀（すんのびたんとう）」と呼ばれ、現代の分類でも「短刀」に分類されることが多い。
鎧通し（よろいどおし）
身幅が狭く重ねが極端に厚く、寸の短い刃長7寸（約21cm）前後で身幅7分（約2.1cm）前後の短刀で、組討ち時にとっさに抜き鎧の隙間を狙うためのもの。合戦では右腰に指すことから「馬手指し（めてざし）」とも呼ばれる。古来から有名なのが粟田口藤四郎吉光の名物「厚（あつし）藤四郎」（東京国立博物館蔵、国宝）で、重ねは約1.1cm。尾張徳川家伝来徳川美術館収蔵の室町期の平安城長吉の作は重ねが約1.7cm。両者とも刃長は7寸前後だが、茎が長く、4寸前後あり、柄なしでも握りやすい肉置きとなっているのが特徴である。新々刀期に入ると時代情勢を反映してか重ねの厚い短刀が再出現するが、古作の如く、全体の姿が手馴れていないが、源清麿が鍛えた左文字写しの作は同時代を代表する鎧通し造りと言われている。鎧通しは広く知られている割に、重ねの定義も様々で、重ねが3分以上ある短刀ですら遺作が少ない。時代の姿およびその刀工の一般的な作風から逸脱する傾向があるため、刀工鑑定が困難である。また、入念作であるが元来無銘の鎧通しの名品もあり、基本的に一騎討ちを行う侍大将クラスの特注品だったと考えられる。
長巻（ながまき）
ほぼ刀身と同じ長さの柄を持つ大太刀。大太刀の柄を延長して取り回し易くした「中巻き」から発展したもの。長巻と中巻きの違いは、最初から茎を長く作ってあるか、通常の茎の長さの大太刀の柄を延長して長くしたものか、の違い。正倉院の収蔵品に原型らしき長柄武器が残されている。
長巻直し
長巻を基にして刀に造り変えたもの。基となったものをどう造り変えたかにより刃渡り3尺（約90cm）の「大太刀」から2尺（約60cm）以下の「脇差」まで様々なものがあるが、基となった長巻の刀身形状から、先反りから中反りで「鵜の首造り」もしくは「冠落造り」の刀身形状になっているものが多い。また、鎬造りの刀の如く、横手を引き、切先をナルメて帽子を作ってあるのが特徴である。
薙刀（なぎなた）
切ることを主たる攻撃方法とする刀に対して、薙刀は薙ぎ払うことを目的とした武器である。打刀や太刀の様に湾曲した刀身を持つ、長柄の武器。「長刀（ながなた）」とも表記される。
薙刀直し
薙刀を基にして刀に造り変えたもの。薙刀の刀身形状から、先反りで「鵜の首造り」もしくは「菖蒲造り」の刀身形状になっているものが多い。薙刀は刀や太刀に比べると刃渡りが比較的短いため、茎を切り詰めて脇差や短刀に仕立てたものが多い。横手は引かず、帽子は作らない。
長巻や薙刀を造り変えて「刀」としたものではなく、作刀時から長巻直しもしくは薙刀直しであるかのような形状として造られた刀もあり、それらは「長巻直し造り（ながまきなおしつくり）」「薙刀直し造り（なぎなたなおしつくり）」と呼ばれる。これらは新々刀期に見られる。

仕込み刀（しこみがたな）
様々なものに刀身を仕込み、刀であることを偽装した隠し武器。主に杖・煙管・扇子といった日用品などに偽装したものと、他の武器に小さな刀身を仕込み二段構えの武器としたものの2種類がある。
外装を杖に模したものは特に「仕込杖」と呼ばれる。

### 時代による分類
上古刀
通常日本刀の分類に入らない、古刀以前の刀をさす。直刀が主であるが、大刀などにはそりが見られるものがある。
古刀
狭義の日本刀が制作されてから、慶長（1596年 - 1615年）以前の日本刀をさす。室町中期以前は、太刀が主である。
末古刀
室町時代末期、応永以降の概ね戦国時代頃の古刀を、「末古刀」と呼び、区別することがある。「数打ち」の粗製濫造品が多い。
新古境
安土桃山時代 - 江戸時代最初期頃の、古刀から新刀への過渡期をこう呼んで区別することがある。慶長 - 元和の頭文字を取り、「慶元新刀」とも呼ばれる。
新刀
慶長以降の刀をさす。この時期の日本刀は、さらに「慶長新刀」「寛文新刀」「元禄新刀」に分類される。
新々刀
「水心子正秀が提唱した古刀の鍛錬法」を用い制作された刀などの諸説あるが、新刀の内でも明和年間（1764年 - 1772年）以降の日本刀をさす。
幕末刀
新々刀の内でも幕末頃に作成されたもの。
復古刀
江戸時代後期に鎌倉時代などの古名刀を手本として製作されたもの。
現代刀
これも諸説あるが明治9年（1876年）の廃刀令以降に作刀された刀剣をさすことが多い。
昭和刀
主に軍刀向けとして作られた刀をさす。美術刀剣としての日本刀の分類から除外されることが多いが、昭和に製作された刀の全てを指すわけではない。製法は様々であるが、本鍛錬刀でないものは原則的に教育委員会の登録審査に通らず、公安委員会の所持許可が必要となる。しかしながら、必ずしも厳密なものではなく明らかに鍛錬刀とは見られない特殊刀身であっても登録が通っているものや、特例として戦後間もなくは遺品などとして登録証の交付を受けているものも数多くある。

### 刀工流派による分類
大和伝
山城伝
備前伝
相州伝
美濃伝

### 斬れ味による分類
刀剣の大業物（おおわざもの）や業物（わざもの）という表現は、切れ味による分類である。文化12年(1815年)、公儀介錯人の山田浅右衛門が多数の刀を集めて試し斬りを行い、切れ味により刀工ごとに刀を最上大業物、大業物、良業物、業物に分類し、結果を『懐宝剣尺』という書物にまとめて公表した。詳細は刀剣の業物一覧を参照。

### 造り込みの分類

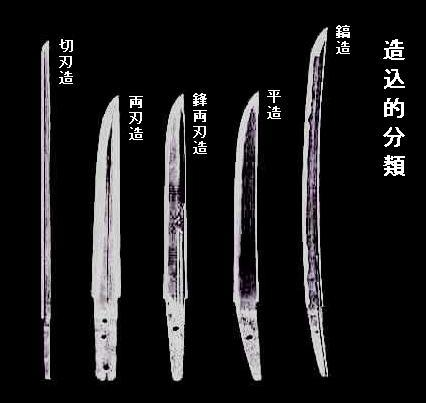
造り込みによる分類

鎬造り（本造り）
ほとんどの日本刀はこの造り込みで作られている。上記の写真もこの造り込みである。切刃造りが進化してできたと思われる。
平造り
短刀や小脇差によくある造り込み。鎬がないもの。古墳時代や奈良時代に作られた反りがない直刀は平造りになっており上古刀と呼ばれる。鎌倉中期の刀工、粟田口国吉の「鳴狐」と号のある打刀が著名である。国宝に指定されている、春日大社の菱作腰刀の刀身は、焼き直しであるが、鎌倉時代をくだらない古作の打刀として知られる。平造りの打刀も室町時代中期から末期の間にごく少数見られる。
片鎬造り
片面が鎬造り、片面が平造りでできている。南北朝期の濃州鍛冶、兼氏の重要文化財指定の刀が遺作として著名である。
切刃造り、片切刃造り
鎬線がより刃先の方にある造り込み。上古刀期から見られる。南北朝期においては、貞宗の作と伝えられている名物の「切刃貞宗」が有名で、同時代前後の刀工に見られる造り（主に短刀）である。以来、慶長年間においては新刀の祖と言われる埋忠明寿を始めとし、特に越前康継の切刃貞宗写しは多数作られている。また、幕末において、各国の刀工に写し物が見られる。
切先双刃造り・鋒双刃造り・切先両刃造り・鋒両刃造り（きっさきもろはづくり）、小烏造り（こからすづくり）
切先に近い部分のみが、剣のように両刃になっているもの。特に、小烏造りは刀身の2分の1以上が両刃になった擬似刀と呼ばれる剣の造りを指す。現存する刀では小烏丸がこの造り込みでできている。新々刀期の刀工、明治期の刀工が写しを作刀している。
菖蒲造り（しょうぶづくり）
鎬造りに横手を取り除いた形の造り込み。形状が菖蒲の葉に酷似しているのが、この名前の由来である。この造り込みは鎌倉時代中期から始まり、主に脇指や短刀に見られるが、室町時代中期から末期の間に備前鍛冶や美濃鍛冶にたまに2尺を越えた打刀が見られる。
鵜の首造り（うのくびづくり）
鋒から少し下だったところから途中まで、棟の側肉が落とされているもの。鵜の首のように細くなっていることが、この名前の由来である。
冠落造り（かんむりおとしづくり）
鋒に向かって棟の側肉が落とされているもの。一般的に薙刀樋を付けたものが多く、短刀によく見られる。
両刃造り（もろはづくり）
鎬を境にして双方に刃が付いており、鋒が上に向いているもの。室町時代中期以後の短刀に見られる。7寸前後の懐刀が多く、まれに両刃造りの長刀も存在するが、両者とも直ぐに廃れた。古刀期では末備前の勝光・宗光兄弟の作が比較的多く現存し、新々刀期においては各地で見られる。
おそらく造り
横手の位置が通常の鎬造りと違い大きく茎の方によっており、鋒が刀身の半分から3分の2を占めているもの。短刀や脇差に見られる。この名称の発端については諸説あり、室町末期の刀工、島田助宗の短刀にこの造りがあり、その刀身に「おそらく」（恐ろしきものという意味）と彫ってあったのでこの名がついたと言う説が主流だが、「恐らく他に存在するまい」という意味である、という説もある。
鋸刃造り（のこばづくり、のこぎりばづくり）
峰の部分が鋸になっているもの。船上で刀として使う他にもやい綱などの船具を切るための道具として用いられたもので、阿波水軍で多く用いられた。阿波国の郷土刀である「海部刀」にはこの鋸刃造りの刀身を持つ脇差や短刀が多くあり、現在でも幾振りが現存している。

### 反りの種類
一般的に時代が降るにつれ、腰から先へ反りの中心が移動していく傾向になっている。
腰反り（こしぞり）
反りの中心が鋒と棟区の中心より下の方に位置するもの。焼き入れの関係上、鎬造りの刀には必ず腰反りがつく。棟側にあたかも倒れるような腰反りは平安時代末期から鎌倉時代初期にかけての太刀に見られる。
中反り（なかぞり）、鳥居反り（とりいぞり）
反りの中心が鋒と棟区のほぼ中心に位置するもので、鳥居の笠木から由来する。鎌倉時代中期頃の山城伝、大和伝に見られる。
先反り（さきぞり）
物打ち付近から切先にかけて反りのついた姿を「先反りがつく」と表現する。室町時代以降の片手打ちの刀、また、五箇伝から外れた刀工の刀に見られる。
内反り（うちぞり）
一般的に棟に向かって反るものだが、その逆で刃に向かって反っているものをいう。鎌倉時代の短刀・正倉院宝物の「刀子（とうす）」に見られる。然しながら短刀の場合、度々の日本刀研磨によって重ねの薄い切先部分のほうから研ぎ減り、内反りになることは知られており、むしろ内反りがつかない短刀程健全と言い得る。
踏ん張り（ふんばり）
厳密には反りではないが、反りを語る上で同時に用いられる表現なので記す。刃区（はまち）、棟区（むねまち）から2寸ほどの間で、刃、棟とも末広がりのような形状をしているもので（鎬地が緩やかに広くなる）、あたかも人が両足で踏ん張って立っている様子に似ていることから「踏ん張り」がある、と表現する。特に棟側の踏ん張りは重要で、研磨の際、損ないやすい。「踏ん張り」は、区送り（まちおくり）、磨上、度重なる研磨で失われるため、「踏ん張り」のある刀は見た目的にも安定感があるだけでなく保存状態が良い。生ぶ茎にのみ見られる。ハバキの収まりも良い。

### 鑢目の種類

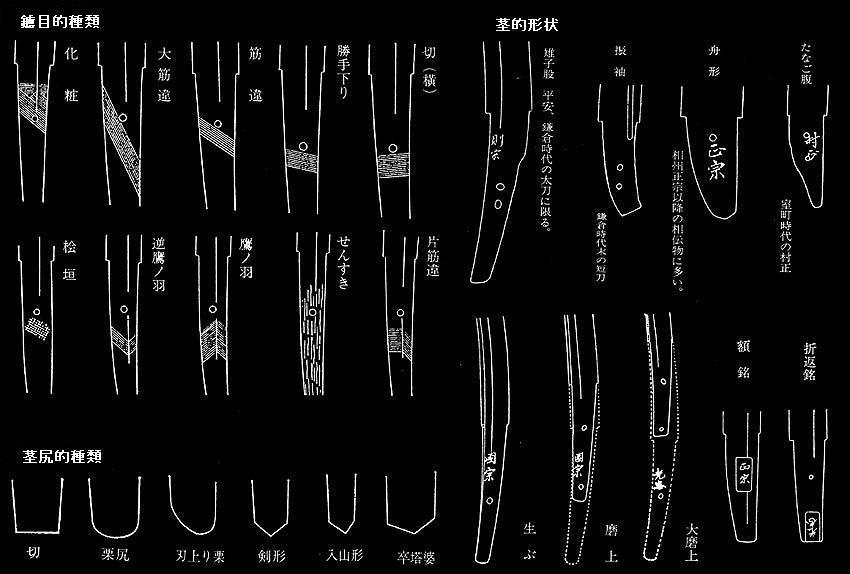
鑢目と茎の形状の種類

鑢目（やすりめ）は柄から刀身を抜けにくくするために施される。国、時代、流派により使われる鑢目が違い、更に当時の鑢は刀工の手作りで一本づつヤスリの目が異なるため、日本刀の鑑定で流派や個人の判別によく用いられる。
- 切り（横、一文字）
- 勝手下り
- 勝手上り
  - 左利きの刀鍛冶に特徴的な鑢目であるため、鑑定では大きなポイントになる。
- 筋違
- 大筋違
- 逆大筋違
- 鷹の羽（羊歯）
- 檜垣
- 化粧鑢
  - 上記各鑢目に組み合わされる装飾である。新刀期の後半以降に見られるため、時代判別の際のポイントになる。
- ならし（鏟）鑢

### 鋩子の種類

鋩子の種類

- 小丸（こまる）
- 小丸上がり
- 小丸下がり
- 一文字返り
- 横手上刃細し
- 大丸（おおまる）
- 焼き詰め
- 掃きかけ
- 乱れ込み
- 丁字乱れ込み
- 地蔵
- 火炎
- 一枚
- 沸崩れ
- 湾れ込み
- 突き上げ

### 切先の種類

切っ先による分類

- かます切先
- 小切先
- 猪首切先
- 中切先
- 大切先

### 地肌による種類
- 杢目肌
  - 大杢目肌
  - 中杢目肌
  - 小杢目肌
- 柾目肌
- 板目肌
  - 大板目肌
  - 小板目肌
- 綾杉肌（月山肌）
- 松皮肌
- 則重肌
- ひじき肌
- 梨子地肌
- 小糠肌
- 縮緬肌
- 無地肌

### 地刃の働きの種類
日本刀の地刃の働きは主に鋼を焼き入れした時に生じるマルテンサイトによって構成される。
沸（にえ）
マルテンサイトの粒子が大きいもの
匂い（におい）
マルテンサイトの粒子が小さいもの
沸と匂いの組み合わせによって以下の様々な働きが現象する。
- 映り（うつり）
- 地景（ちけい）
- 金筋（きんすじ）・金線（きんせん）
- 砂流し（すながし）
- 湯走り（ゆばしり）
- 足（あし）
- 葉（よう）

## 実用的側面

### 日本刀の性能と力学的性質
日本刀は「折れず、曲がらず、よく切れる」といった3つの相反する性質を同時に達成することを追求しながら作刀工程が発達してきたと考えられている。「折れず、曲がらず」は材料工学においての強度と靭性の両立に相当する。両者の均衡を保つことは高度な技術の結果である。また「よく切れる」と「折れず」の両立も難しい。これについては刃先は硬く、芯に向かうと硬さが徐々に下がるいわゆる傾斜機能構造を持つことで圧縮残留応力を刃先に発生させて実現されている。金属の結晶の理論や相変化の理論が解明されていない時代において、刀工たちが連綿と工夫を重ね科学的にも優れた刃物の到達点を示しえたことには、今も関心がもたれている。理論や言語を介さない、見た目の変化、手触り、においなどの情報を多く集積したり伝承したりすることで、ブラックボックス型の工学的知識を実現しているためと考えられている。
日本刀の切れ味については、様々なところで語られる。有名な逸話として、榊原鍵吉の同田貫一門の刀による「天覧兜割り」がある。ただし、この切れ味も最適な角度、刀身の部位で切り込んでこそ発揮できるものである。静止物に刀を振り下ろす場合はともかく、実戦で動き回る相手に対し常に最適の角度で切り込むのは至難の業とされる。
日本刀で物体を効率よく切るためには、できる限り刃先が向いている向きと、切り込む方向を一致させる必要があった。これは「刃筋を通す」とも呼ばれる動作であるが、「刃筋を通す」ことは日本刀特有のものではなく、ヨーロッパの刀剣にもみられる普遍的な技法であり、鉈や手斧などの刃物を扱うために必要な基本的な技術でもある。
しかしながら、平時の喧嘩や乱闘、あるいは決闘や合戦での白兵戦などの実際の戦いにおいては、お互いに動き回っているため、安定して刃筋を通し続けるのは困難であり、とっさの際に誤って平打ちや峰打をしてしまい刀身が破損するリスクがあった。そのため、幕末動乱期や昭和期に行われた刀身の耐久試験では、峰や平（鎬）の部分に、棒や錘で打撃を加える項目が存在した。
日本刀で切り込んだ際に、最も切れ味が大きくなる刀身の部分を「ものうち」と呼ぶことがある。ものうちの位置は刀の長さによって異なり、刃渡りが増せば刀身の根本部分に寄り、刃渡りが短くなれば切っ先に近づいていく。例えば、刃渡り約70cm、反り1.95cm、切っ先長3cmの日本刀の「ものうち」は切っ先から20cmから21cmの位置に存在する。
ものうちは刀で切り込んだ際の衝撃値が最小になる2ヶ所の点の一つであるが、もう一つの点は、区よりの茎の中に存在し、この点に目釘穴を設け、柄を装着してから目釘を差して固定すると、切り込んだ際に発生する目釘への負担を最も減らすことができる。この理想的な目釘穴の位置は日本刀の寸法によって変わる（例えば刃渡り約70cm、反り1.95cm、茎長さ19cm、切っ先長3cmの日本刀に、約24cmの柄を装着した場合、刃区から6.5cmの位置になる）。
日本刀は、鉈や手斧に近い性質を持つ刃物であり、乱暴な扱いに耐えられるよう耐久性が重視され、その刃先も鉈や手斧と同じものであることが好ましかったが、江戸時代頃からは戦乱が終わり、日常的な闘争も減ったため、包丁や鎌のような鋭利な切れ味が求められるようになった。。
日本刀のうち、江戸時代の打刀は、江戸幕府の規制（2尺9寸以上の刀すなわち野太刀は禁止された）と、外出中は本差と脇差をセットにした大小を日常的に帯刀することから、（江戸幕府の）創成期と幕末期を除き、刃渡り2尺3寸（約70cm）程度が定寸である。また、江戸時代には実戦に供する機会がなくなり、試し斬りが多々行われた。刀剣は一般通念よりも軽く作られている。
以下は各地域発祥の刀剣との比較。なお、重量は全て抜き身の状態のもの。
- 打刀（日本）：刃渡り70cm - 80cmの場合 850g - 1400g程度（柄、鍔などを含める、抜き身の状態。刃渡り100cm程のものは、2000g前後）
- サーベル（世界各地）：刃渡り70cm - 100cmの場合 800ｇ-1500ｇ程度（地域によって異なり、この値より上下する場合もある）
- シャスク（東ヨーロッパ）：刃渡り80cm 900g - 1100g程度
- バックソード(西ヨーロッパ) ：刃渡り90cm以下、1200ｇ - 1300ｇ（籠状の鍔も含む）
- ロングソード（西ヨーロッパ） ：刃渡り90cm - 110cm（全長は100cm - 130cm）1300g - 1500ｇ
- 中国剣（中国）：刃渡り70cm - 100cmの場合 900g - 1000g程度 （両手用、刃渡り100cmほどのものは3000g程度以上）

以上は近代まで使われていた物である。日本の刀は、他の刀剣と比べ柄が長く、刃の単位長さ当たりの密度が低いわけではないが、両手で扱う刀剣の中では最も軽量な部類に入る。なお、日本刀は「断ち切る」ことに適した刀剣であり、一般的には切断の際に手前に引く必要性があるといわれているが、これは演劇の影響で広まってしまった誤りである （切断の際の肘を伸ばしそのまま手前に下ろすという一連の動作を行えば自然に引き切りになるため、無理に引いて斬る必要性は薄い）。
日本刀同士の戦闘では、二刀流や甲冑を着用して戦う場合を除いて、基本的には一振りの刀剣で攻撃と防御をこなさなければならず、一度でも受けに回ると防戦一方に陥りやすくなるため、剣術の流派では受け止めるだけの単純な防御が忌避された。相手の刀を防御するときは、「相手の刀の刃先を自身の刀の刃先で直接受け止める」、「峰または鎬で受ける」、「刃と鎬を利用して受け流す」、「受けも受け流しも行わず回避する」などの方法があり、流派や状況によって異なるものの、防御を取りながら攻撃のための動作につなげることは共通している。
日本刀に慣れた人間は、刀身の先端付近にある「ものうち」で切り込み、鍔に近い部分で防御を行うため、刃こぼれなどの破損が、鍔元と先端に集中する傾向がある。
日本刀の握り方は流派や指導者ごとに異なり、「小指薬指を締め、中指は締めず緩めず、人差し指と親指は添えるだけ」という流派もあれば、「すべての指を握りこむべきだ。」とする流派もある。

#### 日本刀の性能に言及されている史料
刀工の成瀬関次は『戦ふ日本刀』（1940年）で日本刀での47人斬り他複数の逸話や伝聞の信憑性を肯定的に述べている。秦によると、鵜野晋太郎という少尉が『ペンの陰謀』に、捕虜10人を並べてたてつづけに首を切り落とした経験を寄稿したという。
怒羅権のメンバーだった汪楠は、自身の持ち金を盗んだヤクザへの報復で組事務所に飾られていた日本刀を用いた際に、相手の二の腕あたりの骨はきれいに切ることは出来たが腱は断ち切れず、続けて同じ刀で首を切ろうとしたが首の骨に阻まれて切断できなかったと証言している。

### 戦史上の日本刀
日本の古代で軍事史料の見いだせるのは弥生前期（紀元前300年 - 紀元前100年頃）の出土兵器からであり、当時は石器・青銅器が主に使用され、青銅製の剣（両刃を剣といい、片刃を刀という）や矛（剣に長柄をつけた刺突・斬撃両用の兵器。穂先が細鋭で刺突専門のものを槍というが、はっきり区別されないものもあるという説がある）・戈などが末期の末頃に出現しており、鉄製品では刀子（小刀）や銛と思われるものが発見されている。
弥生中期（紀元前100年 - 100年頃）になると、前半の出土兵器は依然として青銅製の細鋭な剣や矛・戈などであるが、期の中期より青銅製は少なくなり鉄製の剣や矛が出現するようになる。しかし、当時の倭人の冶金術は未熟だったために、鉄剣は30cm - 40cm程度の長さに過ぎず、護身用程度ではあるが、矛の穂先としては十分な長さであり、そこで主兵器は鉄矛だったと考えられ、青銅からより鋭利な鉄に代わった事はこの時期に世代の交代があったと考えられ、その他に、石や青銅の鏃が出土しており、鏃に鉄製品が出土しないのは、戦で大量に消耗される鏃にまで鉄が向けられず、不要になった青銅や石や骨鏃で間に合わせたと考えられ、弥生中期末には日本刀の前身と考えられる鉄大刀が出現するが、これはおそらく漢よりの輸入品で、豪族などの貴重兵器であり、また、鏃がこの程度では弓矢の力は必ずしも決定的ではなく、この時代の戦は手盾と手矛を持って戦う近接戦闘が主なものだった。漢書・後漢書によれば、西暦0年代頃より約50年の間に倭奴国が倭の代表的国家となり、さらにその後約50年の間に師升が倭人諸国を統一し、その代表者となった。
弥生後期（100年 - 300年頃）になると、出土品に鉄製の長剣や大刀・鏃などが出現し、矛も依然として見られる。これらはおそらく日本列島産で、原料は砂鉄を用い鍛造法で作られ、後期の終わりになるに従い1m程度の大刀が多数国産できるようになったが、これは、製鉄技術が砂鉄の多い山陰や近畿各地に導入されたためであり、大倭王部族の鉄器独占が終わったことを意味するものでもあり、また、広幅の銅矛と銅剣が西日本で乱雑に棄てられた状態で発見されており、銅広矛などは祭儀用または部族の象徴として用いられたとされているので、この廃棄現象は鉄剣・矛の普及に伴うこれらの敗北を示すものである。馬は日本では乗用にならない南方系の小型馬が南九州以前の地に生息していただけで、騎乗の習慣はなかったが、新羅は早くから小柄の馬ながらも乗馬の習慣があり、戦にも若干の騎兵を使用したが、装甲のない軽騎兵のため倭の歩兵も十分に対抗できた。
弥生後期は卑弥呼より壱与に至る時代と比定され、中国における魏と西晋初期に相当し、卑弥呼時代を示す魏志を見て、師升時代と比べると、矛は同じだが鏃に鉄鏃が加わり、矢戦に大きく威力を増している。そこで卑弥呼軍は弓矢を主兵器とし、離れて敵に致命傷を与えて勝敗を決する戦法をとり、それでも敵が退却しない場合には手盾と手矛で接近戦を行うか、あるいは接戦を嫌って退却した。壱与の時代を示す晋書になると、卑弥呼時代に比べ、矛がなくなり、刀となり、鏃も骨がなくなり、鉄だけとなる。鉄の普及に伴い鏃が鉄だけになったのは当然として、問題は近接戦闘の主兵器である矛がなくなり刀が出現した事である。双方の戦意が旺盛で矢戦で勝負がつかず接近戦になった場合は手矛と手盾より、大刀と手盾の方が有利であるために、卑弥呼時代の弓矛軍は壱与の時代になって大刀弓軍に取って代わられたと考えられる。壱与の女王国では卑弥弓呼を追放したが、彼の大和優先の方針は継承し、日本書紀の神武東征に見られる兵器は弓矢・盾・大刀（頭槌大刀）・石槌（石斧）や矛などであり、遠征軍が熊野で高天原より大刀の補給を受けて戦力を回復したとの記事は大刀が最も重要な兵器であった事を示しており、また甲冑使用の記事も見られるので、おそらくは指揮官や突撃兵が、植物や革製の板甲様の物を着用したと考えられるが、防護力も弱く、数も不足し、突撃兵全員には行き渡らなかったであろう。戦闘では木の置盾を並べて掩護とし、その直後に弓兵を置いて矢戦を始め、盾を少しずつ前進させ、矢戦を激しくし、それでも敵が敗走しなければ突撃兵が手盾と大刀で突進した。装甲が発達しないために矢戦の損害が多く、また正面衝突では容易に戦に決着が着かなくなるために、そこで、側背への機動が賞用され、敵を欺く計略や離間手段が盛んに用いられた。
その次の兵器の世代は古墳前期（300年前後）より、古墳中期の中頃・5世紀上代まで続いた。この時代には薄鉄板を革紐で綴った歩兵用の板甲や鉄冑が出土し、これらの使用により、突撃兵の装甲は著しく強化され、片手に盾を持つ必要がなく両手で長柄兵器を使用できるようになり、突撃兵用の4メートル - 5メートル以上もある長槍が、出土品として急激に増加しているのもこのためである。板甲を着ければ腕や脚は自由に動かせても、胴は曲げられず動作の小回りが利かず、威力を発揮するには多人数の集団による外ないために、そこで鉄板甲・冑で装甲し、長槍を構え、槍襖を作って前進する古代ギリシアのファランクスと類似した突撃兵集団が、倭軍の戦闘力の中核になったと考えられている。この板甲・長槍は半島ではほとんど出土せず倭軍独自のものなので、その後の半島での倭軍優位の源泉となった。四世紀末以降板甲の付属品として頸鎧・肩鎧・籠手・草摺なども出現し、突撃兵の装甲はますます強化され、刀剣は更に長大となり、1.2メートルに及ぶものまで国産され、これらの装備をつけた兵士の姿を、初期の武人埴輪により想像する事が出来る。その後、高句麗騎兵に敗れた倭は兵器装備にも大きな影響を受け、古墳中期以降中期末に至る時期にその出土が見られ、すなわち馬具などの乗馬用具および鉄札を革綴して作った騎兵用の小札甲がそれで、馬甲や馬冑すら見られる。馬具はクツバミ・鞍・鐙などの揃った完全なもので、倭では大陸諸国に見られる「鐙なし騎乗」の時代はなかった。ただし、本期の小札甲の出土数は極めて少ない。倭軍に騎兵使用の記事が見えるのは444年の日本書紀が初見で、この時は高句麗騎兵を模した突撃矛騎兵用法だったと考えられるが、しかし、その後、倭では騎兵部隊使用の記事はほとんど見られず、馬は指揮官などの上層部の乗用に多く用いられ、しかも弓騎兵として発達する。これは倭では鏃が改良されて貫徹力を増したため（古事記）、矢が小札甲をも突き抜くので突撃しなくとも矢戦で相手を倒せたことも原因だったろう。200年前に卑弥呼軍が弓を主兵器としたのと同様の現象である。板甲の本期後半に鉄鋲留の堅固なものが出現し、冑も衝角付冑に変わり、後には大陸系の眉庇付冑のものすら見られるに至った。鏃は前期に見られた広幅の矛型で切り裂く力を含めたものから、茎の長い槍の穂先型の貫徹力を重視したものに変化し、前期に見られた刺突専門の長槍は、柄をやや短くした矛に代わったが、おそらく乱戦になった場合に振り回して斬る事も出来る便利さを考えての事だと考えられる。
古墳後期の出土兵器の中で、板甲は全く姿を消し、小札甲が頻繁に出土しており、さらに頸鎧・肩鎧その他が加わり、装甲が強化され、徒歩兵も身体を動かすのに便利なように簡略化された小札甲を着用し、防護の不足を再び、盾で補うようになり、甲は鉄甲より革甲に移った可能性もあり、したがって長矛は姿を消し、主兵器が大刀に代わった。この軍備により、歩兵は置盾などを掩護とし、敵騎兵の突進を強力な矢戦で阻止し、止むを得ず接近戦となったら手盾と大刀で対抗した。小札甲・盾・大刀歩兵方式は乱戦での各兵士の融通性ある身軽な活動を許し、古代ローマ歩兵が長槍方陣方式を廃して、盾（スクトゥム）と剣（グラディウス）での格闘方式を主とする軍団歩兵に移ったのと極めてよく似た経過をたどっている。
奈良時代・平安時代の軍隊は律令兵制が基幹となっている。「農民徴兵より構成された歩兵」を主体とした軍である。一般を歩兵とし、弓射に優れ、騎乗に慣れた者（必然的に平常馬を備えられる富裕・実力者の子弟に限られる）は騎兵隊に入れたが、極めて少数である。兵士は各人ごと一か月分の兵糧を納付し、また各人ごとに負担する兵器装備品は弓1・弓弦袋1・副弦2・征矢50・胡籔（ヤナグイ、矢を入れて負う器）1・大刀1・小刀1・砥石1などである。上記は全て各人負担なので、短期招集の際は政府の負担は極めて少なかった。出動の際はこれらの個人装備の他に、兵士の配置により割り当てられる増加装備品を駄馬で携行したが、盾・矛・甲冑の大部や矢・大刀・弓の予備、さらに作戦間の所要糧食などはあらかじめ基地、たとえば多賀城に集積せねば作戦は開始できなかった。軍団には弩を備え、「隊」ごとに強壮な者2人を選び弩手として専門訓練を受けさせた。弩には機械弩・手弩があった。弓・刀などは一般に私家での保管を認められたが、指揮用具、弩・牟（長さ二丈の矛）・一丈二尺の矛・具装は私人の所有を禁じられた。律令歩兵の最も重点を置いた戦闘方式は弓・弩による遠戦である。これは小札甲の強度が十分でなく、時には綿甲のため、弓・弩の威力が防護力を上回ったためである。しかも当面の敵である蝦夷や隼人は一層、装甲が弱かった。また蝦夷は騎射による機動戦を主体としていたため、刀槍が届く間合いでの戦闘は少なかったと考えられている。
俘囚により騎射の技術が伝わると、武士たちは「弓馬の道」を尊ぶ「騎馬弓兵」の性格が強くなったが、薙刀や太刀など打物も用いられており、騎乗中も刀は必ず装備していた。平安時代には騎射を主体としつつ、太刀で兜を殴ること相手を転倒させ、その隙に組付いて短刀でとどめを刺すための打撃武器であった。また携帯しやすいため補助的な武装（サブウェポン）としても利用されたと考えられている。
『可然物（しかるべきもの）』という室町時代の刀剣一覧がある。これは家臣に報奨として刀剣を下賜する機会が多かった足利義満が、将軍家からの太刀はおそらくその家の重代の家宝にするだろうから、斬れない刀ではあっては差し障りがあるだろう、として宇都宮三河入道に対して特に「切れ味」を基準に「然るべきもの」60工をピックアップさせたものである。このように当時の武士本人は日本刀を儀仗ではなく実用品と見なしており、家宝ですら美術的価値としてではなく武器としての性能が最も重視されていた。

#### 近代以前の戦史における日本刀の役割についての論争

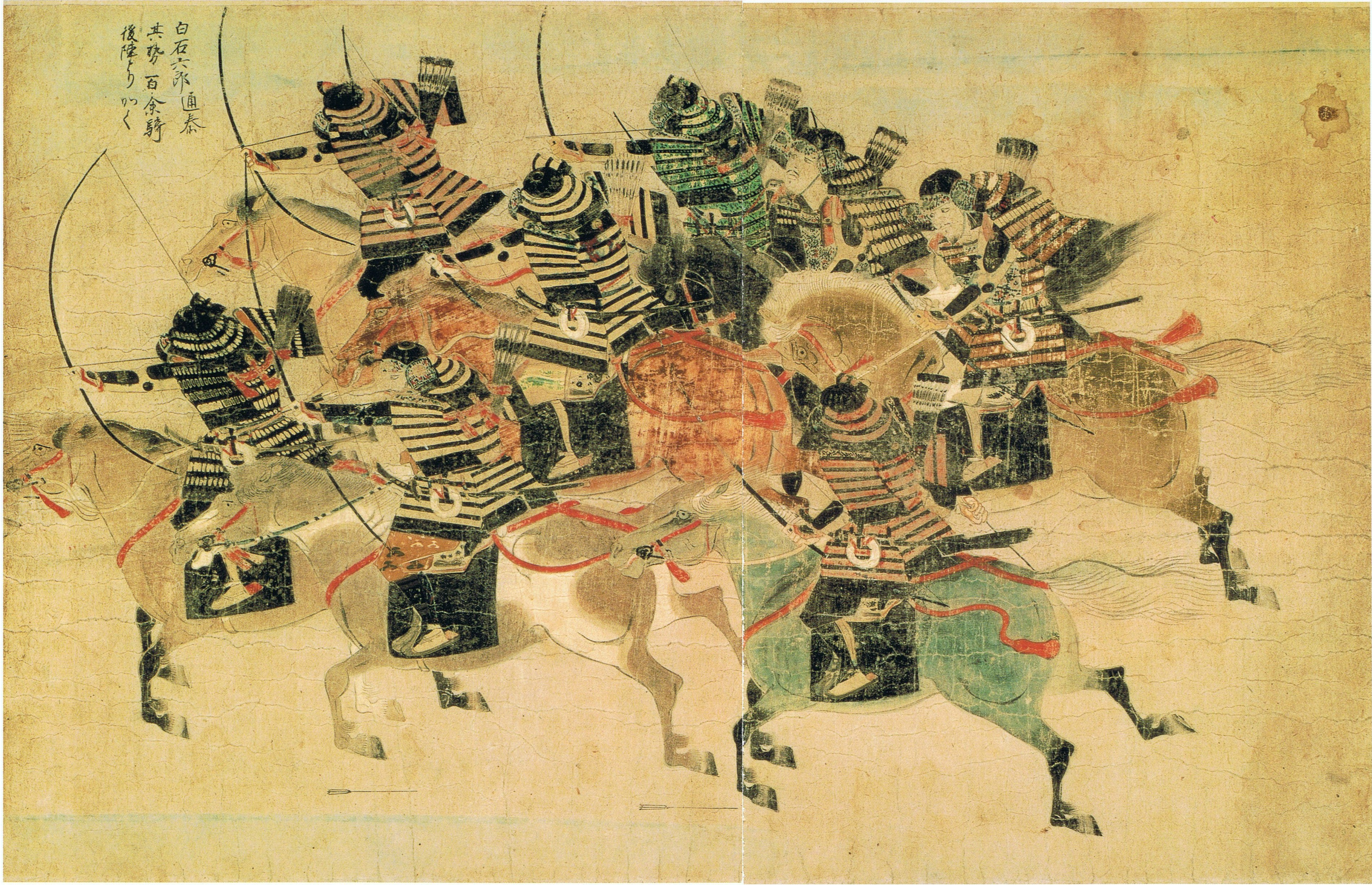
鳥飼潟の戦いにおいて元軍に弓を射る白石通泰の手勢。太刀を携行している。

日本刀が日本史上の戦場でそれほど活躍しなかったと主張する論者がある（山本七平、鈴木眞哉、横山雅始、本郷和人、加来耕三、吉福康郎、牧秀彦）。
鈴木眞哉は、日本刀が普及していた理由は、首を切り落として首級をとるために必要不可欠な道具であったからだと結論づけている。しかし、そのような用途では脇差・短刀の類で十分であり、太刀・打刀のような中型の日本刀が普及した事の説明にならない。山本七平のものは、彼自身が戦時中に軍刀で死体を切ってみた感想に基づいた意見である。また、山本七平が世界中の合戦において槍が主武器であるために刀剣の出番はほとんどなかったのではないかという推測をし、鈴木眞哉が日本刀全般の実用性に疑問を呈しているのに対し、横山雅始はほとんどは戦国時代の日本刀と剣術についてのみ触れ、それ以前の時代についての解説はほぼ省いており、戦国時代の古刀については主力武器ではなく、いざという時の補助的な武器であったが、均衡が取れていることや重量の面で非常に扱いやすく操作性が良いという点は認めている。
日本刀不要物論において彼らが挙げた根拠は以下のもの。
1. 南北朝時代 - 戦国時代における合戦における負傷理由のうち、刀傷は弓矢による傷より圧倒的に割合が低い。とする[140][123]。
2. 鎧や鎖帷子を着用した部位に対する斬撃は威力を減じる[123][124]。
3. 刀身と柄が一体でなく、その接合方法上強い打撃に耐えられない構造上の問題があること[141]。それに比べて、長柄物は柄が木製である特性上刀よりも容易に毀損する。刃の薄いものは力を加える方向によっては容易に変形や毀損を来たし、日本刀の利点である切れ味が失われる。
4. 間合いの長い武器には野太刀や長巻もあるが槍の方が安価だった[142]。高品質の名刀も高価だった。
5. 野太刀は運搬に不便で手入れにも時間がかかった[142]。
6. 南北朝時代における野太刀の流行は後に戦国時代における槍の流行に取って代わられている[142]。南北朝時代の大太刀と大薙刀の流行は20数年間で終わっているという説がある[143]が、大太刀は薙刀、中巻、長巻と共に室町時代まで流行したという説[52]、安土桃山時代に再び流行したという説[47]がある。
7. 日本刀の草創期からすでに武士の主戦術は騎射だったこと[144]。
8. 模擬合戦を実施した際、槍の次の間合いでは脇差や短刀による組討ちの出番となり、打刀は槍が壊れた時に使われ、組討ちになって使う武器としては刀は長さも重量も不適当であり、短刀か脇差程度がちょうど良いと結論づけられた[124]。
9. 模擬合戦において、刀の破損率が高く、刀は合戦上の兵器として強度における問題があるという説。何度か敵の攻撃を払ったり受けたりすると刃こぼれが生じ、ついには折れるか曲がってしまう[124]。
10. 模擬合戦において、刀対槍の勝率が刀が3で槍が7であった[124]。打刀や太刀は接近戦向きで、統制の維持されている集団が広い空間で戦う場合は長柄武器（槍や薙刀など）に対して不利だったこと[123]。
11. 打刀も陣太刀も戦場を走り回ったり、騎乗中の振動で鞘走り（勝手に抜け落ちる）の無いように鯉口を硬くしめてあり、とっさに抜こうとしてもすぐに抜けない[124][124]。
12. 戦国時代の合戦においては、メインウェポンである槍が折れたり痛んだ場合は、武将は刀を持っていても、後方へ下がって一時的撤退をする事を許された[124]。

これに対して、以下の根拠から日本刀は有効な武器であったという反論がなされている（近藤好和、釈迦堂光浩、平山優、松本一夫、樋口隆晴、渡辺誠、東郷隆、森瀬繚、池上良太）。

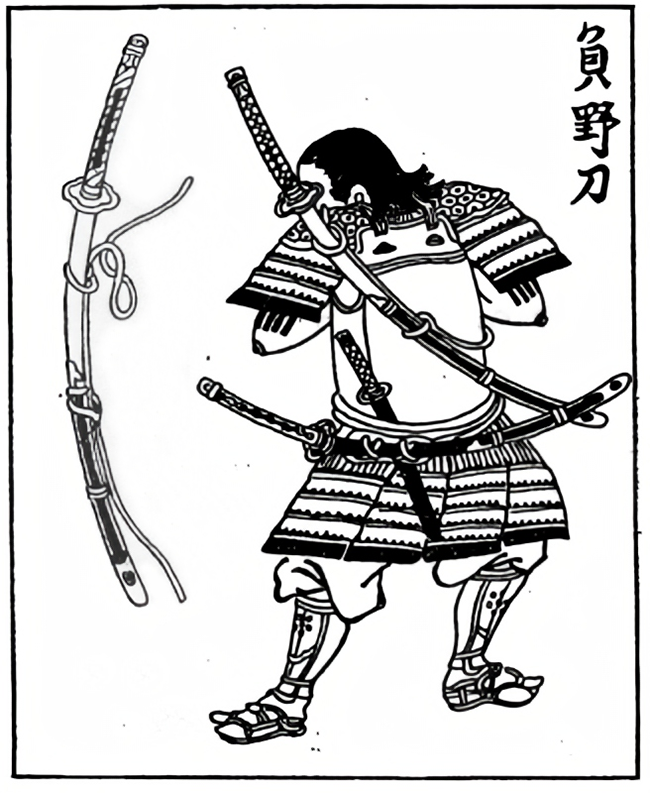
野太刀の背負い方を示した図。太刀と小太刀も携帯することを前提としている。

1. 隊列が乱れた乱戦状態での闘い[47][145][146][147][148]、城内、市街地、屋内といったの閉所での戦闘[149]、および奇襲や夜襲を受けた時や山岳戦[150] など、長柄武器や飛び道具が有効でない状況において「補助兵装」 として特に有効な武器であり、必要不可欠であった。2ｍ程度で室内戦や物見役が使う短槍（手槍）も存在し、こちらも乱戦や閉所での戦闘に有効で[124][151]、城攻めでの室内戦に使われたのは刀ではなく短槍という説もある[150]。しかし刀の活用例は史料に残っており、「信長公記」は1573年9月の伊勢長嶋における一揆鎮圧では、織田信長が偽の降伏勧告で砦から誘き出した一揆勢に銃撃を加えたところ、激怒した70人余りが抜刀突撃で織田軍の包囲を突破した事と伝えており[150]、大坂夏の陣においても、藤堂家弓兵の加藤権右衛門と松宮大蔵が白兵戦に巻き込まれて刀を使った記録が残っている他[150]、島原の乱でも、松倉家の兵が槍の代わりに刀を用いた事が記録されており[150]、刀は短槍の代用品として使われたという説もある[150]。つまり、刀はリーチの長い槍や飛び道具である弓には出来ない役割を担っていた[150]）。
2. 戦国時代以前に開かれた多くの流派では槍、薙刀、太刀、小太刀、体術と各間合いで最適な技法を抱合しており、実戦ではその場で最適な武器を選んで使っていたと推測されている。武道として整理される以前の武術流派では武器術と体術を併用することは珍しいことではなく、新陰流や鹿島新當流などには鎧の隙間に刃を突き刺す技法もあるなど、刃を交わして斬り合うのではなく、突くことも考慮していた。このような流派の刀は切っ先が鋭く、刀身と鍔元は切れ味より頑丈さを重視して作られていた[150]。乱戦状態や室内などの狭い場所では打刀の長さですら長すぎて扱いづらい場合もあり、そういった時は脇差が使われた[146][147]。狭い所では打刀では長過ぎ、だからといって腰刀では短くて使いにくいという場合があった[147]。
3. 刀は驚くほど粗製の物が平然と使われていたこと[152]。打刀は戦国時代の足軽にも携帯が義務づけられていたが、支給品である「御貸刀」はコストカットのため安価な量産品（数打ち）であった[153]。戦闘が大規模化し足軽が多く動員された応仁の乱以降は刀の需要が爆発的に増えたが、足軽への武器の支給については合戦に臨む考え方により違いがあり、戦国時代の北条氏は軍令で「自分が得意とする武器を持参するように」と命じており、武器を所有していない者は、鎌や鍬でも良かったという[154]。一方、上杉謙信は足軽を招集する覚書に、槍や鍬を持参するように命じている[154]。
4. 二度にわたって、日本に遠征したモンゴル軍は日本軍の弓の威力だけではなく、日本刀の威力も見せつけられ、後に日本刀を大量に買い占めたという記録が残っている。鎌倉時代初期には既に海外の刀剣愛好家に認められ、輸出品になっていたとも言われている[154]。
5. 戦国時代の戦闘の主流は槍を使った集団戦で、打刀を使う機会は南北朝時代に比べ減ったと言われるが、「信長公記」を始め、戦国時代の戦いで刀が活躍したことを示す記録が少なからず存在し、「関ヶ原合戦図屏風」にも打刀を持つ兵の姿が多数描かれているので、状況に応じて槍と刀が使い分けられていたと考えられる[153]。ただし関ヶ原合戦図屏風では多くの兵は槍を武器にしており、この時代には槍が主力となったことがうかがえる。
6. 足軽は手足の露出した簡素な鎧（お貸し具足）が多く、雑兵などは鎧なしの者もいるなど、鎧は全身を覆っていない。一式を揃えられる高級武将とは違い、最前線で戦う足軽や雑兵は貧弱な武装と引き換えに身軽に動ける者が多かった[149]。弓や鉄砲を使う者は接近戦の頻度が少ないために甲冑を着ない者も多かった[149]。完全武装した足軽もいたが、ほとんどの者は何も防具を着用しないか陣笠のみの状態であり、大河ドラマのように兵士全員が甲冑を身に着けられるわけではなかった[149]。また、金属部分であっても最適な条件で斬りつけた場合は鎖帷子などでは切断されるし[155]、鎧であっても籠手など装甲の薄い部分なら怯むことになる[149]。日本の甲冑の籠手は西洋の鎧より脆弱で剣撃や鈍器での強い打撃には耐えられないが、軽く動きやすいという特徴があった[149]。中世と近世の戦乱のあった時代の日本刀はあまり切れない[43][144] が、それでも攻撃力は人体を斬り落とすには十分であり、鎧の隙間から刺突するという攻撃方法もある[156]。そして、日本の甲冑は動きやすさを重視しているが手足の防御は薄かった[43]。合戦が日常化するにつれて、防具の改良は行われたが、変化は漸進的なものであり、特に手や脚の防具の改良は効率が悪かった[157]。甲冑を着込んだ者を刀で斬ることは難しく、刀を鈍器として使う他は甲冑の隙間を攻撃することが有効であり、主に喉・脇・股間などを突き刺す、または腕の内側や膝の裏など甲冑のない部分を狙った[149][149]。黒田二十四将の1人、野口一成は左手の籠手で攻撃を受けてから、右手で敵の甲冑の隙間を刺す戦法で多くの武勲を上げているが、このような甲冑を装備しての剣術を介者剣術（甲冑剣術）、平服で行うものを素肌剣術といい、古い流派では両方が現代に伝わっている[149]。しかし、打刀は主に斬る攻撃で使われた[154]。足軽（農民兵）などの雑兵に貸し与えられた刀は「御貸刀」と呼ばれ、打刀が中心だった理由は太刀よりも短く軽量で、実戦でも扱いやすいからである[154]。「御貸刀」は粗悪品が多かったがために、防具で守られていない、手足を狙って斬りつける攻撃が主体であった[154]。刀が最も活躍するのは当然ながら白兵戦であり、刀の主な使い方は「斬る」「突く」「打つ」「払う」で、敵を斬りつけたり、敵の兜や鎧の隙間を切っ先で突いたり、兜の上から頭部を打撃して敵に脳震盪を起こさせたり、敵の槍や刀を払ったり、脇差であれば敵に投げつける用法もある[154]。ただし、剣術の訓練を受けていない足軽には難しい技法もある為に、足軽たちは主に乱戦時や槍が折れた時や敵に組み伏せられた時の護身用、または敵を組み伏せた時に敵の首を取るのを目的として打刀や脇差を使っていた[146][154]。
7. 弓や槍など両手を使う武器を持つ場合、打刀や太刀は腰に差して携帯可能、携帯中に両手が使える、短刀よりは長いという特徴があり、予備の武器として使われたという説がある。騎射を行う騎馬武者にこそ、未使用時に腰に差しておけるサブウェポンとしての太刀が重要であった。また騎射を行わない、槍や薙刀や野太刀などをメインウェポンとする打物武者も、武器が壊れた時に備えて太刀や打刀を携帯していた。
8. 血糊や多少の刃毀れにより切れ味が失われても、殺傷力に大きな影響は生じない。鎧は打撃に若干弱い面があり、南北朝期や戦国期には刀を刃物付き鈍器として扱う戦い方もあったこと（戦乱期の刀には蛤刃といって刀身を分厚くこしらえたものが存在する）[156][157]。太刀が「打物」と呼ばれるのには理由があり、敵を斬ることも不可能ではないが、斬ることよりは打つこと、すなわち打撃武器としての効果の方が重視された[156][157]。
9. 南北朝期のトマス・D・コンランによる調査では矢傷が最も多くとも、刀傷や薙刀傷、鉞傷を含めた切傷が一定の割合で存在する。そして鈴木眞哉の南北朝期の負傷率統計は切傷がコンランの調査より少ないが、統計のデータ数がコンランのものよりも少ない[123][140][157] そして、南北朝期のコンランによる調査では戦場における負傷者と死亡者の数があまり変わらない[157]。さらに南北朝期のコンランの調査によると馬の場合は致死の原因も記載しているが、それによれば、太刀や槍などの白兵戦武器の方が弓矢より死亡率が高いことが明らかであること[157]。さらには南北朝期のコンランの調査によれば武士や馬を射殺すことは非常に難しかったようで、殺傷力が低いため、毒矢や火箭が使われたこともあったこと[157]。そして、南北朝期や戦国期の合戦手負注文や軍忠状といった古文書では矢傷が多いが、あくまでも負傷者の受け身の史料であり、”生存者の負傷原因”はわかっても、おおむね”戦死者の死因”が不明である[158][159][160]。これらの文書類の分析ではコンランによるものでも鈴木によるものでも、いずれも矢傷が最も多いことが指摘されているが、その矢を騎兵と歩兵のどちらが射たのか、さらに同じ騎兵でも馬上から射たのか、徒歩で射たのかといった攻撃側のことがわからないため、戦闘史料として、一見有効なようで、実は公平を欠く不完全な史料である[158]。そして、合戦手負注文(及び討死注文)においては記載される対象は勝った方の士分以上の者のみであり、徴収された雑兵・軍夫は対象外である[157][161]。そして、南北朝期～室町期（戦国期除く）において、矢傷が最も多くとも、それだけで戦闘が決せられるものではなく、戦闘に決を着けるのは、徒歩弓兵の掩護の下に突撃し、積極的に近接戦闘を交える事の出来る、騎射弓兵から「打物騎兵」に変じ、太刀や薙刀や大太刀などをメインウェポンとした武士たちの役割であった[156]。軍忠状などに基づく統計的な数値からの考察は一律的な分析に過ぎず、戦闘の具体像は個々の場合ごとに考えなければならない[162]（負傷率の目安にはなるが[150]）。また、釈迦堂光浩が指摘する様に致死率と負傷率の相関性だけで、武器使用の状況を云々する事は出来ず、致死率が高くなれば負傷率が低くなり、逆に負傷率が高いという事は致死率が低いとも言える。[162] なお、松本一夫はコンランの南北朝期の統計を引用した上で負傷率の割合から見れば弓矢が主流の武器だったとも思われるが、軍忠状や手負注文では負傷率しかわからず、死因が不明であるため即断は出来ず、相手を殺す確率は接近戦で使われる太刀や槍の方が圧倒的に高いと考えるのが常識的で、この時代には槍の使用率が低い事から、太刀が主流の武器だったとも推測出来るが、これもまた断定は出来ないとしている[159]。高橋昌明はトマス・Ｄ・コンランの南北朝期の負傷率統計と矢田俊文の戦国期の負傷率統計を引用した上で刀は接近戦以外では弓に敵わないとし、中世後期に太刀打ち戦が広まった事を認めつつも、南北朝期も戦国期も太刀傷や薙刀傷や槍傷の割合が矢傷よりも圧倒的に少なく、この様なデータが出るのは、矢傷は致死率が低いため「手傷」とカウントされ、太刀などの近接戦闘による負傷は多くが致命傷となり「討死」と一括され、その原因が記載されないという事情の他に、より根本的には近接戦闘自体が想像されているほど多くはなく、南北朝期でも、激戦が続いた元弘・建武年間（1331～1338年）を除いて中心が矢戦だったからであり、弓矢の戦が基本でありながら、打物戦や組討ちなど近接戦闘が無視出来ない比重で起こったのは、武士にとり武功の端的な表現は敵の首を取る事だったからだという鈴木眞哉の指摘が示唆的だとしている[163]。トマス・Ｄ・コンランは負傷率の割合から弓矢が南北朝期に最も有効な武器としつつも、馬上の太刀打ちこそが南北朝時代の特徴であり、騎兵こそが南北朝期に最も有利な軍事組織だったともしており、大太刀と薙刀は当時の槍よりも有効な打物であり、特に大太刀が南北朝期の戦乱において最も有効な打物だったとしている[157]。樋口隆晴は太刀や薙刀や大太刀や大薙刀や長巻や槍や鉞や棒や金砕棒といった日本刀を含む様々な打物が南北朝期～室町期の騎兵のメインウェポンだとしており、その中でも薙刀が最強の白兵戦武器であり、長巻は大太刀の究極の形態とし、矢傷の割合が高くとも、太刀や薙刀などを主武器とする打物騎兵たる武士の突撃こそが戦闘に決を着ける事ができ、降りくる矢の中を突撃し（実際には自軍の弓兵で、敵の弓兵を制圧しなければ突撃は出来ない）、フェイス・トゥ・フェイスの近接戦闘で人を殺せるのは異常な能力や資質を持つ個人を除き、身分制社会の中では、戦いを生業とする武士のみが為せる技であり、確かに、呉座勇一や新井孝重が述べるように、長期にわたる戦争の結果、武士たちの戦意は下がる一方だったが、多くの場合、それは、戦争に参加しない、あるいは参加してもまともに戦わない事で家を守るためであり、逆に言えば、家や面子（武士という稼業を続けるためには重要であった）を守るためには、彼らはやはり容赦なく戦ったと指摘し、また、南北朝期には、少数ではあるがまだまだ存在する騎射騎兵と新しいタイプの「兵科」と言える打物騎兵と強力になった徒歩弓兵とさらに打物歩兵、この様な武器によって異なる戦技と特質を持つ将兵を連携させることが必要になったとし、現代的な視点で見れば「諸兵科協同」で戦うようになっていたと指摘する[156][164]。
10. 「甲陽軍鑑」や「雑兵物語」によれば戦国大名の軍勢同士が会戦に突入した場合はまず双方で弓を射かけ合う「矢戦」が開始されたと記されており、鉄砲が普及し始めると、弓矢よりも射程距離が長い鉄砲を撃ち合う「鉄砲競合」が最初に行われるようになり、互いに距離を詰めながら前進し、やがて弓矢が放たれる事になったとも記録されており、こうした事例は枚挙にいとまがなく、例えば、武田信虎は大永四年（1524年）に、甲斐国猿橋（大月市）で、北条氏綱の軍勢と会戦し、矢戦を行っているが、打物戦を行った形跡はない（「勝山記」「妙法寺記」）が、これは両軍が打物戦に突入するのを断念したか、小競り合い程度に収めたかを意味しており、合戦を矢戦から打物戦へ本格化させるか否かは大将の情勢判断次第だった。[165] 西国でも矢戦から打物戦に移行した事例は見られ、イエズス会士のガスパル・ビレラは（「那蘇会士日本通信」一五五七年十月二十八日（弘治三年十月七日）付、パードレ・ガスパル・ビレラが平戸よりインドおよびヨーロッパの那蘇会のパードレおよびイルマン等に贈りし書簡）「市民は叛逆者が自邸或いは田野において攻撃を受くるを見物す。双方まづ矢を放ち、更に近づきて槍を用ひ、最後に剣を交ふ」と弓から槍、槍から刀（剣）の矢戦から打物戦への変遷を記録している。[165] これは豊後大友宗麟に対し、筑前秋月文種らが叛乱を起こし、成敗された時の模様である。[165] 他にイエズス会士のガスパル・ビレラは1561年8月17日付きの書簡において、二隊に分かれた子供たちが「第一に少年投石し、次に弓及び銃を用い、次に槍、最後に剣を以て」戦う京の祭りについて報告している。これは端午の節句に行われた印地打ち（石合戦）で、実際の合戦を再現した模擬戦だった[153]。
11. 「甲陽軍鑑」や「雑兵物語」は、軍勢相互の距離が詰まると、鉄砲や弓は前線を槍に譲って打物戦に移行すると記す。「雑兵物語」は、敵の間近まで迫ったら、鉄砲や弓は左右に分かれて槍に勝負を譲り、自身は刀を抜いて敵の手足を狙って斬りつけるか、左右に分かれた場所から槍を援護するか（「鑓脇」を固める）、どちらかを行うのが作法だったという。[165] もし左右に散開出来なければ、出来るだけ左に寄って、敵の右側から弓や鉄砲を撃つよう心がけたというが、これは、武器を所持する武士たちにとって、右側はとっさの対応が効かない弱点であったからである。[165] こうして槍・刀（打物）を主体とした打物戦が開始された。[165]
12. 江戸時代の武士は大小一振りの打刀と脇差を差すのが基本となっているが戦国時代の武士は大小それぞれ複数の打刀と脇差を身につけて戦場に臨んだ。敵を何度か斬りつけると刀はすぐ使い物にならなくなり、敵の甲冑に当たれば刀は曲がったり、折れたりすることもあったためである。また、安物の刀の場合は刃こぼれすることも多かった、などの理由があり、予備の刀を使ったり、倒した敵の刀を奪って使ったりと、何本もの刀を使って敵と戦っていた[146]（しかし、刀の切れ味が付着した血や脂で鈍くなるというのはデマである可能性が高く、実験では豚の頭を何度斬って刀身に脂が付着しても切れ味は変わらず、生き身を斬った時の血液の影響については、刀剣界には特に何も伝えられておらず、大問題という訳ではないという事が考えられる[166]）。
13. 古来の武人が矢傷を不名誉とせず、白兵戦武器による傷を不名誉とする場合があったため、白兵戦武器による傷を自己申告しなかったことが考えられる[160]。
14. 出土する希少な甲冑の遺物の中で、それでも太刀傷をとどめた甲冑が発掘されていること[167]。
15. 南北朝期の合戦において最も一般的に使用されていた白兵戦武器は薙刀や槍や鉞ではなく、刀（太刀や大太刀や長巻や打刀）だった[43]。
16. 南北朝期 - 室町期（戦国期除く）においては太刀と大太刀と長巻という日本刀の類が合戦におけるメインウェポンの一つだった[45][62][147][156][160][168]。刀剣は、人類にとって最もポピュラーな「武器」であるが、世界的に見て、一部の例を除き、「兵器」として戦場で主要される事があまりなく[156]、一方、弓矢と同様に狩猟道具から発展した長柄武器は、火器の発達以前には、主要兵器として用いられ、中世の日本における刀剣と長柄武器は太刀と薙刀であり、太刀（というより日本刀）は古代から使用されている中国式の直刀と蝦夷の蕨手刀の影響を受け、平安時代中期に誕生したとされ、武士と共に生まれた武器である。日本刀全ての特徴として、衝撃吸収力はあるが、柄と刀身がガタつきやすいという欠点を持っており、この欠点は、長い日本刀の歴史の中でついぞ改良されなかったが、使用者である武士たちが、それで構わないと考えていた。つまり太刀をはじめ、刀にさほどの頑丈さを期待していなかった。すなわち、戦場において太刀は少なくとも平安期と鎌倉期、戦国期と安土桃山期には主要な存在ではなく、薙刀は、徒歩兵あるいは僧兵の武器として用いられ、斬撃、刺突、打撃、石突きでの打突など多彩な攻撃が可能なほぼ万能の武器と言えるのだが、それ故に相応の訓練が必要であり、振り回して使用するには広いスペースを必要とし、密集隊形では扱いにくく、この2つの「武器」は騎射技術が衰え始めた治承・寿永の内乱で戦場の表舞台に現れ、中世の大変革期であった南北朝の戦乱の中で主要な「兵器」に成長した[156]。「太平記」には、太刀を二振り、あるいは太刀と大太刀を持つという描写が散見されるが、これは太刀も大太刀も長巻も柄がガタつきやすいという日本刀の欠点が解消されておらず、さらに、鎧武者を相手にする以上、刃こぼれや折損を考えての事と考えられる[156]。平安時代と鎌倉時代すなわち中世前期が弓を主体とした戦の時代で、南北朝時代と室町時代すなわち中世後期が刀剣を主体とした戦の時代だった[169][144][170]。ただし、南北朝期は太刀や薙刀といった刀剣が長寸化する打物騎兵の時代であるが、室町期は大太刀や大薙刀がある一方で、相対的にはそれらの刀剣が短寸化し、打物騎兵の戦闘が主体でありながらも、下馬打物が増加し、徒歩戦へと移行していく時代である[50][44]。
17. 南北朝期～室町期（戦国期除く）には大太刀や長巻の攻撃から身を守るため、喉輪、膝鎧、立挙脛当、諸籠手が利用されるようになった[156][160] そして、その時期の甲冑は弓矢の威力向上よりも斬撃武器の攻撃に対応していた[156]。鎌倉時代後半までの星兜は打物による攻撃の衝撃を直接、頭部に与えてしまうため、クッションである浮張を持つ筋兜が南北朝期後半に登場した[156]。南北朝期の内乱において著しく強化された武器は弓矢であり、平安時代末期から鎌倉時代末までは、木を芯にその表に竹を張り付けた外竹弓だったものが、南北朝期には、芯材である木の両面に竹を貼った三枚打弓となり、矢の射程と威力が向上したが、これは衰えつつある武士の表芸である騎射よりも、徒歩での射撃戦に戦闘力の向上をもたらし（騎射は弓を大きく引けないために、三枚打弓の威力をフルに発揮出来ないからでもある）、戦士階級である武士よりも、本来的には近接戦闘を苦手とする非武士階級（人間は一般的に、長期の訓練を受けなければ、至近距離で人を殺す事は難しい）の戦力化に大きく寄与し、多数の非武士階級が徒歩弓兵として戦闘に参加するようになった[171]。戦場では、遠距離から数多くの矢が飛来するという状況を呈し、多数の弓兵により遠距離から放たれる矢は、威力は弱いものの、上方から数限りなく射込まれ、兜はシコロを横に開いたもの（笠ジコロ）が多くなり、また、肩に付けていた杏葉というパーツを胸につけ、更に面頬当（面頬）と喉輪で顔面と喉を守るという変化を促したが、これだけでは歩卒用の胴丸・腹巻の使用が主役になった理由の説明とはならない[171]。胴丸・腹巻は、体にフィットして動きやすく、元来、打物を扱うのに適した甲冑であり、騎射技術が衰え、その代わりに打物による戦闘が出現すれば、そうした打物を使用するのに適した甲冑を使用するのは当然と言え、室町期には、腕を動かしやすい広袖が、ついで室町期後半には裾をつぼめた壺袖が出現し、壺袖は戦国期の当世袖の原型とも言え（ただし、大袖は戦国時代も使用された）、加えて乗馬しての打物使用に備え、大腿部や膝を防護するために、膝鎧（佩楯）や大立挙の脛当も現れた[171]。つまり、南北朝期の鎧の変化とは、徒歩戦への対応ではなく、騎射戦闘に特化した大鎧からの汎用化だったとも言える[171]。
18. 南北朝期の戦乱において、矛や槍は短く、大太刀より折れやすいため、広い円形範囲で敵を「打つ」「突く」「斬る」ことのできる大太刀や薙刀の方が利用価値が高かった[157]。そして、南北朝期の戦乱において、鉞や薙刀といった木の柄の武器は大太刀より折れやすいため、柄が大太刀ほど長くなかった。そのため、最も有効な白兵戦武器が大太刀であったという説が存在する[157]（南北朝期の戦乱において最強の白兵戦武器はリーチが長く、多彩な攻撃を繰り出せる薙刀だったという説も存在する[156]）槍傷の少なさ、槍の短さ、槍より大太刀などが多く使われた事、戦で大太刀という長剣を用いた事は南北朝期の歩兵が密集隊形を組んでいなかった事や南北朝期の合戦が基本的に集団的でなかった事を示している[43][157]。また、薙刀は恐るべき威力を持った長柄の刀剣であり、縦横無尽な多彩な攻撃ができ、単独使用でも複数の相手に対応が可能で、十分な効果を期待できる武器であるが、周囲に空間が必要な個人戦用の武器である。一方で矛は攻撃の方向が前方に限定され、攻撃の幅が狭くなり、単独使用では複数の相手には対応しにくいが、組織化された集団戦で運用してこそ効果が発揮できる組織戦用の武器といえる[162]。薙刀が戦国以前の平安、鎌倉、南北朝、室町の中世の戦闘で必要とされた最大の理由は、当時の戦闘が騎兵、歩兵共に個人の力量による戦闘が個人戦主体だったからである。これに対し、律令軍制は中央集権制のもとで組織的な集団歩兵制を柱としており、その目指した戦闘が統率のとれた組織戦であったとすれば矛の攻撃の幅の狭さは、組織の使用で補われ、むしろ攻撃の幅の狭さが組織戦に適しており、薙刀の様な武器は、組織戦において、動きが制約されて、かえってその効果が半減されるため、律令軍制では必要なかった[162]。この点では、分国単位の集権体制を背景とした戦国期後半以降の組織戦において槍が隆盛したのも同様の理由であり、両手でしごく槍の方が、片手もしくは両手で固定して使用する矛よりも攻撃の幅は広くなるにしても、「鑓衾」と呼ばれる密集陣形などでより大きな効果が期待できる武器と言える[162]。鎌倉末期以降は、薙刀が馬上でも使用される様になったが、いずれにしろ、統率のとれた組織戦を行うには、その背後に強力な集権体制が必要であり、そうした組織戦に適した武器が古代の矛であり、近世の槍であり、これに対し、強力な集権体制のない中世は、統率のとれた組織戦が行いにくい時代といえ、治承・寿永期や南北朝期の様な内乱期には、それぞれ戦闘要員の増加があり、特に南北朝期には、集団的な戦闘も行われており、時代の下降と共に集団線的な要素が加わってくるのは確かである[162]。だからこそ、南北朝期に槍が発生したともいえるのだが、しかしそれは、集団戦ではあっても、統率のとれた組織戦とは言い難いものであり、統率のとれた組織戦の出現（再現）は、戦国後半期まで待たねばならず、それ以前の中世の戦闘は、やはり相対的に組織力の弱い、個人本位の個人戦・単独戦が主体だったといえ、だからこそ、多彩な攻撃が可能な薙刀の様な武器が使用されたのであり、かつ必要だったのである[162]。
19. 大太刀と大薙刀の流行は南北朝時代の20数年間で終わったとされている[143]が、大太刀は薙刀、長巻、中巻と共に室町時代にも流行したという説[52]、安土桃山時代にも流行した[47]という説が存在する。
20. 日本刀の中でも長巻は南北朝時代と室町時代と戦国時代と安土桃山時代に特に盛んに利用された[43][47][62][149]。長巻は大太刀の究極の形態だという説も存在する[156]。
21. 戦国時代においては、刀は海外での戦において最も有効活用された。豊臣秀吉が朝鮮半島に攻め入った文禄・慶長の役では、南原城の戦い、蔚山城の戦いで、明の騎馬兵が日本刀で撃退された話が多数残っている。[150] 明・朝鮮軍は日本兵の装備する日本刀に苦しんだ。文禄の役で日本軍が勝利した碧蹄館の戦いに関して、朝鮮王朝実録には「天兵(中国兵)短劍、騎馬, 無火器, 路險泥深, 不能馳騁, 賊(日本軍)奮長刀, 左右突鬪, 鋒銳無敵。」とある。[172] 当時の朝鮮の宰相である柳成龍が著述した懲毖録には、「「李如松提督が率いていたのは皆北方の騎兵で火器を持たず只切れ味の悪い短剣を持っていただけだった。一方賊（日本軍）は歩兵でその刀剣はみな3尺、4尺の切れ味無比のものだったから、衝突激闘してもその長刀を振り回して斬りつけられるので人も馬も皆倒れ敢えて立ち向かうものはなかった。提督は後続軍を呼び寄せたが、その到着以前に先軍は既に敗れ死傷者が甚だ多かった。日暮れに提督は坡州に戻った。その敗北を隠してはいたものの、気力を沮喪すること甚だしく、夜には親しく信頼していた家丁の戦死を痛哭した。」とある。臨津江における朝鮮軍の敗北に関しては「（朝鮮の）軍士たちは敗走して川岸に来たものの渡ることができず、岩の上から川に身を投じたが、それはさながら風に乱れ散る木の葉のようであった。まだ川に身を投じていなかった者には、賊（日本軍）が後ろから長刀を奮って切りかかったが、みな這いつくばって刃を受け、敢えて抵抗する者もなかった。」とある。竜仁における日本軍と朝鮮軍との接触について述べた記事には「日が暮れ、賊は、光彦らの緊張がややゆるんだのを見て、白刃をきらめかせ大声をあげて突進してきた。あわてて馬を索して逃げようとしたが間に合わず、みな賊に殺されてしまった。諸軍はこれを聞いて恐れおののいた。（中略）翌日、賊はわが軍が怯えきっているのを察知し、数人が刃を揮って勇を誇示しながら突進して来た。三道の軍はこれを見て総潰れになり、その声は山崩れのようであった。打ち棄てられた無数の軍事資材や器械が路を塞いで、人が歩行できぬほどであった。」とある。他に「わが軍（朝鮮軍）は、賊がまだ山の下にいると思っていたのに、突然一発の砲声が響き、四方面から大声で呼ばわりながらとび出してくるのがみな賊兵（日本兵）であったので、仰天して総崩れとなった。将士たちは、賊のいない処に向けて奔走したところ、ことごとく泥沢の中に落ち込んでしまった。賊が追いついて、まるで草を刈るように斬り倒し、死者は数しれなかった。」という記述もある。日本軍が南原城を陥落させたときの日本・明間の交戦に係わる記事では「日本兵は、城外にあって二重、三重にとり囲み、それぞれ要路を守り、長刀を奮って、やたらと切りつけた。明国軍は、首を垂れて刃を受けるのみであった。」とある。朝鮮軍の防具に関しても懲毖録には「賊（日本軍）は槍や刀を巧みに用いるが、我々朝鮮軍にはこれを防御することの出来る堅甲が無いために対抗できないでいるのです。」とある。また、朝鮮王朝実録によれば、朝鮮軍は、朝鮮側に投降した日本兵（降倭）から、日本式の剣術を学んだという。ルイス・フロイスの著した「日本史』には「朝鮮人は頭上に振り騎される日本人の太刀の威力に対抗できず」「日本軍はきわめて計画的に進出し,鉄砲に加え,太刀の威力をもって散々に襲撃したので、朝鮮軍は戦場を放棄し、足を翼（のよう）にして先を争って遁走した」という記述がある。1790年に朝鮮で編纂された武芸図譜通志には、「倭と対陣すると、倭はたちまち決死の突進をしてくる。我が軍（朝鮮軍）が槍を持ち剣を帯びていようとも剣を鞘から出す暇がなく、槍も切っ先を交えることができず、皆凶刃によってことごとく血を流す。すべて剣や槍の訓練法が伝わらなかったためである。」とあり、また、中国の史料を引用する形で「（明の戚継光曰く）日本刀は倭寇が中国を侵したときに初めて見られるようになった。彼らがこの刀を手にして舞うと光閃の前に、我が兵たちは気を奪われ、倭人は一丈余り一躍し、遭遇した者は両断された。これは刀が鋭利で、しかも両手で使用するので力をこめられるためだ。今日でも、（刀だけ）単独で用いては防御できない。ただ鳥銃を兼用すれば防御可能で、賊が遠ければ鳥銃を発射し、近ければ刀を用いる。」、「（明の茅元儀曰く）日本刀は極めて強く鋭く、中国刀では及ばない。（中略）、倭賊は勇敢だが愚かで生死を重視しない。戦いのたびに三尺の刀を手に舞いながら前進してくると防ぐことができない。」とある。元寇に関する元側の史料では、王惲の汎海小録に「（日本軍の）兵杖には弓、刀、甲がある。しかし戈矛は無い。武士は騎兵を結束している。殊に武士の精甲は往往黄金を以って之を為り、珠琲をめぐらした者が甚々多い。刀は長くて極めて犀なるものを造り、洞物に入れて、出し入れする。」とあり、鄭思肖の心史には「倭人は狠、死を懼れない。たとえ十人が百人に遇っても、立ち向かって戦う。勝たなければみな死ぬまで戦う。戦死しなければ、帰ってもまた倭王の手によって殺される。倭の婦人もはなはだ気性が烈しく、犯すべからず。倭刀はきわめて鋭い。地形は高険にして入りがたく、戦守の計を為すべし」 とある。
22. 戦国時代には火縄銃の連射速度が遅いことから、打物による敵陣への突撃戦法は愚策と捉えられてはいなかった[173]。ルイス・フロイスは「日本史」西九州篇第五三章（第二部五二章「野戦が行われ、隆信が戦死し、その軍勢が壊滅した次第」）において、天正十二年の龍造寺隆信と島津家久との会戦（沖田畷の戦い）の模様を「敵はふたたび我ら（の味方）の柵塁を攻撃してきた。薩摩勢はこれに応戦したものの、既にいくぶん疲労しており、彼我の戦備は極度にちぐはぐであった。すなわち隆信勢は多数の鉄砲を有していたが弓の数は少なく、長槍と短い太刀を持っていたのに反し、薩摩勢は鉄砲の数が少なかったが多くの弓を持ち、短い槍と非常に長い太刀を備えていた。（中略）そして戦闘が開始された。それは熾烈をきわめ、両軍とも槍を構える暇もなく、手当たり次第に（刀で）相手の槍を切り払った。薩摩勢は敵の槍など眼中にないかのように、その（真只）中に身を投じ、鉄砲も弾を込める暇がないので射つのをやめてしまった」と伝えており、この合戦で龍造寺軍は大軍であるにもかかわらず、寡兵の島津軍に惨敗し、隆信が戦死する事態に至っている[173]。また、この合戦の前哨戦で、龍造寺軍の強力な鉄砲衆の銃撃に直面していた有馬晴信軍は、大将の晴信とその弟が、鉄砲隊の真っただ中に斬り込もうとしたために、家臣が慌てて抱きつき、これを制止している（フロイス「日本史」西九州篇第五三章）[173]。同じく「日本史」豊後篇七〇章では天正十四年二月、豊臣秀吉の九州出兵に伴い、大友宗麟、仙谷秀久、長宗我部元親・国親父子が、島津軍と激突した豊後戸次川合戦の模様を「（豊後勢が）渡（河）し終えると、それまで巧みに隠れていた（薩摩の）兵士たちは一挙に躍り出て、驚くべき迅速さと威力をもって猛攻してきたので、土佐の鉄砲隊は見方から全面的に期待をかけられていながらも鉄砲を発射する時間も場所もないほどであった、というのは、薩摩軍は太刀をふりかざし弓をもって、猛烈な勢いで来襲し、鉄砲など目にもくれなかったからである」と記録している[173]。九州で行われたこれらの合戦の記録によれば、多数の鉄砲を所持しながらも、島津軍の武士たちは、命を惜しまずに敵陣に身を投じていることがわかり、しかも、あまりにも早く接近された為、敵方の鉄砲衆は弾込めの余裕がなくなり、鉄砲は無力化、槍も有効に機能せず、刀で次々に切り払われ、陣中への突入を許し、大混乱に陥っている。一方、島津軍が敵陣に接近する際の援護射撃は、鉄砲が少なく、主に弓であったといい、この様な状況下で、多数の鉄砲が待ち受ける中、火器の劣勢を承知で突撃が行われている[173]。織田信長も同様の作戦を採用した事実があり、「信長記」巻九には、天正四年五月七日、信長と石山本願寺軍とが激突した際、多数の鉄砲を持つ敵に織田軍は苦戦した。だが信長は先手の足軽集を励ましながら馬で駆けまわって指揮をとり、自信も足に鉄砲傷を受けた。本願寺軍は、数千の鉄砲で打ち立てたが、織田軍はこれを凌ぎ、ついに本願寺軍を切り崩したという。これは兵力と火器で劣る織田軍が、鉄砲数千の攻撃を受けながらも、これには目もくれず、必死の突撃を敢行して切り崩した訳で、信長は打物戦に持ち込んで勝利を収めた事がわかる[173]。また、北関東で戦国の戦場を生き延びた野口豊前守の軍功覚書（「牛久市史料」中世Ｉ）には、天正十一年九月、谷田部城攻撃に赴いた際、退却する牛久衆を騎馬で追撃していたところ、鉄砲の五、六ほどで狙撃されたとの記述があり、幸い弾は命中しなかったが、銃声を聞いた味方が続々と野口に追いついてきて、馬で乗りかけて敵を攻め崩したという。ここでも、鉄砲をものともせず、有利と見るや躊躇せず敵陣に突撃を仕掛けている事がわかる[173]。以上の事例を見ると、鉄砲や弓矢などを装備して待ち構える敵陣に対し、突撃を仕掛ける攻撃法は、当時としては正攻法であった可能性がある。武田勝頼が軍勢に攻撃を命じ、武田軍将兵がそれを長篠合戦で実行に移したのも当時としてはごく当然の戦法だったからである[173]。武田軍が敗れたのは、織田・徳川軍の鉄砲装備が、東国戦国大名間で実施された合戦では経験したことのないほどの数量であったことや、敵陣に接近するまでに多くの将兵が戦闘不能に陥り、肉薄して織田・徳川軍の鉄砲を沈黙させるに至らなかったことにあり、それは恐らく、武田軍の兵力が少なかった事が、織田・徳川軍の火器による被害を乗り越えて、鉄砲を制圧できなかった原因と推察され、長篠合戦の戦法そのものを批判する記録は見つかっていない（「甲陽軍鑑」は大軍を擁する信長・家康との決戦に反対だったと記しており、突撃そのものを批判してはいない）。後に武田勝頼は、上野国善城を武装も整わないまま攻略し、俗に「素肌攻め」と讃えられた事を受けて「自分が先頭に立っていれば、長篠合戦で敵の三重の尺木どころか、十重であっても負けなかったであろう」と述べたと「甲陽軍鑑」は伝える。これを鈴木眞哉は「勝頼も懲りないやつだ」と評しているが、現代人の常識では無謀な長篠合戦での突撃も当時は正攻法だったことを理解していないことに由来する[173]。なお、突撃はその活用法など形態こそ違えど、銃器の連射速度が向上するまで、作戦の常道に位置していた[173]。
23. 戦国時代に入ると、槍の組織化が進み集団戦が進展するが、武将たちには、槍が浸透しておらず1460年頃から1540年頃までは武将の得物は太刀、打刀、薙刀、長巻、大太刀であった[174]。槍が下卒のみならず、将官クラス以上の武器となるのは1540年頃から元和偃武まで[174]。
24. 日本刀は宋代（960年 - 1279年）にはすでに中国へ輸出されていたが、軍隊や民間で倭刀及び倭刀術が広く用いられるようになったのは明代（1368年 - 1644年）からである。中国で日本刀が兵器として認められるようになったのは、倭寇が日本刀（大太刀）を火縄銃と共に好んで戦闘に使ったからであり、倭寇の大太刀は接近戦に大きな威力を発揮し、明軍の従来からの長柄武器はしばしば穂先を斬り落とされ、火縄銃よりも明軍に恐れられた[174][175]。倭寇と戦った戚継光を始めとする明の将軍たちは日本刀の威力に注目し、倭寇と同じように火縄銃兵に日本刀（大太刀）を装備する事から、自分の部隊への装備を始めた[175]。明の軍隊においては銃兵が長刀（大太刀）を、藤牌と呼ばれる盾を持って戦う兵士と弓兵が腰刀（中型サイズの日本刀）を装備していた[176]。中国は多くの日本刀を輸入し、日本刀を模した刀も製作された（後に苗刀と呼ばれる）。戚継光の著作『紀効新書』には「此は倭が中国に攻めてきた時わかったことである。彼らは舞うような歩法を用い、前方への突進力は光が閃くようで我ら明の兵は気を奪われるのみだった。倭はよく躍動し、一度動き出せば丈あまり、刀の長さは五尺なので一丈五尺の間合でも攻撃される。我が兵の剣では近づき難く、槍では遅すぎ、遭遇すればみな両断されて殺される。これは彼らの武器が鋭利であり、両手で振れる強力で重い刀を自在に用いているためである。日本人には遠くからの鳥銃が有効である。だが日本人は全く臆せず攻めたり刺したりできる至近まで突っ込んでくる。兼ねてよりこの銃手が弾を込める間に時間を取られて接近を許すことが多い。その勢いを止められない。日本人の刀捌きは軽くて長く接近を許した後の我が軍の銃手の動きは鈍重すぎる。われわれの剣は銃を捨てて即座に対応するための有効な武器ではないのだ。それゆえ我々も日本式の長い刀を備えるべきだ。」とある[177]。江戸幕府が江戸時代に二尺三寸を刀剣の「常寸」と定めたのも太平の世に異端を嫌う他に大太刀の威力を恐れたためであると考えられる[174]。なお、日本刀を礼賛し模造する傾向は中国に限らず、当時の朝鮮やタイ（アユタヤ朝）などのアジア各国で見られており、例えば15世紀頃の朝鮮では、日本刀を輸入するとともに、日本の刀工を招聘し、自国の刀工を日本に派遣するなどしており、永享2年（1430年）には、日本に渡って日本刀の製法を習得した朝鮮水軍の沈乙嘗なる人物が、朝鮮王朝へ日本刀を一口献上し、本家のものと違わぬ出来栄えであるとして、褒美を賜ったことが記録されている[178]。
25. 武田家閉所の一つ「武具要説」によると武田信玄がかつて経験豊かな５人の武将に論議させたことがある。槍については原美濃守が「槍は太刀・薙刀を持つ敵と対峙する以上、二間（一丈二尺）以下では無益である。短くては騎馬武者を突く事もできぬ」と長柄を主張した。横田備中守もこれに賛同して「平時の警護用ならば九尺、一丈でも良いが、戦場では長いほど良い。薙刀など持った敵を九尺、一丈の槍で突くのでは相打ちの恐れがある」と言った[179]。しかし、日本の野戦では手槍も狭い場所で有利な上に槍術が発達したために長槍が有利とは限らず、手槍もかなり用いられている[180]。
26. アーマードバトルをしているジェイ・エリック・ノイズと円山夢久は14世紀 - 15世紀の両手剣タイプのロングソードについて狭く混雑した場所でその力をいかんなく発揮できると主張している[181]。
27. 日本の戦国時代と同時代の16世紀近世ヨーロッパのマキャヴェリは「戦術論」の中で乱戦になると槍兵が効力を失い、剣と盾の兵士がその位置を占めると書いている事[182]。
28. 戦国時代の主力武器は論者によって主張が異なり、槍こそが最強、鉄砲があればそんなモノはイチコロ、日本刀は装飾品で首切りに使われる脇差こそが最終兵器だなどとあるが、結論から言えば、武士は基本的に自分が最も得意とする武器で戦った。集団化されるときにはその集団に求められる武器を使った。城戦では周囲の味方を気にして短めの武器を使う事もあれば、縦横無尽に戦う為に柄の長い武器を選ぶこともあった[183]
29. 戦国時代は個人戦闘における剣術が発達した時代であり、多くの剣豪が登場している。当時の戦場の様子を伝える資料には太刀で敵将を討ち取ったとする記述も少なくない[184]。

#### 合戦に刀が使用された理由
騎馬武者の武器として
太刀は刀身が大きく反っているため、馬上から斬りつけるのに適していた。
一騎討ちでも始めに騎射による矢戦、矢が尽きたり接近した際は太刀を使った馬上での打物戦、最後は馬を下りて太刀や短刀を使う徒戦という流れだった。
平安時代から鎌倉時代等の戦では遠距離では和弓を放ち、近距離では弓を捨て太刀に持ち替えて戦うことがあったとされる。武士たちは、離れた場所では馬上から弓を射て、接近戦になれば馬上で、または馬を下りて、敵を刀で斬りつけた。平安時代末期以降戦国時代に槍にとってかわられるまでは太刀が騎馬武者の主力白兵武器だった。
南北朝期～室町期（戦国期除く）では、太刀、大太刀、長巻が騎馬武者（打物騎兵）のメインウェポンとして薙刀や槍などの多彩な打物と並んで使われた。
予備の武器としての価値
武器は武人の蛮用により破損してしまうことが日常的にあり、予備の武器が必要である。
槍や薙刀を使う兵であっても、腕を使わずに携行できる刀は予備として適していた。槍が折れても槍折と言い、棒術で戦う方が乱戦にならない限りは 有利であるが、壊れた武器を使うか捨てて刀を使うは自身の技量や状況次第となる。
自衛用の武器としての価値
白兵戦を専門とし長柄武器を持つ兵は一部であり、弓・鉄砲・石つぶてといった投射兵種、荷駄や黒鍬といった支援兵種などを運用する兵の方が多かった。これらの兵に槍を持たせると手が塞がり仕事に支障が出るため、携帯時に両手が使える自衛用の武器として刀が使われた。これは現代の軍隊におけるPDWと同じ思想の装備である。
長柄武器を使用しづらい状況での使用
刀は城内、市街地、屋内、山林などの狭い場所では長槍や薙刀より使い勝手が良かった。刀が長槍や薙刀よりも狭い場所での使い勝手が良いことは鈴木眞哉も肯定している。なお刀の他に手槍（2m以下の短い槍）も多く使われたと考えられる。
幕末期の京都では尊皇派と佐幕派による市街戦が発生したが、両者は3尺前後の打刀の他に手槍を使っていたことが記録として残っている（明保野亭事件）。この時期には市街地での追撃、室内への突入、物陰からの急襲、狭い路地での乱戦など、手槍も使いにくい状況で戦闘が発生した例が多い。
火縄銃や弓矢や槍の補助として乱戦での護身用や追撃戦での使用や鉄砲隊と弓部隊による槍部隊への援護攻撃での使用
日本の合戦は弓や鉄砲などといった遠戦から始まり、統制の取れている段階では長槍などで闘い、乱戦になると手槍に持ち変えるか槍を捨て刀が使われることが多かった。
戦国時代の一般的な合戦は弓部隊による攻撃から始まり、次に騎馬隊や槍部隊による突撃、その後、乱戦になると刀による斬り合いという順番で進んだと考えられている
合戦で使用された刀の中には、峯などに相手の刀などによる切り込み傷のあるものが多い。たとえば、名物石田正宗には、大きな切り込み傷が多数存在し、実戦で使用されたことを窺わせている。
戦国時代になると刀は乱戦での護身用に使われることが多くなったが、その他に追撃戦においても重い槍を後置して刀のみで斬りつけるという用途に使われた。秀吉の朝鮮出兵では、日本側の兵器の威力として鉄砲の次に言及されるのが日本刀であるが、これは緒戦において朝鮮軍が日本軍の射撃で混乱・壊走してしまい、ただちに日本軍が追撃戦に移行したためと考えられる（例えばフロイスの「日本史」の小西軍についての記述、あるいは「懲毖録」）。
「雑兵物語」には経験の浅い足軽隊に乱戦（接近戦）での刀の扱い方を説いた記述があり、「兜を狙うがいい、だが、お貸し刀がなまくらなら、手や足を狙うといい」とあるが、このくだりの背景は、もはや槍や火縄銃が使えないほど敵が接近している状況であり、この記述からうかがえるのは平安時代の武者が最後に行った洗練された徒戦ではなく、非情な兵たちが乱戦で刀を振り回す様子だけである。実際のところ、刀しか武器を持たない足軽が描かれることは珍しく、彼らの主要武器はお貸しの槍、弓、火縄銃であり、刀は補助武器に過ぎなかったが、足軽などの歩兵たちにとってはどんな刀でも有効な武器であった。
「甲陽軍鑑」や「雑兵物語」は、軍勢相互の距離が詰まると、鉄砲や弓は前線を槍に譲って打物戦に移行すると記す。「雑兵物語」は、敵の間近まで迫ったら、鉄砲や弓は左右に分かれて槍に勝負を譲り、自身は刀を抜いて敵の手足を狙って斬りつけるか、左右に分かれた場所から槍を援護するか（「鑓脇」を固める）、どちらかを行うのが作法だったという。もし左右に散開出来なければ、出来るだけ左に寄って、敵の右側から弓や鉄砲を撃つよう心がけたというが、これは、武器を所持する武士たちにとって、右側はとっさの対応が効かない弱点であったからである。こうして槍・刀（打物）を主体とした打物戦が開始された。
敵将の首級を挙げる
槍などの刀以外の武器では、戦場の真っ只中で迅速に首を切り落とすのは非常に困難であり、条件が揃っても剣術を納めていない者には難易度が高い行為であるが、合戦では自らの功績を示すものは首級であったため重要であった。
実際に首を取る際には主に小脇差（予備の刀）や腰刀（腰に差す短刀）が使われたようで、江戸時代前期に書かれた「雑兵物語」には、大脇差は首の斬り取りに向かないとある。首を取り合う時に打刀で戦う斬りあいも生じるため、間合いによっては打刀が使われることもあった。
小太刀へ持ち替える際に隙が出来るため、打刀や太刀でそのまま首を取ることも行われていたようで、「大阪冬の陣図屏風」で「鴫野・今福の戦い」を描いた場面には、太刀で首級を挙げようと膝をついた武士が、横ら来た武士に太刀で頭を斬りつけられる様子が描かれている。

#### 戦場外での日本刀

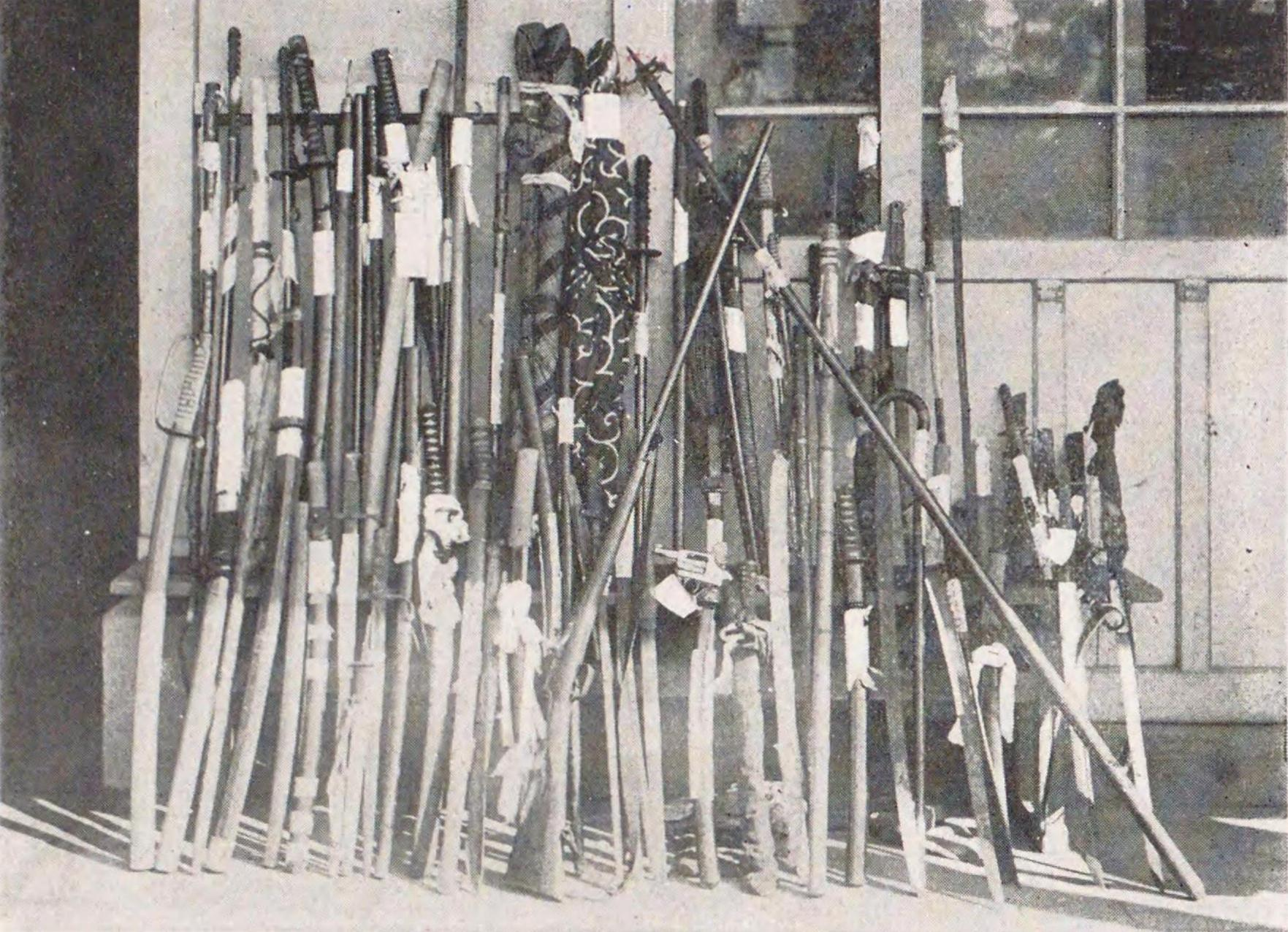
関東大震災発生後に押収された自警団の武器。大半が打刀である

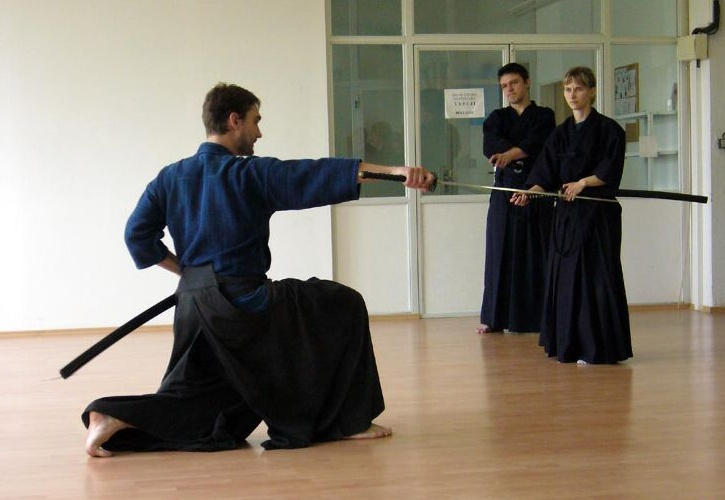
日本刀を実際に扱う武道である「居合道」

戦場外でも本差と脇差は携帯され、これは比較的扱いやすく丈夫（いざというときは命を預けられる）すぐれた護身用の携帯汎用武器として秀逸であったことを示している。戦場用よりも護身用の武器としてより役立った。刃物により切り傷を負わせる事で、殺害せずに相手の戦意を喪失させたり、出血多量で戦闘能力を失わせる戦法は一定の効果を発揮するとされ、喧嘩の道具としては有用だったと思われる。なお江戸時代の初期には社会が不安定で戦場から流出した武器も出回っていたことから、江戸初期の京都を描いた洛中洛外図（舟木本）には数人のかぶき者が槍や薙刀で喧嘩している様子が描かれているなど、喧嘩でも様々武器が使われていた。ただし槍や薙刀の所持は次第に難しくなった。
平和になるにつれ刀も緊急時以外は殆ど用いられることがなくなったが、あだ討ちに使われるなど、十分な殺傷力を秘めていることを実証している。
1875年（明治8年）に採用され廃刀令の元となった山縣有朋の建議は「刀は倒敵護身を目的としているが、国民皆兵や警察制度により個人には必要なくなった」という趣旨である。ただし、廃刀令以降も所持自体は禁止されていなかったことから、庶民は日本刀を始めとした武器を所有しており、関東大震災後に組織された自警団でも多くの打刀や小太刀が利用されていた。
江戸時代以降は剣術道場が多く誕生し、町人・農民にも親しまれていたのとは対照的に、他の武芸十八般に含まれる武器術は武家以外には広まりを欠け、多くが失伝したとされる。また剣術についても平時の服装で剣のみを用いる「素肌剣術」が主流となり、甲冑を着込んだ状態で使う「介者剣法」は下火となった。加えて稽古道具も木刀から竹刀へと徐々に実戦とはかけ離れていく形に変化していった。武芸十八般の一つである居合術は、刀を常に携帯する武士の護身術としての一面のほか、木刀や竹刀を使う剣術稽古では身につけることのできない基本的な刀の操法とその為の所作を習得するためにも有用であったとされ、江戸時代に大きく発展した。近代化後、居合術流派の一部が現代武道の居合道や抜刀道を誕生させ、その門戸を大きく広げた。居合術や居合道や抜刀道は、現代において日本刀の実用的な技術を伝えている貴重な体系の一つとなっている。

## 文化的・宗教的側面

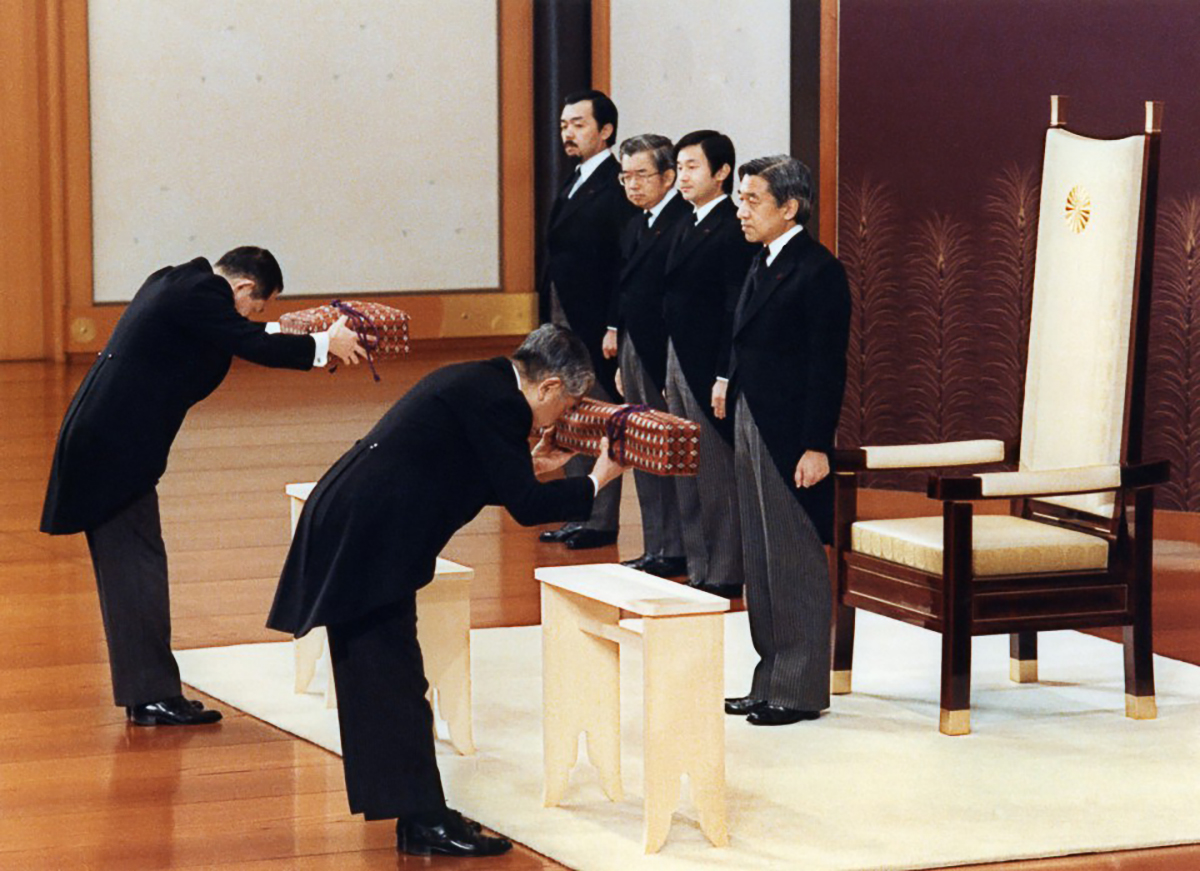
第125代天皇（明仁）皇位継承時に行われた剣璽等承継の儀。手前が「天叢雲剣」

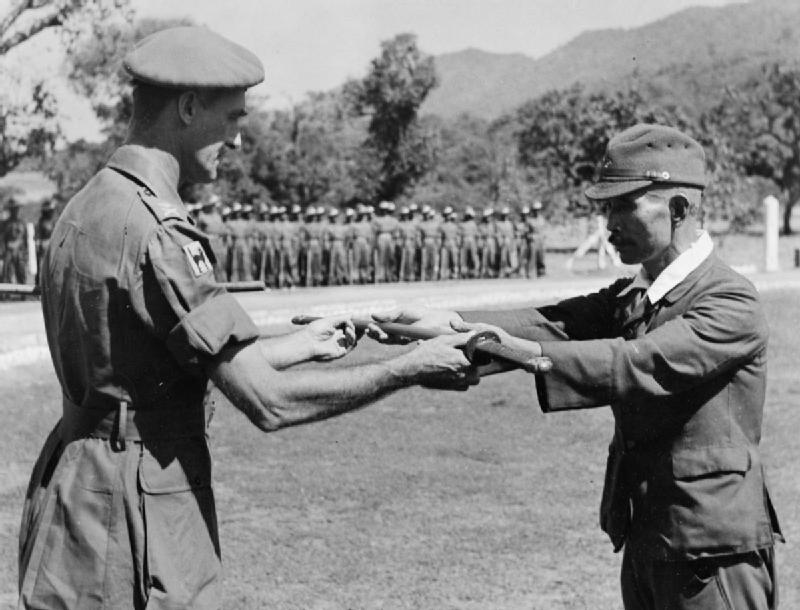
1945年10月、ビルマにおいて英印軍少将A・W・クローサーに対し降伏の証として軍刀を手渡す陸軍中将河田槌太郎

日本刀の実用面以外における価値は、日本神話に登場する三種の神器の一つが刀剣「天叢雲剣」であったことからもうかがえるように、古来から武器の中でも特別な地位にあったと考えられている。
魔除け、邪気払い、様々な病気などから身を守るためのお守りである「護り刀（まもりがたな）」の贈与は、日本刀にまつわる風習のなかでも最も特徴的である。代々皇太子もしくは皇嗣に対して護り刀「壺切御剣」を相伝する皇室の習わしは、寛平5年（893年）に宇多天皇が敦仁親王に同剣を授けたことにまで遡るとされている。さらに皇室では子供の生誕に際し、天皇から子供に対して護り刀を授ける「賜剣の儀（しけんのぎ）」も現在まで続けられている。武家においては、嫁入り道具として、また葬儀の仏具としても護り刀は使用されたが、これらは武家を離れ一般的な風習として現在まで残っている。
室町時代から武士階級以外の幅広い階層の人々に打刀と脇差を同時に携帯する大小二本差しが流行しており、戦国時代の村落においては成人と認められた男児に脇差の携帯を許す「刀差祝」の儀式を行うまでになった。
なお、戦国時代の太刀は、贈答用および実用品の場合は500文が相場であり、これは現代の価値に置き換えると、数万円から約15万円に相当する。また、名工が作刀し、大名同士で取り扱うものとなると、10貫文に及び、現代の価格で60万円から70万円、もしくは約150万円に相当する（極端なものになると、100貫文から700貫文に達する「名刀」も存在した。）。そのほか、槍は1本で1貫文、鉄砲は1丁で8貫500文、馬は3貫文が相場であり、労働者の日当は50文 - 100文である
安土桃山時代には有力な武将達は贈答品として名刀を利用していた。戦においてはまず弓矢を使い、その後の接近戦で柄の長い薙刀等を多用し、最後に使用する武器が刀となる（#合戦に刀が使用された理由も参照）。つまり、いざ刀を抜くときは本当に自分の命が危ないときであり、刀は命の次に大事な武器であった。そのため、日本刀が戦果の褒美や祝い事における第一の贈答品になったと考えられている。
江戸初期以前における社会では激高しやすい者が多く警察機構も未発達であったことから、些細なトラブルから組織同士の抗争まで自力救済による解決が求められ、身分にかかわらず刃傷沙汰に及ぶことは珍しことではなかった。人間同士の生命を賭した戦いという極限的状況は戦時か平時かに問わず、常に発生する可能性が極めて高かった。日本刀は鞘に収めれば手を使わずに常時携帯でき、咄嗟に使いやすく護身具として最適であった。室町時代から打刀が急速に普及したが、これは戦争をしていない、日常生活の中であっても、強盗や通り魔に襲われる危険性が高く、咄嗟に抜刀しなければならない機会が増加したためであり、抜き打ちが容易であった打刀が重宝されたためである。
一方で武士達は、戦場において最後の拠り所となるに刀に神器としての精神的要素、宗教的価値も見いだしていたと考えられており、戦乱の時代には所有者が信じる神仏の名や真言を刀に彫り付けることも流行した。16世紀後半に来日した明王朝の探検家であった鄭舜功は、当時の日本には切れ味は良いが一度も人を殺傷しなかった刀を祝って名刀とみなし、その刀を受け継ぐことで、その刀の持ち主の精神的修養の高さも受け継ぐ思想・風習があったとしている。
江戸期の間に、日本刀の文化的価値は、身分制度の強化に伴う武士の地位向上とともに急激に高まった。苗字帯刀が許されることは名誉なこととされ、身分特権としての帯刀権への憧れから武士以外による違反者も相次いだ。さらに、この時代に成熟した「武士道」理念や、「活人剣」や「剣禅一如」に代表されるような神道や仏教や儒教の宗教観を根底とする武徳的な思想、霊明な徳とも日本刀は深く結びつき、「武士の魂」とまで言われるほど大きな存在となっていった。
幕末になると、当時の欧米の支配領域の拡大とその脅威によってナショナリズムが誘起され、日本刀の存在はより包括的なものへと移り変わっていく。領地を防衛する武士は次第に国家を防衛する軍人へと変容し、それに伴って武士の魂であった日本刀は日本の国力を指し示すまでにシンボリックな存在へと変容した。
弘化2年（1845年）に藤田東湖が尊皇攘夷派の士気を鼓舞するために創作した漢詩『文天祥正気の歌に和す（正気の歌）』では、正しく大きな根本の力（正気）が創造した事物として富士山、桜とともに日本刀が挙げられ、日本そのものの象徴として掲げられている。
明治2年（1869年）3月、廃刀令に先立ち、森有礼は「早く蛮風を除くべし」として佩刀禁止を公議所で提議したが、王政復古から間もない頃であったため反対意見が多く、「廃刀をもって精神を削ぎ、皇国の元気を消滅させるといけない」として否決され、森は退職を命じられている。
新渡戸稲造は、明治32年（1899年）に刊行された著書『武士道』において、第13章で「The Sword, the Soul of the Samurai」と日本刀について章立てて言及している。その中で新渡戸は、マホメットの「剣は天国と地獄の鍵である」という言葉を引用し、この言葉がまさに日本人の感情を反映したものであるとし、刀は心に帯びるもので、忠義と名誉の象徴であり、武士に自尊と責任の念を抱かせ、刀を用いるべき正しい時を知ることこそが武士道の本質であると説いた。
刀剣愛好家として知られた明治天皇が詠んだ和歌のなかには、日本刀について歌ったものもいくつか存在しており、『明治天皇御集』には「しきしまの 大和心を みがかずば 剣おぶとも かひなからまし」（1904年）、「身にはよし 佩かずなるとも 剣太刀 とぎな忘れそ 大和心を」（1908年）、「やき太刀の とつくに人に はぢぬまで 大和心を みがきそへなむ」（1909年）、など、日本人の心と刀の関係性を歌った御製が掲載されている。
20世紀に入ると、国際化の推進や近代科学技術の発展に伴う反作用のような形で、近代化前の文物である日本刀の製作技術や性能、美的品質の高さが対外的な視点から注目され、そこから日本人としての民族意識を啓蒙するような傾向も現れた。刀剣学者の内田疎天は著書『大日本刀剣新考』（1937年）のなかで「日本人は創造力に乏しい、其の最大長所は模倣であると云ふ、左様な管見者流は先ず一口の日本刀を執つて、委細に之れを研究してみるがいゝ、全世界中最も能く鉄の性質を理解して、自由自在に之れを駆使し以て華実兼備の刀剣を鍛造し得た国民は、日本国民以外には断じて無いことが解るであらう、而も此の鍛刀術はどんなに内端に見ても、一千年以上の往古から発達してゐたのであるから、一口の日本刀は直ちに日本人の創造力を証明して余りあるものである」と記している。また研師で刀剣研究家の本阿弥光遜は、『日本刀大観』（1942年）のなかで「欧州のサーベル、支那の青龍刀、土人の山刀等を想起しながら日本刀を手にせば其の精微な地鉄、麗雅な焼刃、見るからに清澄無碍の霊威に打たれる其の全身を注視するとき其処に脈々として躍動するものは我民族の自覚の奔流であり、吾大和民族の日本刀を造り上げた偉大さであると共に又之に托された吾人の使命の顕現であるのである」「今や日本刀に対する民族的意義は宇内を挙げて絶対的なものがあり時局に対する認識は又此の存在をして益々重要ならしめつゝある現状に於て日本刀を正しく認識し、之を益々発達せしめることは吾民族必然の義務であり祖先に対する儀礼でもあると信ぜられるのである。我国民的な立場に於て日本刀に対する時吾人は常に吾は日本人なりと云ふ自覚と信念とを把持すべきであることを切言するのである」と記している。
第二次世界大戦で日本が降伏した際には、降伏の証として、投降式典において連合国軍に軍刀を手渡す慣例があった。

## 美術的側面

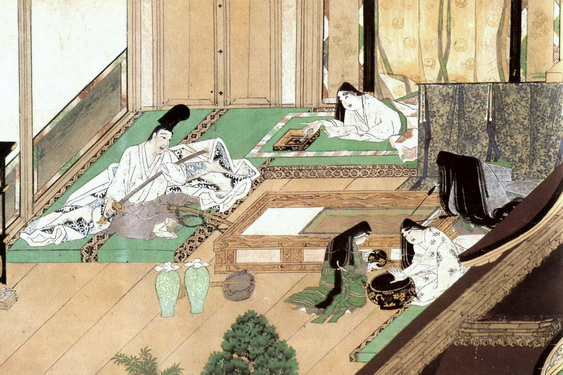
畳の上で日本刀の鑑賞に耽る国司・播磨守有忠（鎌倉末期作『松崎天神縁起』より）

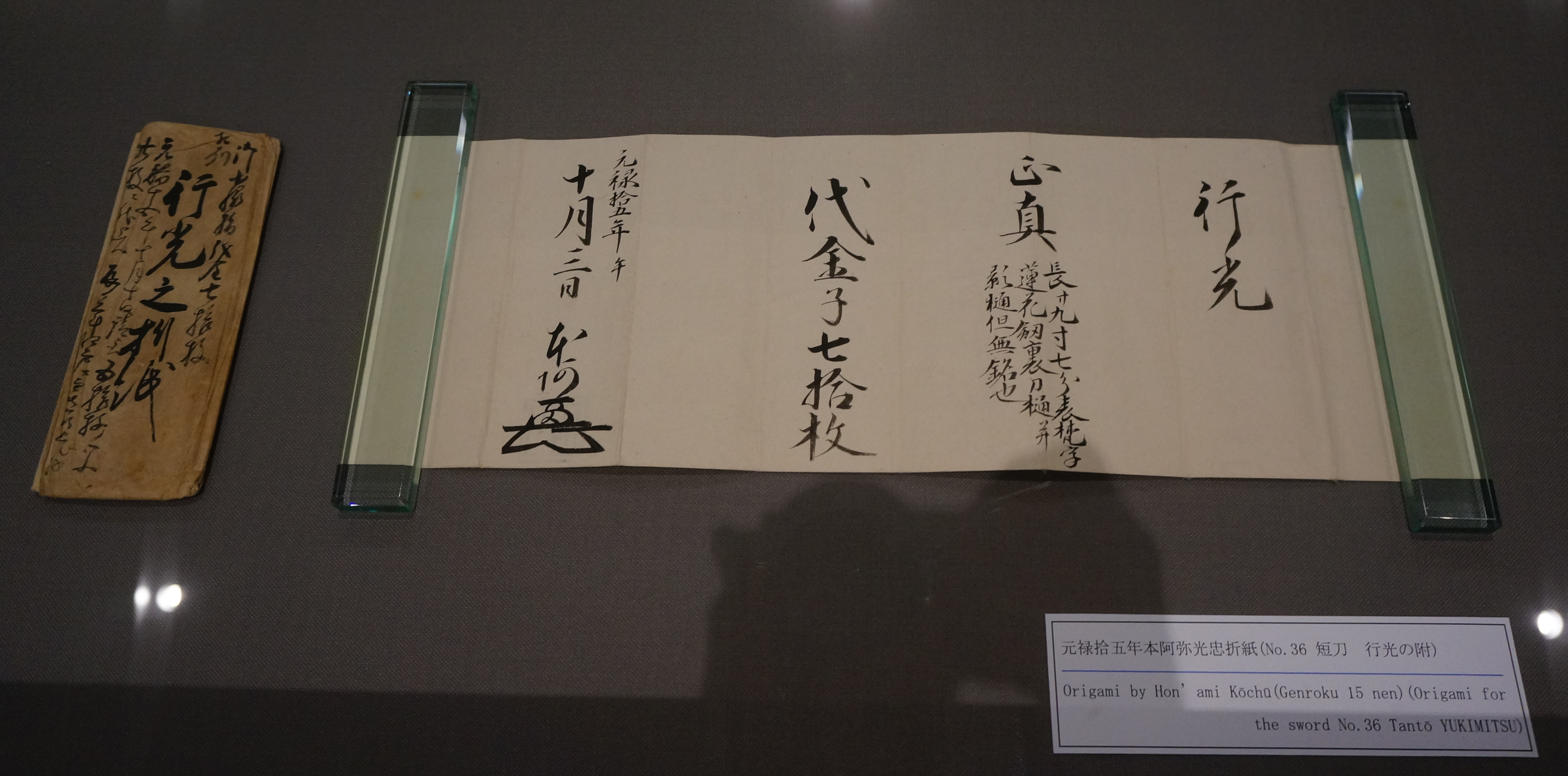
1702年（元禄15年）に本阿弥光忠が真正の行光作の短刀と鑑定した際の折紙。金貨70枚の価値があると記されている。

日本刀の刃の美しさは、凛として澄みきった秋の水の流れの如く研ぎ澄まされているさまから、時に「秋水（しゅうすい）」と称されることがある。また刀剣鑑定・研磨の家柄として室町時代から続く本阿弥家では、日本刀の美しさを「姿、滝の流れ落ちる如く。色、松にかかる白雪の如く。刃文、荒波の如し」と、その鉄質から生み出される芸術的外観に森羅万象を見出して伝えている。そこには一般的な美術品に要求される卓越した製作技術や外観の美しさだけでなく、さらに言えば、美術品を生み出すべくして生まれた美しさではなく、武器としての合理性・機能性を追求した結果として生まれた美しさ「機能美」が根本にある。
なお、「美しい刀」は時に「切れる刀」でもあるかもしれないが、「美しい刀」と「戦える刀（実用に適する刀）」をイコールで結びつけることができないことは、その他工芸品と同様である。戦国時代には、実用本位で作られた大量生産品の「数打ち」と、美術品として入念に製作されたオーダーメイドの「注文打ち」が存在し、この両者は製作目的に合わせて明確な区別がなされていた。それは第二次世界大戦時でも同様であり、刀剣学者の佐藤貫一は著書『日本名刀物語』（1962年）のなかで「美術的価値ある刀剣、こんな言葉はその以前にはなかった言葉である。これは昔から軍刀程度とか軍刀むきとかいう言葉があって、刀剣愛好者や専門家の間では、自然のうちに実用刀とそうではない高級品との区別が厳然とあったものである。この高級な日本刀が美術品であり、一口に刀剣といっても、すべてが武器ではないということを進駐軍に理解させ、認識させるためには、非常な努力と日時をついやしたのである」と記している。
歴代の刀工たちは、究極の機能美から生まれた日本刀という制約された様式の中で、趣向を凝らし、地鉄や刃紋に代表されるような鉄から生み出される繊細な芸術を創造、研鑽していった。刀工の藤安将平によれば、刀というものは本来刃先さえ鋭くしておけば切れるにもかかわらず、日本刀では繊細な砥石の使い方をして地肌や刃文が表現されるように美しく研がれてきた長い歴史があり（他国の刀剣には見られない）、このことこそ、遥か昔から刀が日本人にとって単なる武器ではなく、美的要素を十分に持った美術品であり、また人々を守る御守りであったことを示していると指摘している。
日本刀から日本人の美意識が論述されることもあり、例として、茶室空間、枯山水、或いはわずか十七文字に収められた俳句などとともに、日本刀が、必要最小限度の構成から無限の世界を表現する禅芸術の枯淡、幽玄、閑寂といった美的理念に重なる鑑賞対象であるとする指摘がある。新渡戸稲造は著書『武士道』（1899年）のなかで、日本刀の美しさについて、刀工を「神の啓示を受けた芸術家」と表現した上で以下のように記している。「それは芸術品としては完璧であり、有名なトレドやダマスカスの名剣にも劣らない日本刀には、芸術が伝える以上の何かがあった。その氷のような刀身は、抜けば瞬間に大気中の水蒸気をその表面に集める。その曇りのない肌は、青みを帯びた光を放つ。その比類ない刃には、歴史と未来の可能性がかかっている。その反りは、至高の優美と最高の力とが結合される。これらすべてが、力と美、畏敬と恐怖の入り混じった感情を抱かせる」。
工芸品として価値のある歴史的な名刀の数々は、作刀当時からその芸術的価値を見出され、幾多の戦や動乱があったなかでも現在まで大切に保存されてきた。刀剣の芸術的価値を示すものに刀剣書や鑑定書があるが、古くは正倉院の『国家珍宝帳』（756年）に刀剣目録が含まれており、そこには当時国家の宝物として奉納された刀剣の一部形状を含めた目録が記載されている。現存する日本最古の専門的な刀剣書とされるのは、観応2年（1351年）に書写されたとみられる『銘尽』である。同時代の南北朝時代に記された『増鏡』には、「剣などを御覧じ知ることさへ、いかで習はせ給ひたるにか、道のものにもやゝたち勝りて、かしこくおはしませば、御前にてよきあしきなど定めさせ給ふ」という記述があり、このことから、南北朝時代には既に刀剣鑑定の専門家が存在していたと考えられている。本阿弥家は、始祖・本阿弥妙本（1353年没）が足利尊氏に仕え刀剣奉行になったことに端を発するとされ、9代目光徳（1619年没）のとき、豊臣秀吉に信任され、慶長の初めごろ「刀剣極所」と折紙（いわゆる鑑定書）発行を許可されたことで、刀剣鑑定の権威として江戸時代以降広く知られるようになった。慶長16年（1611年）には刀剣書『古今銘尽』が製作され、その後多くの追加本が刊行されたことから、一般武家の間に目利や刀剣学者が輩出した。なお刀装鑑定では、後藤祐乗を祖とする後藤四郎兵衛家が行っていたとされているが、基本的には後藤家先祖の遺作の鑑定が主であったとされ、現存する刀装具鑑定書における後藤家以外の作品への言及は名工の名が紹介されるにとどまる。
近世以前の文物に対する懐古趣味（失われた文化に対するある種のエキゾチシズム）的な側面が強まった近現代において、元来古美術品には贋物が膨大に存在するうえ一般的に高額取引となる日本刀の中古市場では、偽銘や偽鑑定書など真贋に関するトラブルが多発しており、日本刀文化振興協会などが警鐘を鳴らしている。なお、日本職人名工会では、作刀文化の衰退を防ぐためにも、文化的、宗教的あるいは芸術的価値を求めるという本来の意味を考えて高価な日本刀を所有するのであれば、歴史的刀剣は鑑識眼を持った然るべき収集家に託し、自分の為の重代刀（代を重ねていく家宝刀）になるような、刀工が自分の為に造ってくれた唯一無二の作品である新作刀を購入することを推奨している（当会によれば、並大抵の価格では、現代刀の美的品質は同価の古い刀よりも高いとしている）。また刀工の吉原義人は、現代刀工がいくら技術を極めても過小評価され、いくら作りが甘くても刀が古ければそれだけで「味がある」と肯定されるような、日本の「古刀偏重主義」を批判している。

### 海外への輸出・流出
#呼称で触れた欧陽脩の「日本刀歌」という詩の中では、越（華南）の商人が当時既に宝刀と呼ばれていた日本刀を日本まで買い付けに行くことやその外装や容貌などの美術的観点が歌われており、これは日本刀の美しさが、平安時代後期 - 鎌倉時代初期に既に海外の好事家などにも認められ輸出品の1つとされていたことを示している（なお当時のアジア圏からの日本刀の人気は、#近代以前の戦史における日本刀の役割についての論争の24.で述べたように、武器としての性能が優れていたことも大きく影響している）。
各国王室や君主への贈答品としても日本刀は甲冑や屏風などと同様に重宝された。江戸時代以前の古い記録では、永禄4年（1561年）に大友義鎮よりセバスチャン1世（次期ポルトガル国王）宛てに1口、天正13年（1585年）に天正遣欧少年使節を介してヴィンチェンツォ1世・ゴンザーガ（マントヴァ公）、アルフォンソ2世・デステ（フェラーラ公）宛てにそれぞれ1口とヴェネツィア総督宛てに2口、天正19年（1591年）に豊臣秀吉よりインド副王を介してフェリペ2世（スペイン国王）宛てに数口、慶長17年（1612年）に徳川家康と秀忠よりマウリッツ（オランダ国王）宛てに3口など。ルイス・フロイスの『遣欧使節行記』によれば、日本人として初めてヨーロッパに渡った天正遣欧少年使節の滞在に際して日本刀を初めて目にしたフェリペ2世は、刀を手にとって「鞘はいかに加工せられたるか、刀身はいかに作成せられしか」詳しく問い、「その創意につきて観察せられ」たといい、その妹マリア・デ・アブスブルゴ（ローマ皇后）の様子を「刀の一振を手にとり、一度観察してのち、更に日本の鉄の美を見て楽しまんために、再度その鞘を払ひたり」と記している。豊臣秀吉が日本刀をインド副王に贈呈することを決定した際には、秀吉と臣下との間で以下のような会話が繰り広げられたという逸話が残っている。臣下曰く「かくもの逸品を南蛮国にお贈り遊ばされることいかがかと存じます。彼らははたして、これらをそれ相応に見分け評価し得ましょうや、南蛮人は、刀身よりも刀の装飾を重んじると承知いたしおりまする。かほど刀でなく、より劣ったものを贈られたとて、先方やはり古刀として珍重するに違いありますまい」、すると秀吉曰く「彼らが日本刀の鑑識眼を有せずとも、いっこう構わぬ。予たる者が、インド副王に粗末な品を贈るわけにはいかぬ。予がインド副王に高価な日本の品を贈ったというよい評判が永久に伝えられることを望んでおる。異国の殿に価値のない品を贈ったなどと噂されたくないのだ」。また一風変わった例として、タイ王国では、16世紀頃から日本刀が輸入され、以後東アジアにおける倭刀と同じように自国で模造するようになったが、同国ではこの日本式刀剣（タイ製日本刀）を武器としてだけでなく高尚な美術品としても珍重した。国王ラーマ4世からアメリカ合衆国大統領ジェームズ・ブキャナンに贈呈された日本式刀剣（Siamese Sword with Scabbard）が現存するほか、16世紀頃に日本からアユタヤ王朝へ贈呈された日本刀の刀身がタイ七宝製の拵えをあつらえられ、タイ王室の秘宝として現在でも国王の即位式等で佩用されている。
明治以後外交が活発になると、ジャポニスムの後押しもあって日本刀の贈呈はより盛んに行われるようになったが、その真意には「名誉を尊び、高潔な人格、道徳的勇気」といった戦士「サムライ」の魂を国粋主義的観点から国外にアピールする意図もあった。イギリス王子アルフレート宛ての1口（1871年、明治天皇より）、イスパニア国王アルフォンソ12世宛ての1口（1883年、有栖川宮親王より）をはじめ、エミリオ・アギナルド（1898年、犬養毅より）、セオドア・ルーズベルト（1905年、明治天皇より）、パウル・フォン・ヒンデンブルク（1929年、大隈信常より）、アドルフ・ヒトラー（1937年、日独伊親善協会より）、ベニート・ムッソリーニ（1937年、日独伊親善協会より）など、贈呈された例は枚挙にいとまがない。
廃刀令直後や戦中戦後の混乱期には数多くの名刀が国外へ流出した。なかでも第二次世界大戦直後には、日本刀そのものが国内から完全に消滅する危機にまで瀕した。昭和20年（1945年）8月19日、フィリピンのマニラで行われた会談の中で「日本國大本営及日本國当該官憲ハ聯合國占領軍指揮官ノ指示アル際一般日本國民ノ所有スル一切ノ武器ヲ蒐集シ且引渡ス為ノ準備ヲ為シ置クヘシ」という命令が定められ、以後米軍による日本刀の没収が行われはじめた。これを阻止すべく奔走したのが河辺虎四郎や浦茂といった軍人や本間順治や佐藤貫一といった刀剣学者であった。なかでも本間は当時の首相東久邇宮稔彦や元首相近衛文麿にまでこの問題を提起した。「日本の軍刀は、必ずしも単純な武器としてではなく、日本文化の象徴としてむしろ美術品的鑑賞に値する」「日本刀を心の鏡とする哲学」「抜かざるの剣の道」「日本刀の平和的美術価値観」などを説明して米軍側に直訴した彼らの絶え間ない努力の結果、9月29日に米軍側が方針を転換し、善意の日本人の所有する美術品としての日本刀は、審査の上で保管を許可するという指令が出されるに至った。しかしながら、この命令が発表されるまでに国宝級名刀の一部が既に破壊されており、さらに「善意の」日本人とは何かの判断も、骨董的価値の有無の判断も、すべてが連合国軍の手の内にあって、日本側に介入の余地はなく、また認められたのは「保管」の許可であって「所有権を認める」ものではなかった。米軍側でもこの問題に尽力した人物がいた。C.V.キャドウェル大佐・米第8軍憲兵司令官である。キャドウェル大佐は、日本人の刀に対する精神的な畏敬感情と日本刀の高い芸術性に理解を示し、国内外の複雑な事情によって即座にすべての刀剣の安全保障を約束することは叶わないが、国宝級の刀剣については自分が責任を持って保護する、と約束し、これを実行した。そして、独断で没収しようとする各地の部隊を幾度も制止した。昭和21年（1946年）6月3日には、キャドウェル大佐の尽力によって「価値の有無の審査を日本政府に委ねる」「刀剣審査員による審査を行う」「刀剣所持許可証は日本政府が発行する」などを主な内容とした法令が発布され、ようやく刀剣が日本人の手に再び戻ることなった。
昭和22年（1947年）には国外へ流出した美術的価値の高い刀剣約5600口が日本に返還されたが、一部は現在でも未だに返還されず行方もわからないままにある。運よく流出先の美術館等で手厚く保護された場合もあるが、その価値を見出されずに（適切な手入れ方法を知らないということもあり）放置され錆まみれの古びたがらくたとして扱われている場合も多い。近年でも、長年の間行方がわからなくなっていた名刀が世界各地で度々発見されており、2017年にはロシアのウラジーミル・プーチン大統領によって、国外に流出していた名工村正の短刀や昭和天皇即位時に用いられた飾太刀が、友好の証として当時の安倍晋三首相に贈呈（数十年ぶりに里帰り）されたという例もある。

### 鑑賞
一般的に日本刀を鑑賞するときには、後述の美術館における展示の場合などを除き、刀を抜く前にまず刀に一礼するのが宜しい。鑑賞するポイントとしては、大まかに姿、刃文、地鉄、茎の4つである。まず柄あるいは茎を手に持ち垂直に立て（展示物の場合には遠巻きにして眺め）、姿を見、反りの具合と身幅、全体のバランスを鑑賞する。次に刀身の細部に目をやり、刃文を構成する沸や匂い口の様子、刃中の働き、鍛錬して鍛えた地鉄中の働き、鉄色の冴えを見る。刃文や地鉄は、初心者が漠然と見ただけでは見落としてしまいがちな鑑賞ポイントであり、これらを鮮やかに描出させるためには、刀身に入る光の加減や視点を変化させるコツが必要となる。最後に茎の具合を手のひらの感触、錆の具合、目釘孔の状態、鑢目、茎尻、茎棟の仕上げ状態、そして銘があれば銘を鏨切りの方向からも観察し、文字通り撫で回すように鑑賞する。鞘や鍔などの拵えは、原材料や塗料から得られる質感、色づかい、装飾の構図や技法、またそれらから感じられる注文者や製作者の趣味嗜好や美意識、製作年代の流行様式など、一般的な工芸品と同様の要領で鑑賞する。なお、入札鑑定会で刀を鑑定する場合には、銘のある茎部分は隠されているため、まず姿を見て作刀時代の検討をつける。続いて、鉄色、匂い口の雰囲気、そして特に切先である帽子の出来から、各々の時代特色と国や流派の特徴が刀身に現れているか観察し、作者を絞り込んでいく。

美術館で日本刀が陳列されている様子（蟹仙洞）

神社・仏閣や美術館・博物館に展示されていることも多く、刀剣専門の美術館も存在する。多くは刀身のみを展示しているが、拵えに価値がある場合は並べて展示されることもある。刀剣が収蔵されていることで著名な展示施設の一部を以下に挙げる。
- 東京国立博物館
- 京都国立博物館
- 徳川ミュージアム
- 徳川美術館
- 永青文庫
- ふくやま美術館
- 佐野美術館
- 根津美術館
- 神宮徴古館
- 熱田神宮宝物館
- 北野天満宮宝物殿
- 渡辺美術館
- 和鋼博物館
- 黒川古文化研究所
- 坂城町鉄の展示館
- 東京富士美術館
- 三井記念美術館
- 静嘉堂文庫
- 林原美術館
- 蟹仙洞
- 大英博物館（イギリス）
- ギメ東洋美術館（フランス）
- ハンブルク美術工芸博物館（ドイツ）
- サムライ・ミュージアム（ドイツ）
- スティッベルト博物館（イタリア）
- メトロポリタン美術館（アメリカ）
- ボストン美術館（アメリカ）
- 奇美博物館（台湾）

刀剣専門の展示施設としては以下が挙げられる。
- 倉敷刀剣美術館
- 秋水美術館
- 関鍛冶伝承館
- 刀剣博物館
- 備前長船刀剣博物館
- 中鉢美術館
- 刀剣コレクション桑名・多度
- 刀剣コレクション名古屋・丸の内
- 名古屋刀剣ワールド

## メディア

### 日本刀の新聞
- 刀剣春秋新聞社『刀剣春秋』

### 日本刀の雑誌
- 日本美術刀剣保存協会 『刀剣美術』
- 日本刀剣保存会『刀剣と歴史』
- デアゴスティーニ・ジャパン 『週刊日本刀』120号発行
- 『月刊銀座情報』銀座長州屋：日本刀専門店